# Geschiedenis van Nigeria

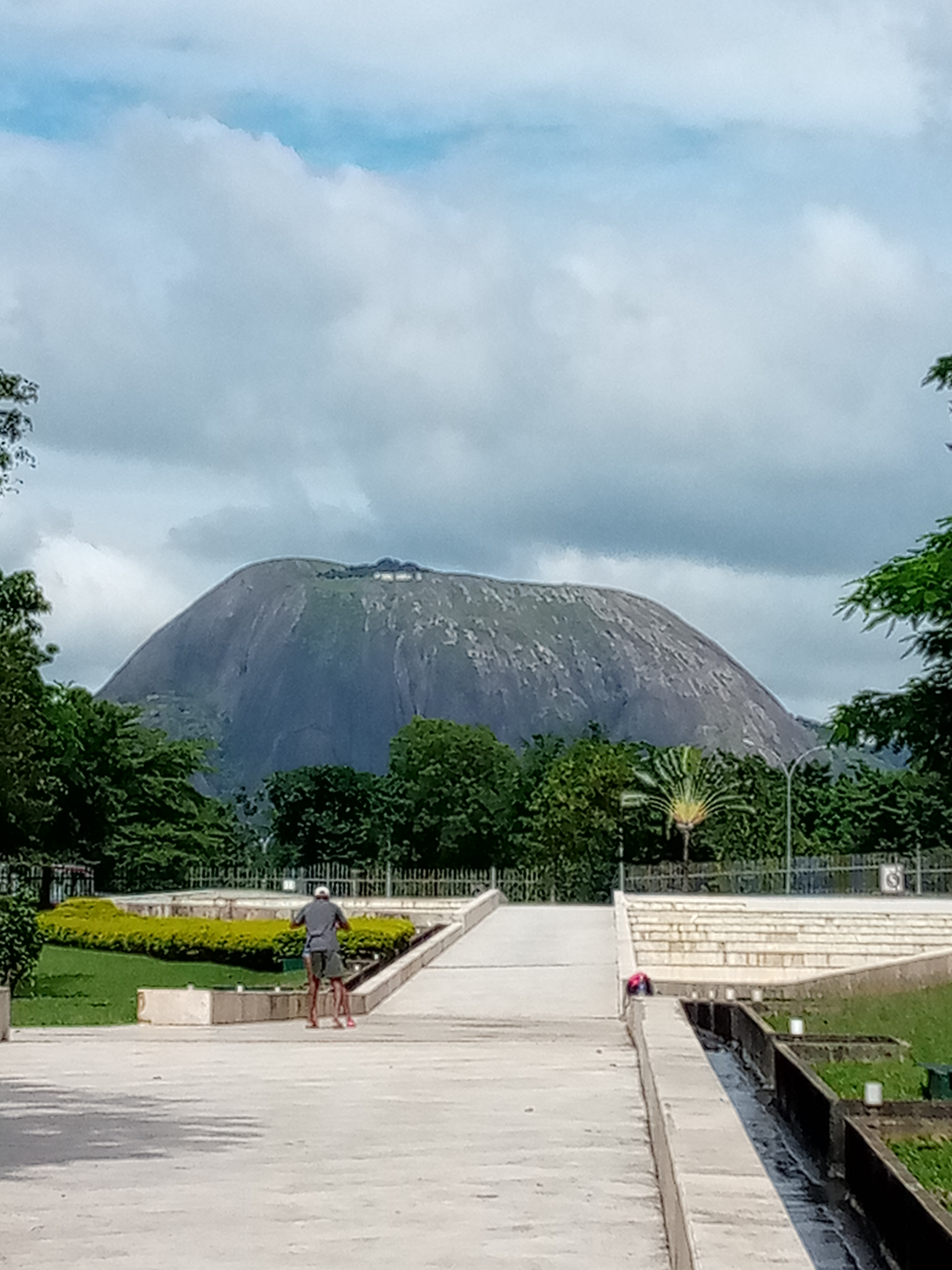
Aso Rock, Abuja, Nigeria, in de buurt van de presidentiële villa van het land (te vergelijken met het Witte Huis in de VS)

De geschiedenis van Nigeria omvat de ontwikkelingen op het grondgebied van de Federale Republiek Nigeria van de prehistorie tot vandaag. 
In de prekoloniale tijd was het huidige Nigeria de thuisbasis van een groot aantal kleine gemeenschappen, variërend van koninkrijken en patricische republieken tot samenlevingen zonder staatshiërarchie. Door het contact met de Europeanen ontstonden er na 1480 vroege havensteden langs de kust, zoals Calabar, Badagry en Bonny, die onder andere zaken deden in de trans-Atlantische slavenhandel. Conflicten in het achterland, zoals de burgeroorlog in het koninkrijk Oyo, zorgden ervoor dat er voortdurend nieuwe slaven werden "geleverd".
Na 1804 verenigde Usman dan Fodio een immens gebied in zijn jihad tegen de superieure maar ruziënde huisstaten van het noorden, dat door zijn opvolgers werd gestabiliseerd als het Kalifaat van Sokoto.
In zijn oorspronkelijke streven om de slavenhandel in West-Afrika te stoppen, breidde het Verenigd Koninkrijk zijn invloedssfeer na 1851 geleidelijk uit, te beginnen bij het piepkleine eiland Lagos (3 km2) en de havenstad Calabar. De Britten volgden expansieve handelsmaatschappijen zoals de Royal Niger Company en missionarissen zoals Mary Slessor, die het achterland binnendrongen, predikten en missiescholen stichtten, maar ook optraden tegen lokale gebruiken zoals het religieus geïnspireerde doden van tweelingen of bedienden van overleden dorpsoudsten en tegen het Godsoordeel als middel om de wettelijke waarheid vast te stellen. Op de Congoconferentie van Berlijn in 1885 bakenden de Europese mogendheden hun belangen in Afrika af zonder rekening te houden met etnische of taalkundige grenzen en zonder de betrokkenen inspraak te geven. Daarna drongen de Britten steeds verder door in de Niger-regio, waarover ze in Berlijn hadden onderhandeld, en versloegen ze uiteindelijk het Kalifaat van Sokoto. Vanaf 1903 controleerde Groot-Brittannië bijna het hele huidige grondgebied van Nigeria, dat in 1914 onder één bestuur werd verenigd (in 1919 werd een grensstrook van de voormalige Duitse kolonie Kameroen aan het grondgebied van Nigeria toegevoegd).
Onder het Britse koloniale bestuur hielden inkoopkartels (van bedrijven als Unilever, Nestlé, Mars, Cadbury en Hershey's) de prijzen van cacao, palmolie en pinda's kunstmatig laag, wat schadelijk was voor de Nigeriaanse landbouw, maar er werden ook havens en een uitgebreid spoorwegnet aangelegd. Er werden ook kranten, politieke partijen, vakbonden en instellingen voor hoger onderwijs opgericht - nogal tegen de zin van de koloniale overheersers. In de Oost-Afrikaanse campagne van 1941 behaalden Nigeriaanse regimenten het eerste grote succes tegen de Asmogendheden met de snelste militaire opmars in de geschiedenis tot die tijd. In 1956 werden er olievelden ontdekt in Nigeria. Sindsdien hebben vandalisme, oliediefstal en illegale, onprofessionele raffinage door lokale bewoners ervoor gezorgd dat de Nigerdelta vervuild is geraakt met ruwe en zware olie, vooral rond pipelines en niet meer gebruikte proefboorplaatsen.
Nigeria werd onafhankelijk in 1960. Van 1967 tot 1970 woedde de "Biafraoorlog" in het zuidoosten - een van de ergste humanitaire rampen van de moderne tijd. Na drie decennia van steeds restrictievere militaire dictaturen werd Nigeria in 1999 een democratische federale republiek naar Amerikaans model. De vierjaarlijkse verkiezingen worden bekritiseerd als "intransparant". Toch vonden er in 2007, 2010, 2015 en 2023 vreedzame machtswisselingen plaats in de presidentiële villa bij de Aso Rock, waardoor Nigeria ondanks zijn tekortkomingen een van de weinige stabiele democratieën in de regio is. De Boko Haram-opstand van 2014, die veel aandacht kreeg in het Westen, viel uiteen door onderlinge strijd en de eensgezinde aanpak van Nigeria en zijn buurlanden. De verspreiding van de ebola-epidemie in hetzelfde jaar naar de sloppenwijken van Lagos werd voorkomen door professioneel crisismanagement. De afgelopen jaren zagen de opkomst van de Nigeriaanse muziek- en filmindustrie en een hausse in softwareprogrammering met vijf van de zeven Afrikaanse tech "unicorns". Met grote nieuwe raffinaderijen probeert het land sinds januari 2024 om in de toekomst zijn eigen binnenlandse ruwe olie op een professionele manier te produceren (d.w.z. zonder zware olie als afvalproduct). Na het uiteenvallen van Boko Haram is het conflict tussen islamitische Fulani-herders en boeren van verschillende etniciteiten en religies, zoals de christelijke Tiv en de islamitische Hausa, het ernstigste conflict in het land met 325 dodelijke slachtoffers in 2023.

## Prehistorie

### De "genetische" Adam

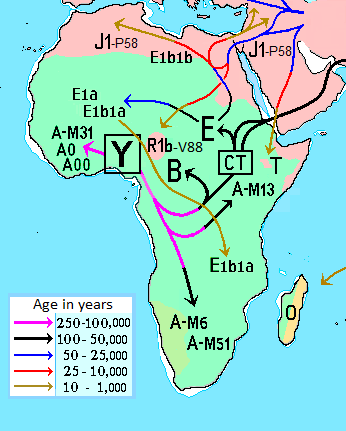
Model van migratie en vertakking van het Y-chromosoom

In 2012 werd de oudste haplogroep voor Y-chromosomen, A00 of Y, ontdekt in de regio Nigeria/Kameroen. In de volksmond wordt dit geïnterpreteerd als dat de "genetische Adam" uit deze regio komt of dat elke man zijn vaderlijke afstamming kan terugvoeren op de meest recente gemeenschappelijke voorouder uit dit deel van Afrika en van ongeveer 130.000 jaar geleden (Würm glaciaal) (Moederlijke afstamming wijst meestal naar Oost-Afrika als de locatie van de "genetische Eva").
Privé-DNA-tests zijn echter zeldzaam in West-Afrika en de "Out-of-Africa"-theorie wordt nog steeds dynamisch wetenschappelijk ontwikkeld. Toekomstige ontdekkingen die de huidige stand van de wetenschap veranderen zijn waarschijnlijk. De ontdekking van haplogroep A00 in Nigeria / Kameroen is echter een sterke aanwijzing dat deze landen 130.000 jaar lang continu zijn gekoloniseerd door Homo sapiens.

### Het einde van de Afrikaanse vochtige periode (ca. 1200 v.Chr.)
De Afrikaanse vochtige periode (AHP) was een klimaatperiode in Afrika aan het begin van het Holoceen. De vochtige periode begon ongeveer 14.600-14.500 jaar geleden. Rivieren en meren zoals het Tsjaadmeer ontstonden of breidden zich uit en de Sahara trok zich terug. In het noorden van Nigeria eindigde de Afrikaanse natte periode 3.170 ± 70 jaar geleden. Dichte vegetatie werd steeds schaarser. Rond 2000 jaar geleden ontstond een modern vegetatietype. In het zuiden van Nigeria breidde de savanne zich uit ten koste van de bossen tussen 6.100 en 3.000 jaar geleden; een andere schatting schat dit op 4.500 tot 1.300 jaar BP. De savanne heeft zich 4.000 jaar lang continu uitgebreid.

## Vroege geschiedenis
Archeologische vondsten in het zuidoosten van Nigeria (bijvoorbeeld in Ugwuelle-Uturu) en het zuidwesten (in Iwo Eleru) tonen aan dat er al meer dan 10.000 jaar mensen wonen. Het vroegst bekende voorbeeld van een gefossiliseerd skelet met negroïde kenmerken, misschien 10.000 jaar oud, werd gevonden bij Iii Ileru in het westen van Nigeria en getuigt ook van de oude bewoning van de regio. Stenen werktuigen die duiden op menselijke bewoning zijn 12.000 jaar oud. Opgegraven kleine messen en aardewerk werden ontwikkeld door savanneherders vanaf ten minste het vierde millennium voor Christus en voortgezet door latere agrarische gemeenschappen. Aardewerk van de Gajiganna cultuur in het noordoosten van Nigeria is goed gedocumenteerd.
In het zuiden maakte het jagen en verzamelen geleidelijk plaats voor zelfvoorzienende landbouw aan de bosranden in het eerste millennium voor Christus. Het verbouwen van basisvoedingsmiddelen zoals zoete aardappelen werd later geïntroduceerd op open plekken in het bos.
Op de site van Zilum werden 2500 jaar oude overblijfselen ontdekt van een van de allereerste versterkte steden in Afrika ten zuiden van de Sahara. Rond 2.000 v. Chr. dook er in het zuidoosten van Nigeria bewijs op van een ideografisch schrift, Nsibidi. Nsibidi deelt enkele van zijn tekens met de hiërogliefen van het Middenrijk in Egypte, 3.500 kilometer verderop.

## IJzertijd, Nok-cultuur

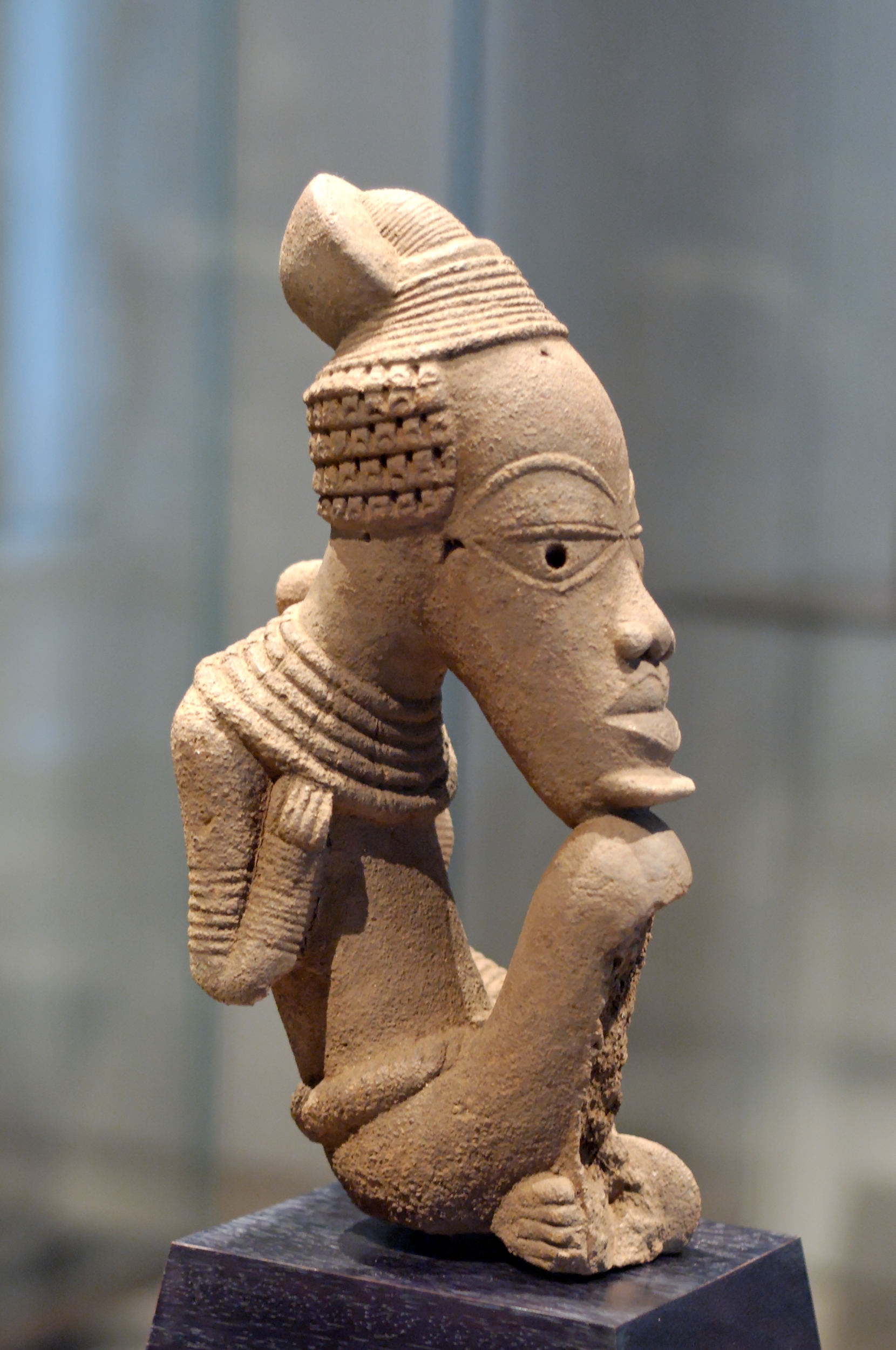
Nok sculptuur uit de 6e eeuw v.Chr.

De overgang van het neolithicum naar de ijzertijd vond plaats tussen 700 v.Chr. en 400 v.Chr. in wat nu Nigeria is, blijkbaar zonder de tussenfase van de bronstijd. De oudste hoogovens die ontdekt zijn in Nigeria zijn dan ook ongeveer even oud als die op de Britse eilanden en in China. Het is mogelijk dat het smeden van ijzer geïmporteerd uit Egypte, bijvoorbeeld, voor die tijd al onder de knie was.
De primitieve ijzersmeltovens in Taruga uit de vierde eeuw voor Christus zijn het oudste bewijs van metaalbewerking in West-Afrika, terwijl de opgravingen voor de Kainji-dam het bestaan van ijzerbewerking al in de tweede eeuw voor Christus aantonen. Dit is het oudste bewijs van deze techniek voor heel West-Afrika. Het nut van ijzeren werktuigen is aangetoond in het zuiden voor het snijden van struiken en in het noorden voor het graven van putten en het bouwen van irrigatiesystemen, wat bijdroeg aan de uitbreiding van de landbouw in beide regio's.
De oudste bekende Nigeriaanse cultuur is de Nok-cultuur, die leefde op het Josplateau in het noordoosten van Nigeria tussen 1500 voor Christus en 200 na Christus. De Nok waren pioniers van de oude metallurgie en de geavanceerde metaalgiettechnieken die ze ontwikkelden, zoals het verloren wasproces (cire perdue) voor gereedschappen en wapens, behoren tot de eerste bekende toepassingen van dit ambacht. De productie van ijzeren gereedschappen en wapens maakte uitgebreide, gesystematiseerde landbouw, efficiënte jacht en succesvolle oorlogvoering mogelijk.
In Nigeria was ijzer van fundamenteel belang voor de opkomst van verschillende belangrijke koninkrijken - Dahomey, Benin en de Yoruba koninkrijken, met name Ife en Oyo. Al deze Nigeriaanse koninkrijken stonden in nauw contact met elkaar en hebben daarom vergelijkbare spirituele overtuigingen over de eigenschappen van ijzer en de methoden van ijzerbewerking. Ogún, de god van het ijzer, is een belangrijke godheid van de Yoruba. De smederij was zowel een ritueel heiligdom als een heiligdom. Het aambeeld werd vaak gebruikt voor het afleggen van een eed of als offeraltaar.

## Romeinse expedities naar Nigeria (1e eeuw na Christus)

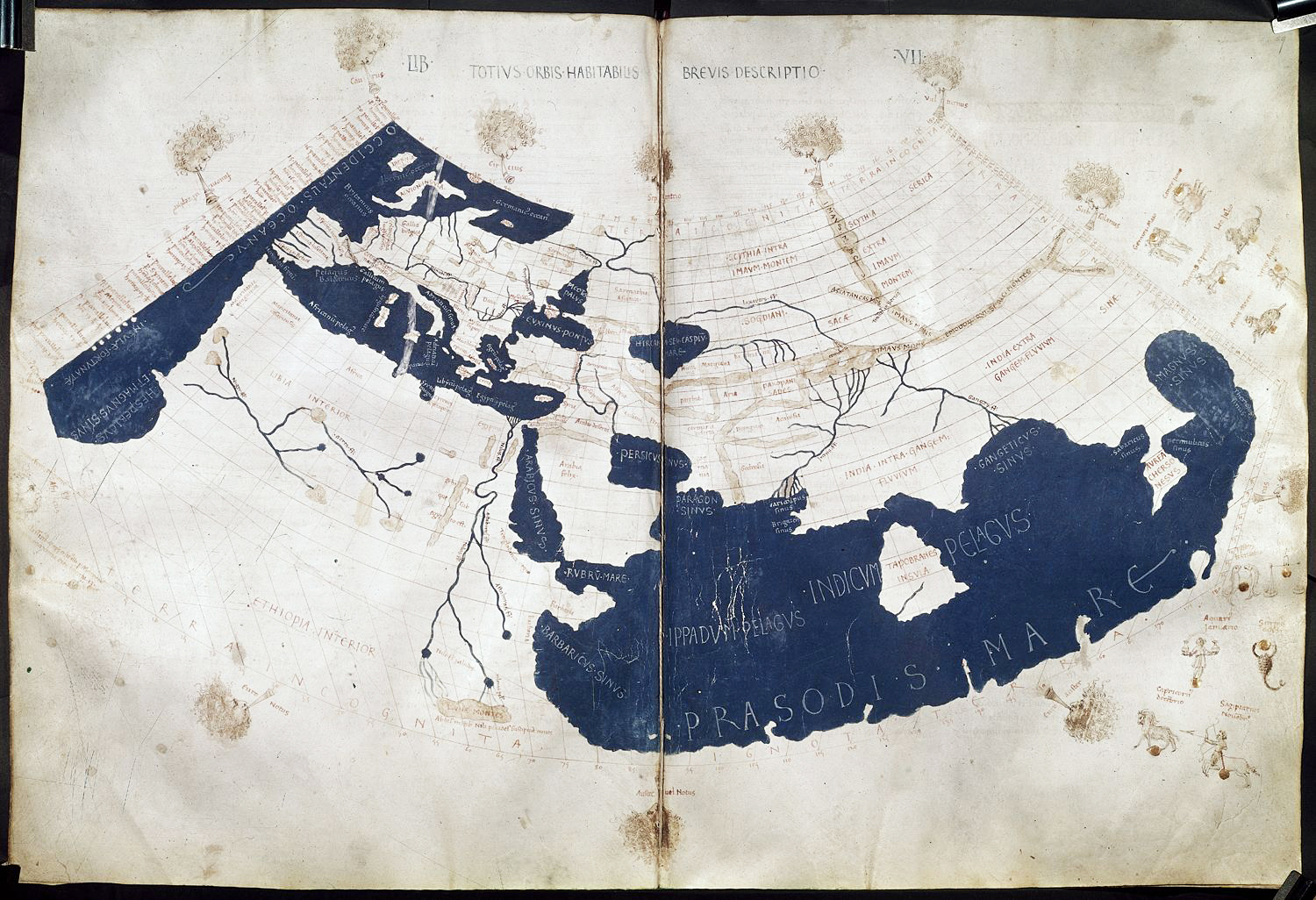
Kaart van Claudius Ptolemaeus, ca. 150 n.Chr. – de Niger is de zuidgrens van de voor Europeanen bekende wereld (linkerkant, in het midden van het blad)

De oude wereld, met name Carthago, had contact met een woestijnvolk in het zuiden van het huidige Libië, bekend als de Garamantes naar de naam van hun hoofdstad Garama. De handel met de Garamantes bracht exotische dieren uit het gebied ten zuiden van de Sahara naar het Middellandse Zeegebied, waaronder leeuwen voor de Romeinse circusspelen en de beroemde olifanten van de Carthaagse krijgsheer Hannibal. Het bestaan van de rivier de Niger en het Tsjaadmeer was bekend bij de oude wereld via Garamantiaanse verslagen en beide komen ook voor op kaarten uit deze periode.
Het betaalmiddel in die tijd waren de "manilla's", bronzen armbanden die Fenicische kooplieden naar West-Afrika brachten als voorlopige vorm van geld. Dit betaalmiddel bleef in Nigeria bestaan tot in de 20e eeuw.
Tussen 50 en 90 na Christus ondernamen Romeinse ontdekkingsreizigers drie ontdekkingsreizen in wat nu Nigeria is. De verslagen van deze expedities bevestigen onder andere de uitbreiding van het Tsjaadmeer in die tijd en dus de drastische inkrimping ervan in de afgelopen 2000 jaar. De expedities werden ondersteund door legionairs, maar dienden vooral commerciële doeleinden. De memoires van de oude Carthaagse ontdekkingsreiziger Hanno de Zeevaarder waren beschikbaar voor de Romeinen. Het is echter niet bekend in hoeverre ze werden gelezen, geloofd of interessant gevonden door de Romeinen.
Septimius Flaccus en Julius Matiernus kwamen van de kust van Tripolitanië en reisden in de buurt van het Tibestigebergte. Beiden ondernamen hun expedities door het gebied van de Garamantes en konden na een tocht van drie maanden door woestijngebieden een klein garnizoen achterlaten bij het Tsjaadmeer.
De drie Romeinse verkenningen/expedities in Nigeria waren:
- De Flaccus Expeditie: Ptolemeus schreef dat Septimius Flaccus zijn expeditie uitvoerde in 50 na Christus (ten tijde van keizer Claudius) om wraak te nemen op de nomadische rovers die Leptis Magna hadden aangevallen. Hij bereikte het gebied van het Tsjaadmeer.
- Expeditie Matiernus: Ptolemeus schreef dat Julius Maternus (of Matiernus) rond 90 na Christus (ten tijde van Domitianus) een voornamelijk commerciële expeditie ondernam. Na een reis van vier maanden vanuit de Golf van Sirte bereikte hij de rivieren Bahr Salamat en Bahr Aouk in Agisymba. Hij keerde terug naar Rome met een neushoorn met twee hoorns, die werd tentoongesteld in het Colosseum.
- Volgens historici zoals Susan Raven was er nog een Romeinse expeditie naar Centraal-Afrika: die van Valerius Festus. Plinius schreef dat in 70 na Christus (ten tijde van Vespasianus) een legatus legionis of commandant van Legio III Augusta genaamd Festus een expeditie ondernam naar de rivier de Niger. Festus reisde naar het oostelijke Hoggar-gebergte en kwam uiteindelijk aan in het gebied waar nu Timboektoe ligt. Het is mogelijk dat sommige van zijn legionairs tot aan de rivier de Niger reisden en de bossen bij de evenaar bereikten.

Er zijn Romeinse munten gevonden in Nigeria. Het is echter waarschijnlijk dat al deze munten pas veel later zijn ingevoerd en dat er geen direct Romeins verkeer zo ver langs de westkust was. De munten zijn de enige oude Europese artefacten die in Centraal-Afrika zijn gevonden.

## Middeleeuwen

### Opmars van de islam in het noorden
Met de verspreiding van de islam vanaf de 7e eeuw na Christus werd het gebied bekend als Soedan of Bilad Al Soedan ("Land van de zwarten", Arabisch: بلاد السودان). Rond de achtste eeuw vermelden Arabische documenten dat moslims de Sahara overstaken naar West-Afrika voor handelsdoeleinden. Verschillende factoren droegen bij aan de groei van de moslimklasse in niet-islamitische koninkrijken. De islam vergemakkelijkte de handel over lange afstanden door kooplieden te voorzien van nuttige hulpmiddelen zoals contractenrecht, krediet en informatienetwerken. Moslimkooplieden speelden ook een belangrijke rol als adviseurs en schriftgeleerden. Ze hadden de vaardigheid om te schrijven, wat nuttig was bij het besturen van koninkrijken. Rekenkunde in een decimaal systeem (Arabische cijfers) vond ook zijn weg naar West-Afrika via de Islam.
In West-Afrika ontwikkelden de drie grote middeleeuwse koninkrijken Ghana, Mali en Songhai zich in het Sahelgebied tussen 1000 en 1600 na Christus. Hun heersers begonnen de islam over te nemen, maar vermengden deze met traditionele en lokale gebruiken. Na verloop van tijd begon de bevolking de islam te omarmen, waarbij vaak selectief aspecten van het geloof werden overgenomen.

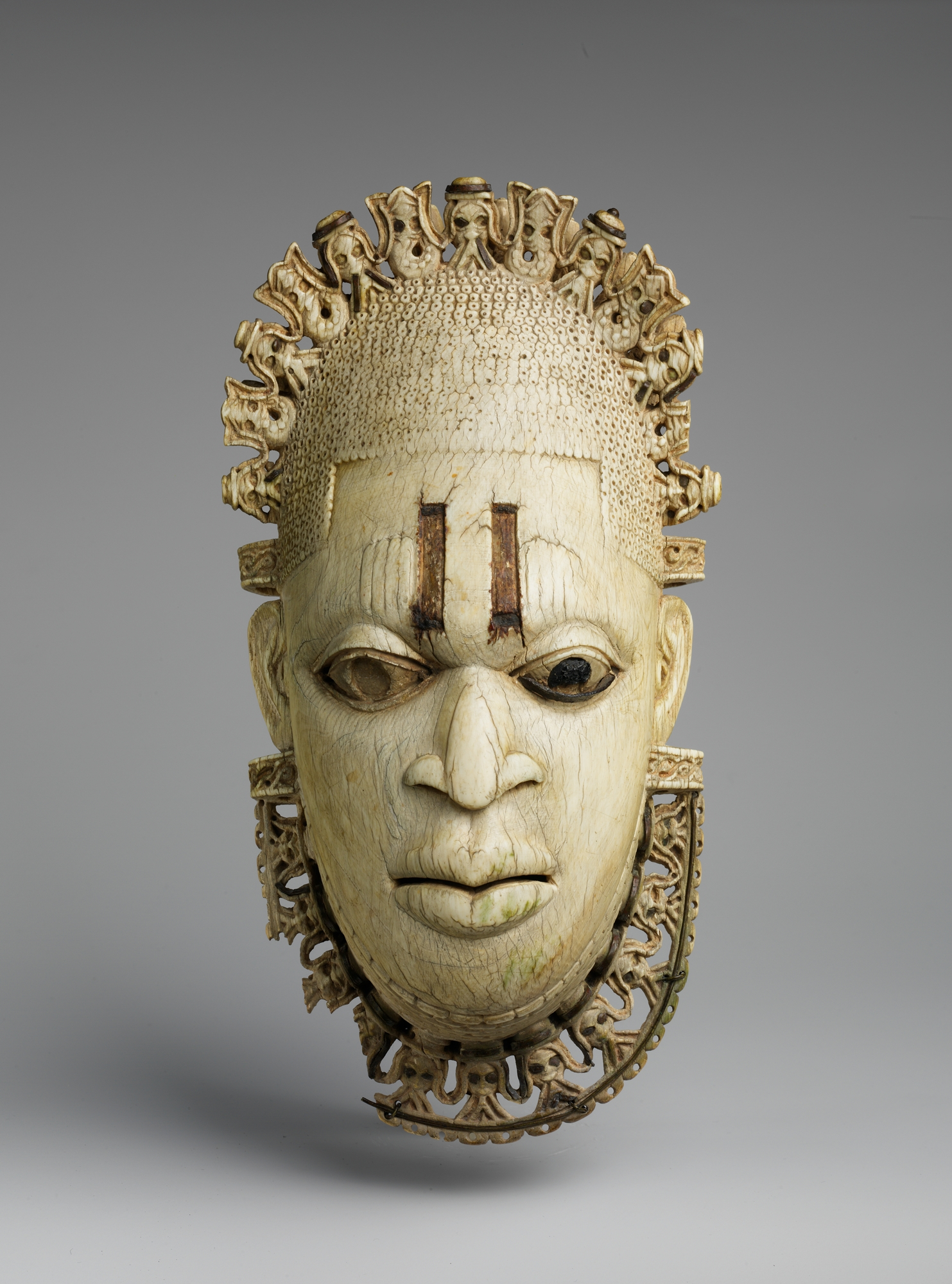
Koninklijk ivoren masker uit Benin, een van Nigeria's meest herkenbare kunstwerken. Beninrijk, 16e eeuw

Verschillende moslimgemeenschappen ontwikkelden zich toen in wat nu het noorden van Nigeria is. Hausaland bestond uit een systeem van stadstaten (Gobir, Katsina, Kano, Zamfara, Kebbi en Zazzau). (In de Kano Kroniek wordt de geschiedenis van de Hausa stadstaat Kano in de Sahel regio getraceerd tot rond 999 na Christus). Deze Hausa stadstaten waren voornamelijk ondergeschikt aan grote koninkrijken zoals Kanem. Het koninkrijk Kanem bij het Tsjaadmeer floreerde als handelscentrum van de negende tot de veertiende eeuw. De staat werd moslim in de negende eeuw. Zijn opvolger was Bornu. In de 14e eeuw waren alle heersende elites van Hausaland moslims, hoewel de meerderheid van de bevolking zich pas bekeerde tijdens de jihads in de 18e eeuw. Net als de heersers van eerdere moslimstaten vermengden de heersers van Hausaland lokale gebruiken en de islam.
Vanaf 1400 na Christus werden in het noorden van Nigeria de eerste geschreven documenten met brieven geproduceerd. Ze maakten deel uit van islamitisch missiewerk en werden geschreven in Ajami - een schrift gebaseerd op het Arabisch, maar met speciale letters voor lokale talen (Hausa, Fula, Yoruba).

### Het zuiden van Nigeria
Het zuiden van Nigeria In deze periode ontstonden er een aantal stadstaten onder de Yoruba, met het orakel van Ife als centrale schakel. Ten oosten hiervan begon rond 600 na Christus de geschiedenis van het Edo-koninkrijk Benin, dat tegen 1500 uitgroeide tot een groot rijk en zijn koninklijke zetel met een groot fort beveiligde. De Yoruba koninkrijken van Ife en Oyo in het zuidwesten van Nigeria werden bekend in respectievelijk de 12e en 14e eeuw. De oudste sporen van menselijke bewoning op de huidige plaats Ife dateren uit de 9e eeuw, en de materiële cultuur omvat terracotta en bronzen beeldjes. De sprookjes en spookverhalen van de Yoruba zijn ook eeuwenoud. De bijzondere vertelcultuur van deze etnische groep wordt tegenwoordig weerspiegeld in de Nigeriaanse film (Nollywood) en de Nigeriaanse literatuur; Wole Soyinka, een Yoruba, is een van de twee Afrikanen met een donkere huidskleur die een Nobelprijs voor Literatuur heeft gekregen (t/m 2024).
De Tiv en andere volkeren in het centrum vormen acefale samenlevingen, d.w.z. sociale eenheden zonder een heersend hoofd. Het Nri koninkrijk van het Igbo volk werd geconsolideerd in de 10e eeuw en bleef bestaan tot het zijn soevereiniteit verloor aan de Britten in 1911. Nri werd geregeerd door de priesterkoningen Eze Nri en de stad Nri wordt beschouwd als de basis van de Igbo-cultuur. Nri en Aguleri, waar de Igbo scheppingsmythe vandaan komt, liggen in het territorium van de Umeuri clan. De leden van de clan herleiden hun afstamming tot de patriarchale koninklijke figuur Eri. In West-Afrika zijn de oudste bronzen voorwerpen die met verloren was zijn gemaakt afkomstig uit Igbo-Ukwu, een stad die onder invloed stond van de Nri.

## Eerste contact met koloniale machten, Nigeria als "slavenkust"

### Handel in ivoor, goud en slaven

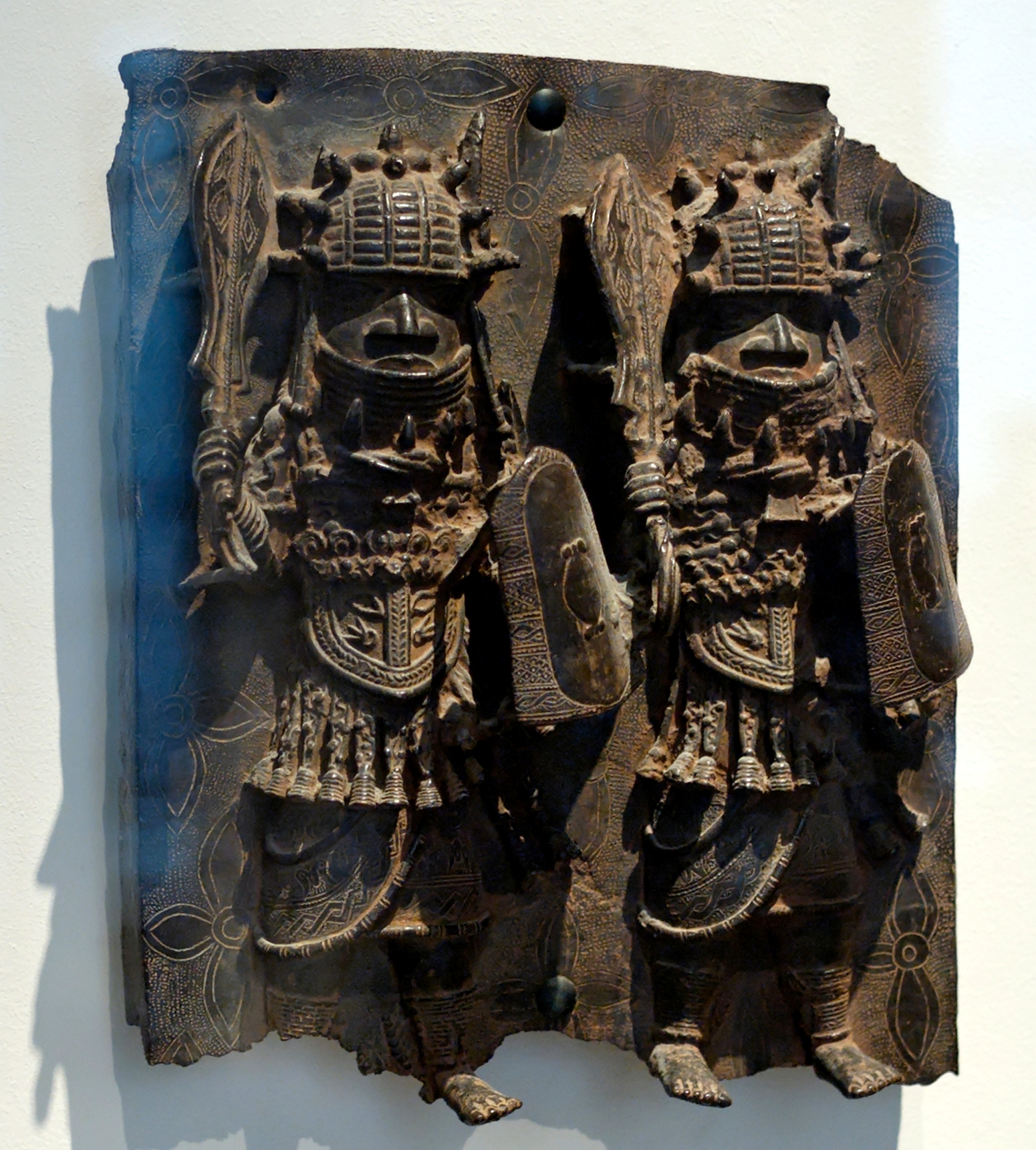
Bronzen bord uit Benin: Krijger met ceremonieel zwaard, 16e-18e eeuw

De eerste ontmoetingen tussen de bewoners van de kust en een Europese mogendheid, de Portugezen, vonden plaats rond 1485. De Portugezen begonnen op grote schaal handel te drijven, vooral met het koninkrijk Benin. De Portugezen ruilden Europese producten, vooral wapens, voor ivoor en palmolie en in toenemende mate voor slaven. De manilla's waarmee de Portugezen hun Nigeriaanse leveranciers betaalden, kwamen uit het Rijnland. Een groot aantal van de manilla's werd weer omgesmolten in het koninkrijk Benin om de bronzen kunstwerken te maken, die het koninklijk paleis sierden als teken van welvaart.
In 1553 kwam de eerste Engelse expeditie aan in Benin. Vanaf dat moment gingen Europese koopvaardijschepen regelmatig voor anker aan de West-Afrikaanse kust. Locals kwamen naar deze schepen op barken en deden hun zaken. Omdat tropische lagunes - in tegenstelling tot de open zee - gunstige omstandigheden bieden voor muggen, die tropische ziekten overbrengen, vermeden Europeanen om aan land te gaan. Vanwege de "slaapziekte" kreeg West-Afrika tot ongeveer 1850 de bijnaam "white man's grave".
De Europeanen noemden de kusten van West-Afrika naar de producten die daar voor hen interessant waren. De "Ivoorkust" bestaat vandaag de dag nog steeds. De westkust van Nigeria werd de slavenkust. In tegenstelling tot de Goudkust verder naar het westen, stichtten de Europese mogendheden hier pas halverwege de 19e eeuw versterkte bases.
De haven van Calabar aan de historische Baai van Biafra werd een van de grootste slavenhandelscentra in West-Afrika. Andere belangrijke slavenhavens in Nigeria bevonden zich in Badagry, Lagos in de Baai van Benin en Bonny Island De meeste slaven die naar deze havens werden gebracht, werden gevangen genomen tijdens rooftochten en oorlogen. De meest "productieve" slavenhandel koninkrijken waren het Edo Rijk van Benin in het zuiden, het Oyo Rijk in het zuidwesten en de Aro Confederatie in het zuidoosten.

### Kalifaat van Sokoto (1804 tot 1903)
In het noorden zorgden de onophoudelijke gevechten tussen de Hausa-stadstaten en het verval van het Bornu-rijk ervoor dat de Fulani voet aan de grond kregen in de regio. Oorspronkelijk trokken de Fulani voornamelijk met hun vee door het halfwoestijngebied Sahel in het noorden van Soedan, waarbij ze handel en vermenging met de Soedanese volkeren vermeden. Aan het begin van de 19e eeuw leidde Usman dan Fodio een succesvolle jihad tegen de Hausa koninkrijken en stichtte het gecentraliseerde kalifaat Sokoto. Het rijk, met Arabisch als officiële taal, groeide snel onder zijn heerschappij en die van zijn nakomelingen. Het uitgestrekte, door land ingesloten rijk verbond oostelijk Soedan met westelijk Soedan en drong binnen in het zuiden door delen van het koninkrijk van Oyo te veroveren en door te dringen tot het Yoruba-hartgebied van Ibadan. Het rijk beheerste een groot deel van wat nu het noorden en midden van Nigeria is. De sultan stuurde emirs om suzereiniteit over de veroverde gebieden te vestigen en de islamitische beschaving te bevorderen, die rijker en machtiger werd door handel en slavernij.
Tegen de jaren 1890 was de grootste slavenpopulatie ter wereld, ongeveer twee miljoen, geconcentreerd in het Kalifaat van Sokoto. Slaven werden op grote schaal gebruikt, vooral in de landbouw. Toen het Sokoto Kalifaat in 1903 uiteenviel in verschillende Europese kolonies, was het een van de grootste prekoloniale Afrikaanse staten.

### Expedities langs de Niger en in het noorden van Nigeria
Rond 1829 maakte de expeditie van Hugh Clapperton naar Europa bekend dat en waar de Niger in de Atlantische Oceaan uitmondt. (Hijzelf overleefde de reis niet, maar stierf aan malaria en dysenterie. Zijn documenten werden gepubliceerd door zijn bediende Richard Lander). Hierna volgden nog vele door particulieren gefinancierde uitstapjes naar het binnenland, zoals de Niger Expeditie van 1841 (waarbij een groot aantal Europese deelnemers al snel stierf aan tropische ziekten en waarvan verslag wordt gedaan in het dagboek van medereiziger Samuel Ajayi Crowther, die in het volgende hoofdstuk wordt genoemd).
Rond 1850 reisde de ontdekkingsreiziger Heinrich Barth door het noorden van Nigeria als onderdeel van een Britse expeditie. Door zijn reizen verwierf Barth bijzondere verdiensten in de onbevooroordeelde en respectvolle studie van volkeren en talen (hij had zelf het vermogen om Afrikaanse talen zeer snel te leren - hij sprak en schreef vloeiend Arabisch), en in Afrikaanse geschiedenis. Barth ontwikkelde ook de hypothese van een prehistorische vochtige periode in Noord-Afrika (zie Het einde van de Afrikaanse vochtige periode (ca. 1200 v. Chr.) aan het begin van dit artikel).

### Brits verbod op slavenhandel (vanaf 1807)
Op 1 mei 1807 nam het Britse parlement de Slave Trade Act aan, die de Britse slavenhandel verbood en de Royal Navy opdroeg dit besluit op buitenlandse schepen uit te voeren. Het Britse West-Afrika Squadron onderschepte de slavenschepen en bracht de geredde slaven naar Freetown in het huidige Sierra Leone.

## Britse koloniale overheersing Kroonkolonie Lagos (sinds 1861)

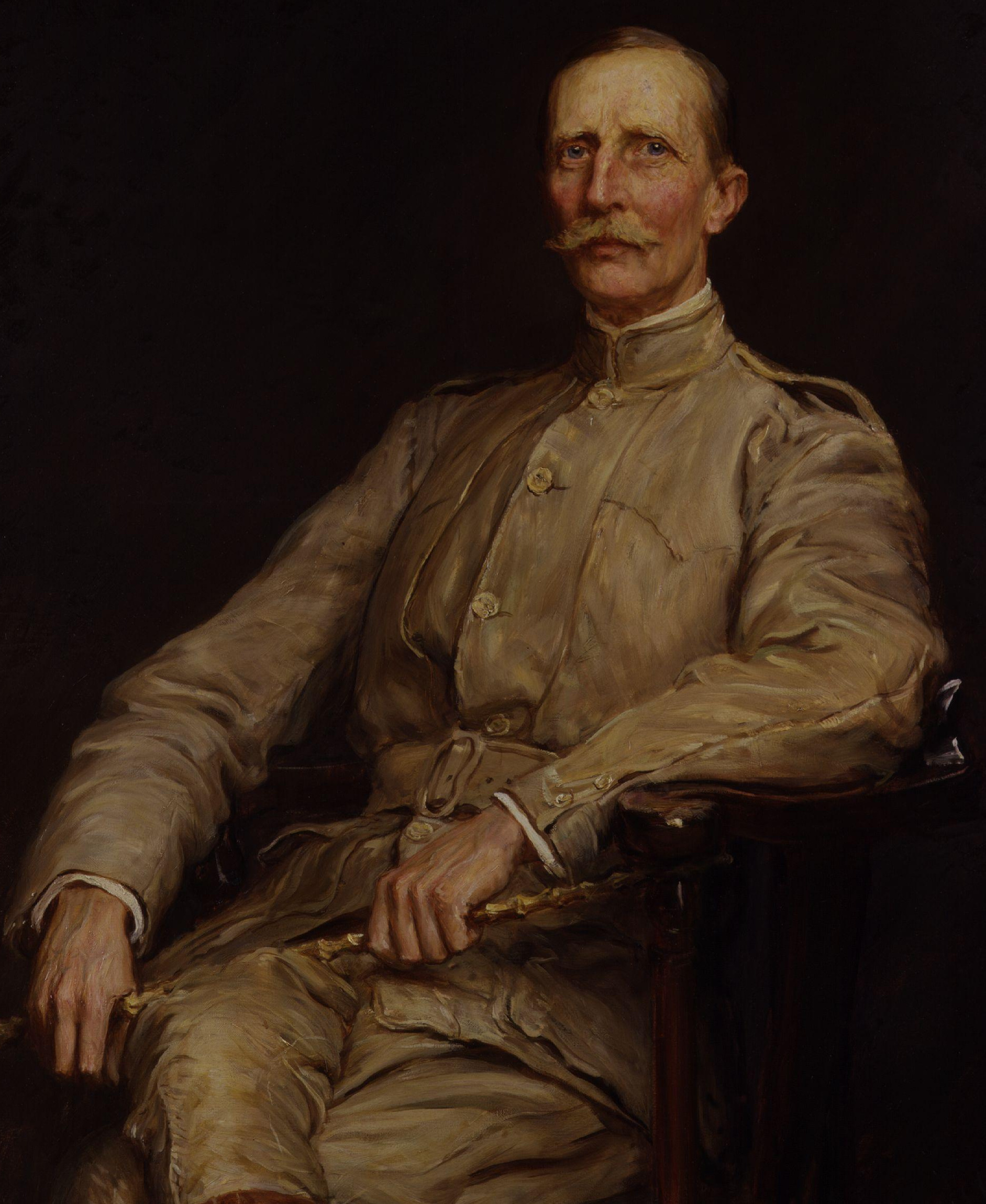
Sir George Goldie, stichter van de Britse invloed in de benedenloop van de Niger

Het Britse eskader voor West-Afrika sloot ook antislavernijverdragen met kustkolonies langs de West-Afrikaanse kust van Sierra Leone via de Nigerdelta tot het zuiden van Congo. De Nigeriaanse kust bleek echter moeilijk te controleren met zijn talloze baaien, kronkelende kanalen en welig tierende tropische ziekten. Badagry, Lagos, Bonny en Calabar bleven daarom levendige centra van slavenhandel. De strijd van de Britten tegen de slavenhandel leidde tot een burgeroorlog in het koninkrijk Oyo. Paradoxaal genoeg leidde de poging tot onderdrukking van de slavenhandel door het toegenomen aantal krijgsgevangenen tot een grotere "aanvoer" van nieuwe slaven.
In 1841 besteeg Oba Akitoye de troon van Lagos en probeerde een einde te maken aan de slavenhandel. Sommige kooplieden van Lagos verzetten zich tegen het verbod, zetten de koning af en vervingen hem door zijn broer Kosoko. Groot-Brittannië mengde zich in deze machtsstrijd binnen het koningshuis van Lagos door Lagos in 1851 met de Royal Navy te bombarderen. De Britten vervingen Kosoko dus weer door Akitoye. In 1852 tekenden Akitoye en de Britse consul John Beecroft een verdrag om de slaven te bevrijden en de Britten permanente handelstoegang tot Lagos te verlenen. Akitoye had echter moeite om deze besluiten uit te voeren. De situatie bleef daarom onbevredigend voor Groot-Brittannië.

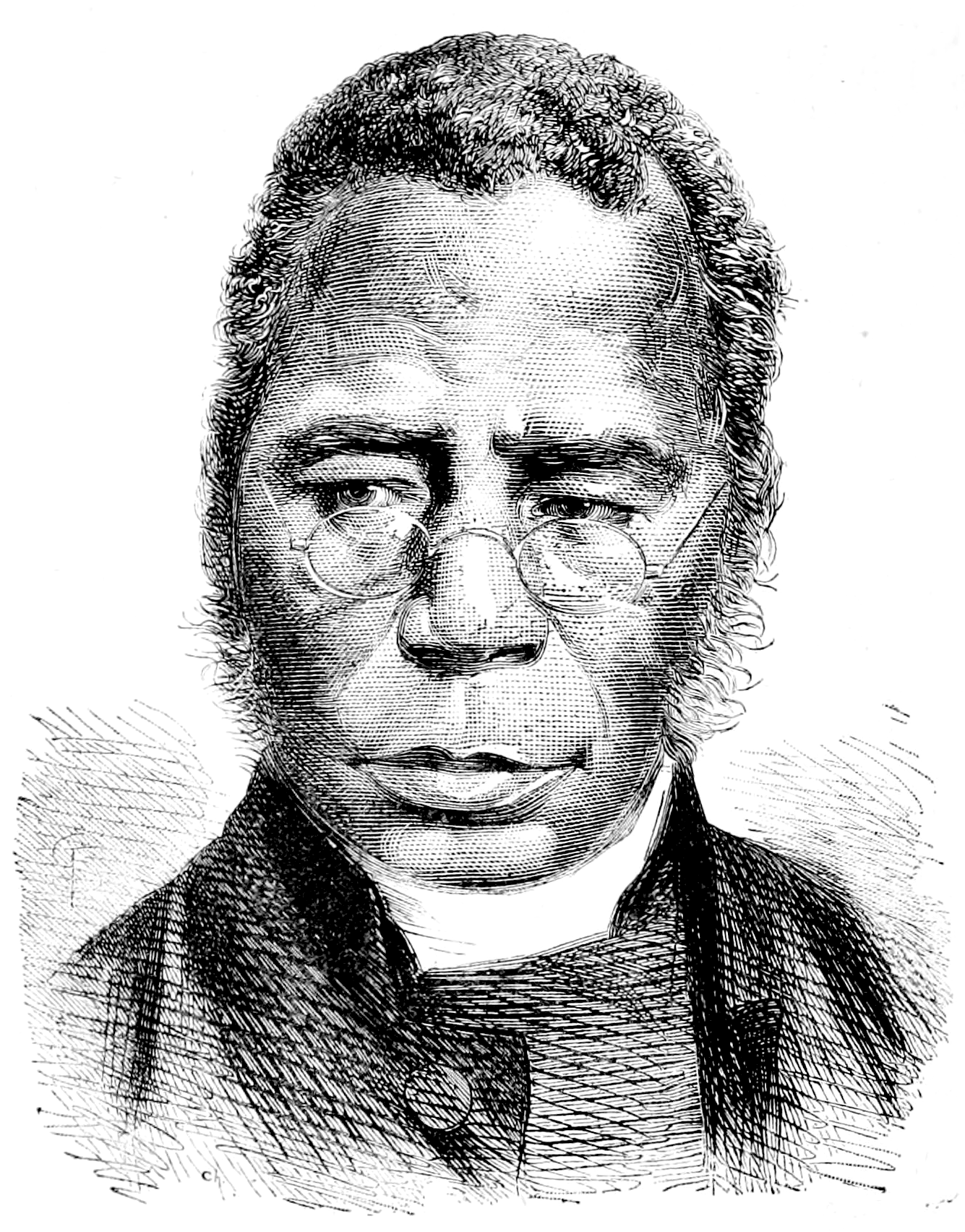
Bisschop Samuel Ajayi Crowther

De Royal Navy gebruikte oorspronkelijk de haven van het eiland Fernando Po (nu Bioko, Equatoriaal-Guinea) voor de kust van Nigeria. In 1855 claimde Spanje deze haven voor zichzelf. De Royal Navy moest daarom op zoek naar een andere marinebasis en wees het eiland Lagos, met 3 km2 half zo groot als de Rottumerplaat bij Schiermonnikoog en meerdere keren per jaar overstroomd, aan als nieuwe marinebasis. Koning Akitoye was ondertussen overleden. Zijn broer Kosoko dreigde toen de controle over Lagos terug te nemen met de hulp van Franse koloniale troepen. Lord Palmerston (de Britse premier) nam toen het besluit dat het "opportuun was om geen tijd te verliezen met het overnemen van het formele protectoraat van Lagos". William McCoskry, de waarnemend consul in Lagos, belegde samen met commandant Bedingfield op 30 juli 1861 aan boord van de HMS Prometheus een vergadering met Koning Dosunmu, de opvolger van Akitoye, waar de Britse bedoelingen werden uitgelegd. Dosunmu verzette zich tegen de voorwaarden van het verdrag, maar onder de dreiging dat commandant Bedingfield Lagos zou bombarderen, gaf hij toe en ondertekende het Verdrag van Overgave van Lagos. Lagos bleek strategisch nuttig en werd een essentieel handelscentrum omdat handelaren konden rekenen op de bescherming van de Royal Navy om hen te beschermen tegen bijvoorbeeld piraten.
Britse missionarissen drongen door tot in het binnenland. In het zuidoosten van Nigeria voerden Hope Wadell en Mary Slessor sinds 1845 campagne tegen het doden van pasgeboren tweelingen, wat daar gebruikelijk was, tegen het Godsoordeel in juridische geschillen en tegen het doden van de bedienden van overleden dorpsoudsten (om hen in het hiernamaals te kunnen dienen). Missionarissen stichtten scholen en maakten een carrière mogelijk voor Eyo Ita, de eerste professor met een donkere huidskleur, en Nnamdi Azikiwe, de eerste Nigeriaanse president. Al in 1864 werd Samuel Ajayi Crowther de eerste Afrikaanse bisschop van de Anglicaanse kerk.
Na haar ervaringen in de Amerikaanse Onafhankelijkheidsoorlog had Groot-Brittannië zich beperkt tot het onderhouden van strategisch gelegen bases over de hele wereld - zoals Lagos - en het koloniseren van gebieden ver van de kust vermeden. Dit veranderde in de jaren 1860, toen Europese mogendheden de "race om Afrika" begonnen. De industriële productie van kinine sinds de jaren 1820 en het grootschalige gebruik ervan als profylacticum tegen malaria stelde de Europese zeemogendheden in staat om permanente nederzettingen in de tropen te vestigen.

### De Royal Niger Company, de monopolist op de Niger

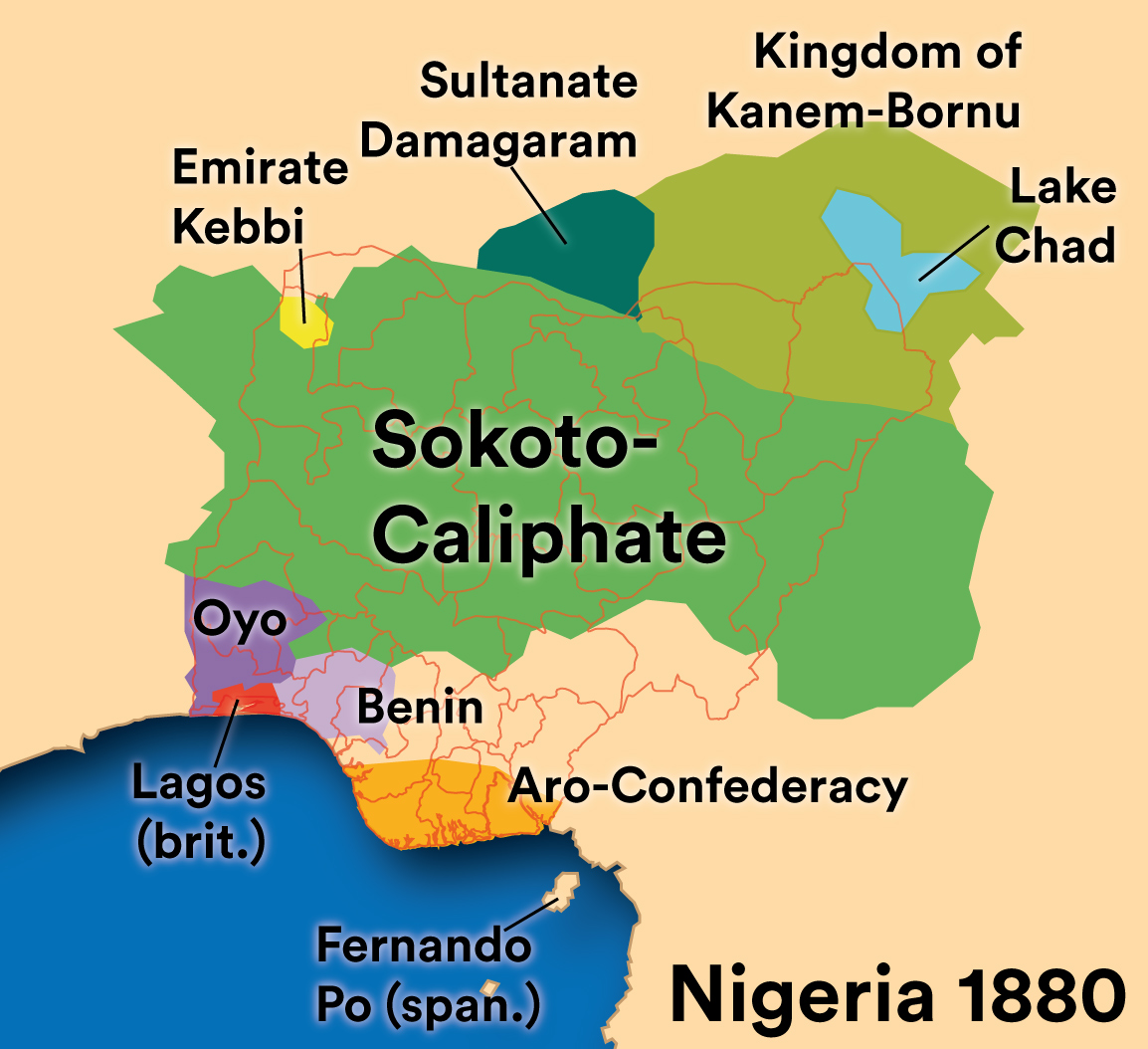
Nigeria 1880 (Engelstalig)

De eerste jaren van het Europese kolonialisme in Afrika werden gekenmerkt door de marginale nutstheorie, volgens welke de waarde van in Europa vervaardigde producten hoger was op markten zoals Afrika die nog niet verzadigd waren (marginaal nut) en handel met kolonies daarom winstgevender was dan in het eigen land. (Er wordt geen rekening gehouden met de lagere koopkracht in de onverzadigde markt). Met het vooruitzicht op zulke hoge winsten bevorderden verschillende particuliere handelsmaatschappijen de Europese invloed in West-Afrika. Een van hen was de United Africa Company, opgericht door George Goldie in 1879, die in 1886 van de Britse regering concessies kreeg voor het hele gebied rond het Niger-bekken onder de naam Royal Niger Company (RNC). De RNC bakende haar grondgebied af en sloot ook verdragen met de noordelijke staten, het Sokoto Kalifaat, Nupe en Gwandu.

### Na de Congoconferentie van Berlijn

#### De strafexpeditie naar het Koninkrijk Benin in 1897
Benin was een slavenstaat 150 kilometer ten oosten van Lagos en was een van de vier grootste rijken in het huidige Nigeria. Al in 1862 waren er berichten van reizigers dat er in tijden van nood mensenoffers werden gebracht in Benin. Consul Burton beschreef het koninkrijk als "een plaats van zinloze barbaarsheid die stinkt naar de dood".

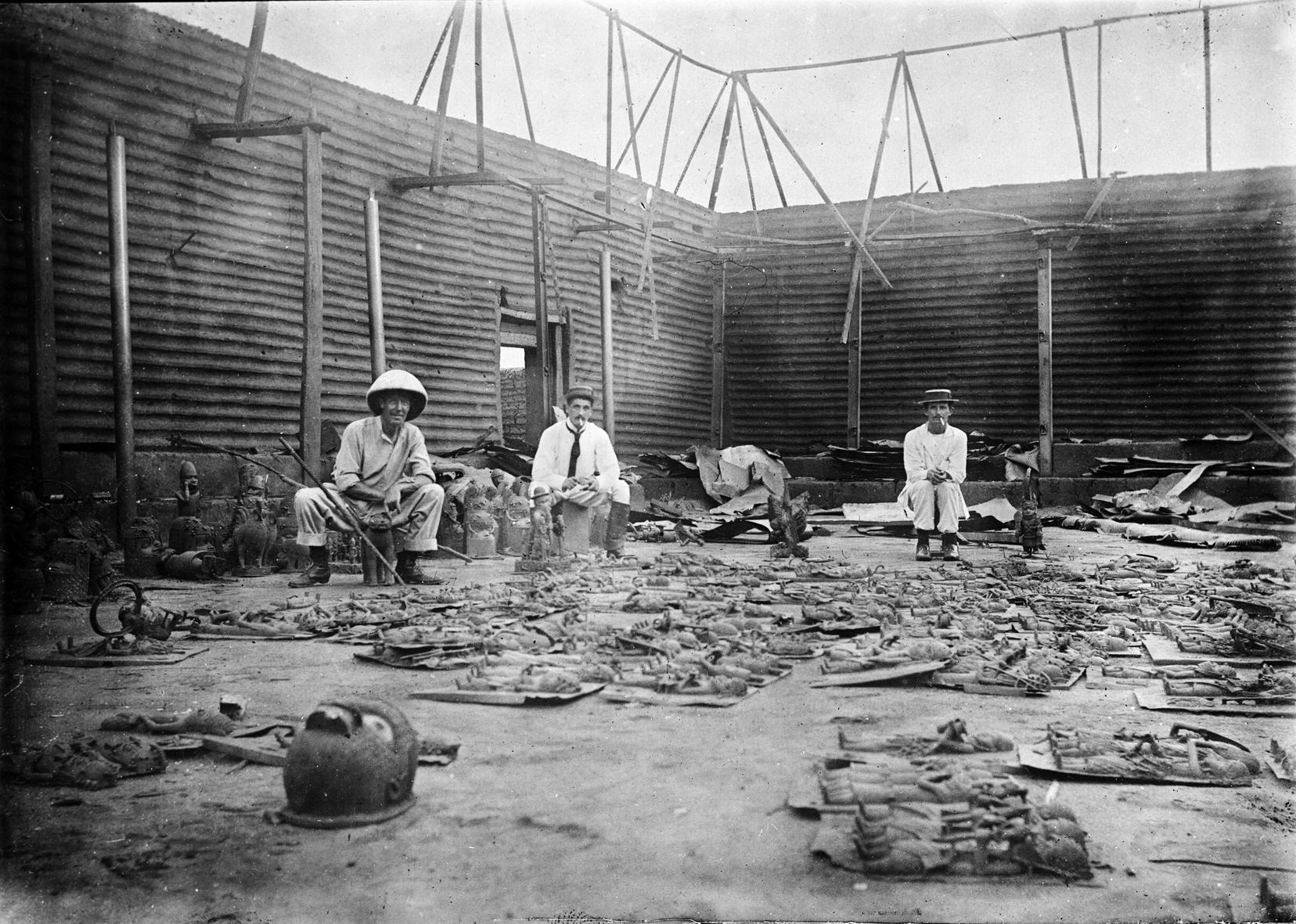
Het afgebrande koninklijke paleis van Benin met de geroofde bronzen beelden

In 1892 sloot Groot-Brittannië een contract met koning (Oba) Ovọnramwẹn van Benin voor de levering van palmolie. Deze tekende met tegenzin en stelde kort daarna aanvullende financiële eisen. In 1896 reisde vice-consul Phillips naar Ovọnramwẹn met 18 ambtenaren, 180 dragers en 60 lokale arbeiders om opnieuw over het contract te onderhandelen. Hij stuurde een afgevaardigde vooruit met geschenken om zijn bezoek aan te kondigen - maar de koning liet weten dat hij het bezoek voorlopig niet wenste te ontvangen. (Koning Ovọnramwẹn was op de hoogte van het lot van koning Jaja van Opobo (zie hierboven), wat zijn gebrek aan gastvrijheid zou kunnen verklaren). Phillips vertrok toch, maar liep in een hinderlaag, waaruit slechts twee van zijn medereizigers levend ontsnapten, zij het ernstig gewond.
In februari 1897 werd een strafexpeditie opgezet onder leiding van admiraal Rawson. Het Koloniale Bureau in Londen besloot: "Het is noodzakelijk dat de koningen, opperhoofden en JuJu-mannen van alle omringende landen een harde les wordt geleerd dat blanken niet ongestraft gedood mogen worden...". 5000 Britse soldaten en matrozen vielen het Koninkrijk Benin binnen, dat zichzelf nauwelijks verdedigde maar in zijn nood de bovengenoemde menselijke offers bracht. De Britse troepen werden geconfronteerd met schokkende taferelen.
Het Koninkrijk Benin werd ingelijfd bij de Britse overheersing. De Britten brandden het koninklijk paleis van Benin af en plunderden er de bronzen beelden, die nu op de Werelderfgoedlijst staan. Deze werden later in Europa geveild om de strafexpeditie te financieren. De volgende tien jaar zouden de Britten hun heerschappij voornamelijk uitbreiden door militaire verovering in plaats van door handelsbetrekkingen.

#### De West African Frontier Force
In 1897 kreeg kolonel Lugard, die al een Britse koloniale heerschappij in Malawi en Oeganda had gevestigd en gestabiliseerd, de opdracht om een inheemse Nigeriaanse strijdmacht op te richten om de Britse belangen in het achterland van de kolonie Lagos en Nigeria tegen Franse aanvallen te beschermen. In augustus 1897 organiseerde Lugard de West African Frontier Force en voerde het bevel erover tot eind december 1899. In september 1898 hadden Groot-Brittannië en Frankrijk hun koloniale geschillen al bijgelegd in de Fashoda Crisis en sloten ze in 1904 de Entente cordiale, waardoor de WAFF haar oorspronkelijke bestaansreden verloor. (De WAFF zou echter een cruciale rol spelen bij de bevrijding van Oost-Afrika van de (fascistische) Italiaanse overheersing tijdens de Tweede Wereldoorlog in 1941, zie hoofdstuk "Tweede Wereldoorlog"). Kolonel Lugard zou de ontwikkeling van Nigeria in de komende 22 jaar in belangrijke mate bepalen.

#### Eerste spoorlijn
In 1898 werd de eerste spoorlijn in West- en Centraal-Afrika - tussen Lagos en Abeokuta - in Nigeria geopend. (Kort daarna volgden de Britse kolonie Gold Coast/Ghana (1901), de Duitse koloniën Kameroen (1901) en Togo (1905) en de Franse koloniën Dahomey (1906) en Ivoorkust (1907)). Dwangarbeid werd ook (of voornamelijk) gebruikt voor de bouwwerkzaamheden. Het personeel van de spoorwegmaatschappij organiseerde zich al snel en organiseerde de eerste staking van Nigeria in 1904.

### Zuid-Nigeria (sinds 1900)

#### De Royal Niger Company verkoopt haar land

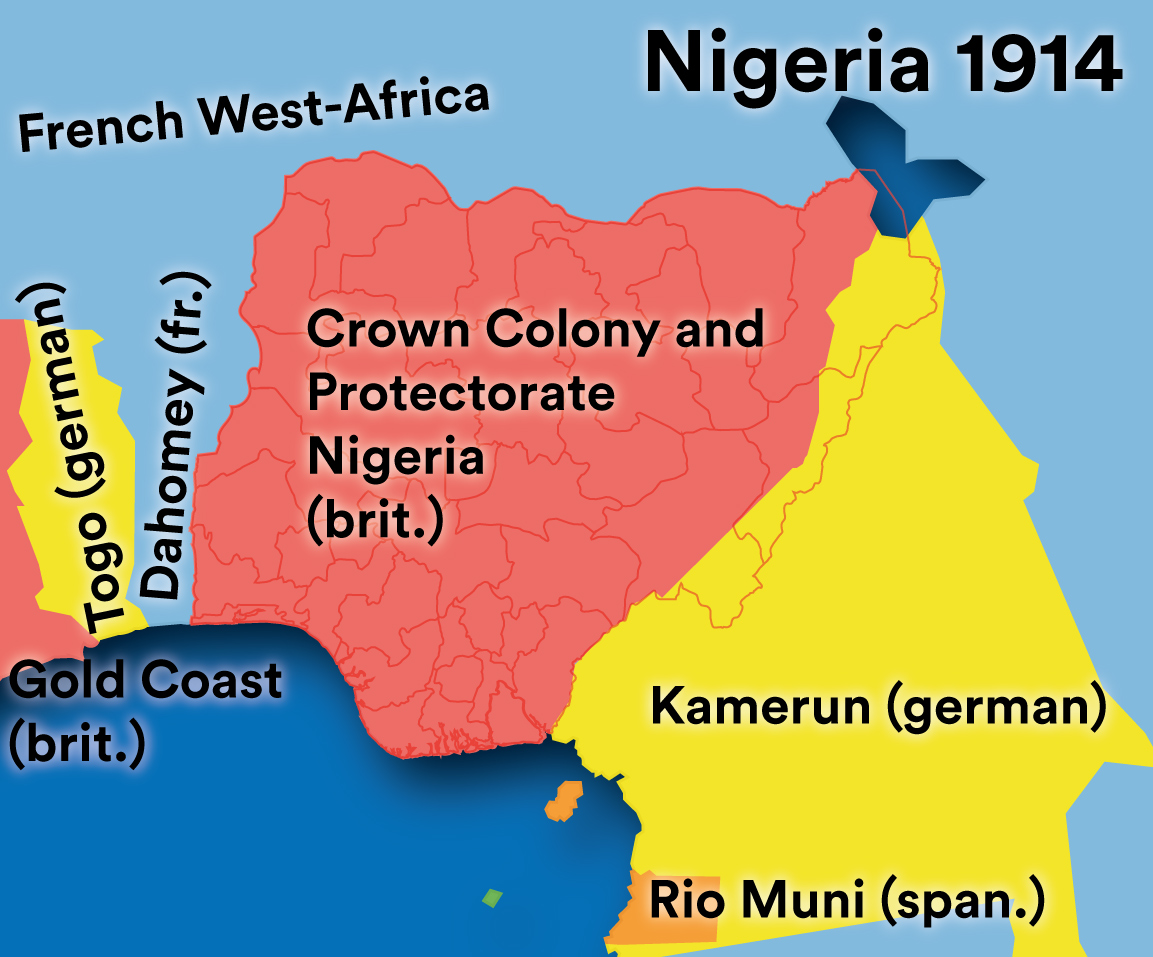
Nigeria 1914 (Engelstalig)

Tien jaar na de "race om Afrika" - in de jaren 1890 - werd het steeds duidelijker dat koloniale heerschappij in Afrika geen winstgevende onderneming was en dat de exploratie en ontwikkeling van het continent, die oorspronkelijk was geïnitieerd door de particuliere sector, alleen kon worden voortgezet met behulp van militair-statelijke maatregelen of belastinggeld. De bovengenoemde marginale nutstheorie had plaatsgemaakt voor de theorie van "krimpende markten", een term bedacht door de economische theoreticus Werner Sombart. Volgens deze theorie waren koloniën zogenaamd een noodzakelijke maatregel voor geïndustrialiseerde landen om hun afzet en voedselvoorraden op peil te houden. De theorie werd zowel overgenomen door "linkse" theoretici zoals Boecharin en Luxemburg ("uitbuiting" van koloniën) als door rechtse "meesterbreinen" zoals Rosenberg en Hitler ("Lebensraum"). De concessie van de RNC werd in 1899 ingetrokken en op 1 januari 1900 stond de RNC haar gebieden af aan de Britse regering voor een bedrag van 865.000 pond. Het afgestaan grondgebied werd samengevoegd met het kleine Niger Coast Protectoraat, dat sinds 1884 onder Brits bestuur stond, om het Southern Nigeria Protectoraat te vormen. Het resterende RNC-gebied van ongeveer 1,3 miljoen vierkante kilometer werd het Protectoraat van Noord-Nigeria. 1000 Britse soldaten werden gestationeerd in het Protectoraat van Zuid-Nigeria, 2500 in het Protectoraat van Noord-Nigeria en 700 in Lagos. De RNC werd in 1920 overgenomen door Lever Brothers en werd in 1929 onderdeel van de Unilever Group. In 1939 had deze laatste nog steeds 80 procent van de Nigeriaanse export in handen, voornamelijk cacao, palmolie en rubber.

#### Het zuidoosten

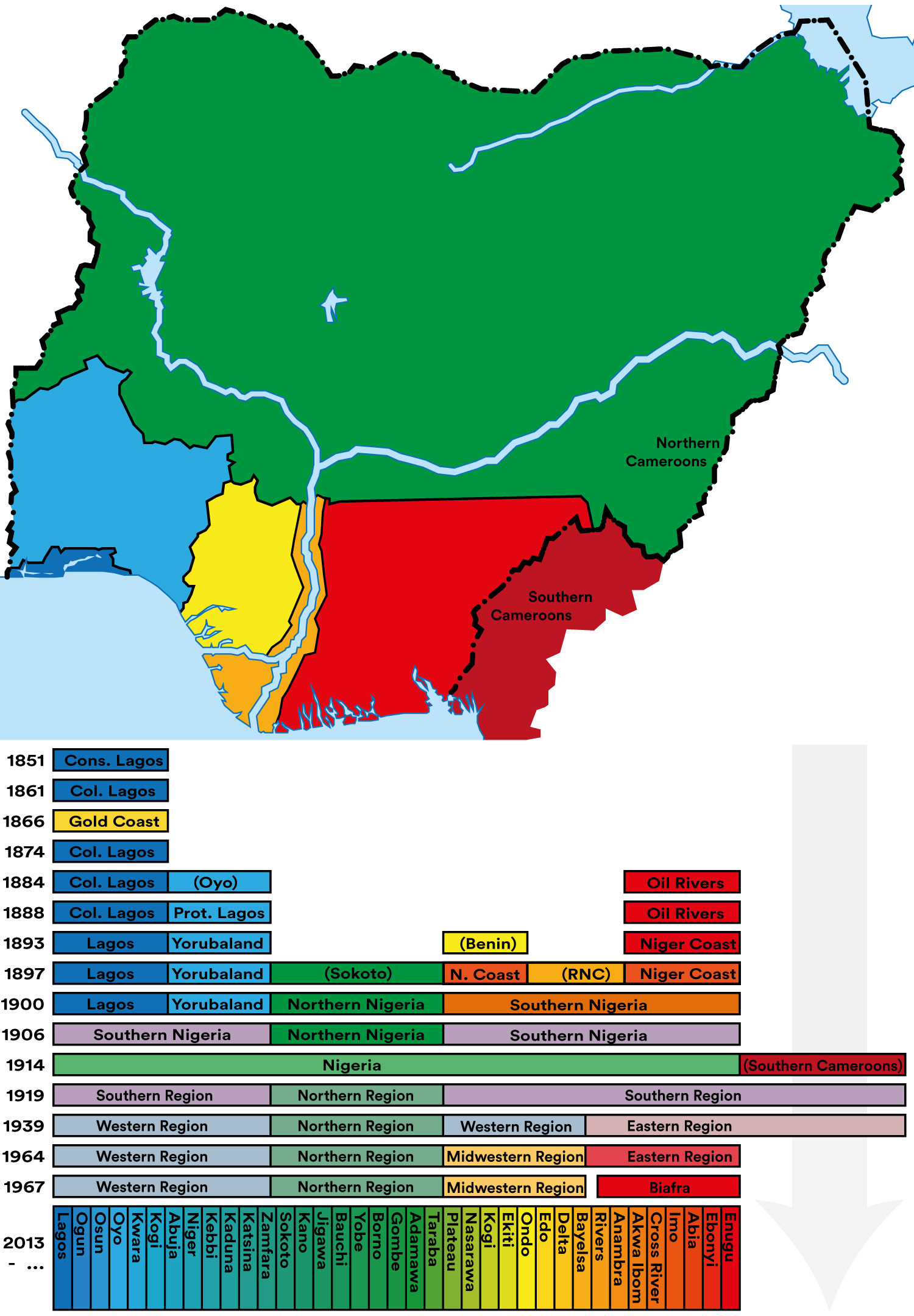
Administratieve eenheden in Nigeria 1851 tot vandaag, de huidige staatsgrens

Vanwege de complexe kustlijn in de Nigerdelta waren er tot 1900 geen gesloten heerschappijen in het zuidoosten van Nigeria, maar een conglomeraat van stadstaten die zich richtten op handel langs de kust en landinwaarts langs de rivieren Niger en Benue. Deze stadstaten, die verenigd waren in de "Aro Confederatie", hadden een religieus centrum in Arochukwu, het "Juju Orakel". De vorm van besluitvorming in de stadstaten kan worden omschreven als "pre-democratisch". In deze regio, die later helaas bekend werd als "Biafra", was de feodale heerschappij net zo moeilijk te handhaven als de Britse koloniale heerschappij. (De latere Biafra-oorlog van 1966 tot 1970 was onder andere een conflict tussen de democratische instincten van de zuidoostelijke Igbo-bevolking en de autoritaire structuren in de rest van Nigeria). De Britten versloegen de Aro Confederatie in de Anglo-Aro Oorlog (1901-1902) en verspreidden hun invloed langs de kust naar het zuidoosten tot aan Duits Kameroen. De controle over de Nigerdelta bleef echter een onopgelost probleem voor zowel de Britse koloniale overheersers als later voor het onafhankelijke Nigeria. Piraten, struikrovers, zelfbenoemde vrijheidsstrijders en (sinds 1957) oliedieven vinden nog steeds genoeg hoeken en gaten in het verwarrende landschap en onder het bladerdak van de jungle om aan politieacties te ontkomen.

#### Na 1902

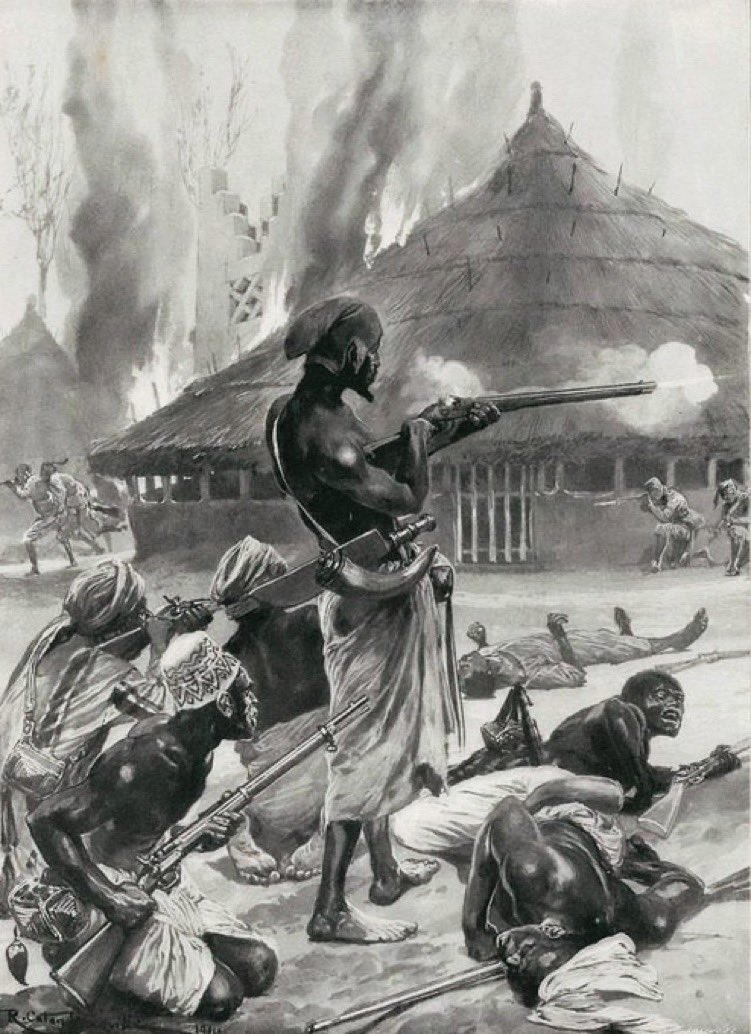
De vernietiging van Arochukwu, het spirituele centrum van de Aro confederatie van de Igbo in 1901

In 1906 werd de kroonkolonie Lagos opgenomen in het protectoraat Zuid-Nigeria.
In Lekki, vlak bij Lagos, ontdekte de Nigerian Bitumen Corporation onder leiding van zakenman John Simon Bergheim ruwe olie tijdens proefboringen in 1908. Ingenieurs konden echter niet voorkomen dat er ook grote hoeveelheden water werden gewonnen. De olieproductie kon daarom niet winstgevend worden gemaakt zonder extra investeringen. Bergheims fatale auto-ongeluk in 1912 maakte voorlopig een einde aan verdere exploratie van Nigeria's oliereserves.
In 1909 werden steenkoollagen ontdekt en gewonnen in het zuidoosten van Nigeria, in Enugu. Twee jaar later werd deze regio, het Nti Koninkrijk, onder de directe controle van het Britse koloniale bestuur geplaatst.
Ondanks de wijding van Samuel Ajayi Crowther als bisschop - of misschien wel daardoor - weigerden Europese en Noord-Amerikaanse kerken geestelijken met een donkere huidskleur te accepteren, terwijl het voornamelijk protestantse missiewerk in het zuiden van Nigeria behoorlijk succesvol was. Dit leidde tot talloze evangelistische en pinkstergemeenten, die vandaag de dag nog steeds alomtegenwoordig zijn in het zuiden.
In 1912 werd de eerste vakbond van Nigeria opgericht, de Nigeria Civil Service Union. De vakbond werd echter pas in 1938 erkend en tot die tijd werden de leden geïntimideerd.

### Noord-Nigeria (sinds 1900)
In 1900 werd kolonel Lugard benoemd tot Hoge Commissaris van het nieuw opgerichte Protectoraat Noord-Nigeria. Door Noord-Nigeria als staatsentiteit te creëren, weken de Britten nu af van wat sinds 1807 de richtlijn van de Britse wereldpolitiek was geweest en de oorspronkelijke reden voor de Britse aanwezigheid in West-Afrika: de afwijzing van slavernij. Slavernij werd pas in 1936 verboden in het noorden van Nigeria, terwijl het in het zuiden al was afgeschaft met de oprichting van de protectoraten Yorubaland en Oil Rivers in het zuiden van Nigeria rond 1885. Rond 1900 telde Noord-Nigeria nog steeds tussen de 1 miljoen en 2,5 miljoen slaven.

#### Noordoosten
In 1893 veroverde Rabih az-Zubayr, een Soedanese krijgsheer, het koninkrijk Bornu. De Britten erkenden Rabih als de "Sultan van Borno" totdat de Fransen Rabih doodden in de Slag bij Kousséri op 22 april 1900. De koloniale machten Groot-Brittannië, Frankrijk en Duitsland verdeelden zijn territorium, waarbij de Britten kregen wat nu het noordoosten van Nigeria is. Ze herstelden het Borno-rijk formeel onder Brits bestuur voor de verovering in 1893 en benoemden een telg van de toenmalige heersende familie, Abubakar Garbai, tot "Shehu" (sjeik).

#### Noordwesten
In 1902 rukten de Britten noordwestwaarts op naar het Kalifaat van Sokoto. In 1903 gaf de overwinning in de Slag om Kano de Britten een logistiek voordeel bij de pacificatie van het hart van het Sokoto Kalifaat en delen van het voormalige Borno Rijk. Op 13 maart 1903 gaf de laatste vizier van het kalifaat zich over. In 1906 was het verzet tegen de Britse overheersing voorbij. De volgende 60 jaar zou er geen oorlog meer zijn binnen de grenzen van Nigeria. Toen Lugard in 1906 aftrad als commissaris, stond het hele gebied van het huidige Nigeria onder Brits bestuur.

### Vereniging in "Kroonkolonie en Protectoraat" 1914, Gouverneur Lugard

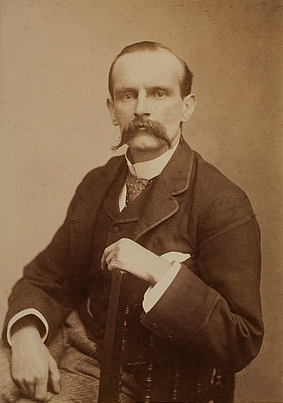
Frederick Lugard, de schepper van Nigeria als staatsentiteit

In 1912, na een onderbreking in Hong Kong, keerde Lugard terug als gouverneur van de twee Nigeriaanse protectoraten. Hij voegde de twee kolonies samen tot één.
In hetzelfde jaar liet Lugard, die de inwoners van Lagos opstandig vond, een nieuwe zeehaven bouwen in het zuidoosten om te concurreren met Lagos en noemde het Port Harcourt naar zijn superieur in het Colonial Office. Deze zeehaven kreeg al snel een spoorlijn naar Enugu en verscheepte de daar gewonnen steenkool (vanaf 1958 ook ruwe olie) overzee.

#### Vereniging en toch scheiding
Lugard werd de eerste gouverneur van heel Nigeria. De eenwording van Nigeria droeg ertoe bij dat Nigeria gemeenschappelijke telegraaflijnen, spoorwegen, douane en accijnzen, een hooggerechtshof, gestandaardiseerde tijd, een gemeenschappelijke munteenheid en een gemeenschappelijk ambtenarenapparaat kreeg. Lugard introduceerde dus wat nodig was voor de infrastructuur van een moderne staat. Het noorden en het zuiden bleven echter twee aparte landen met aparte administraties.
Het protectoraat in het zuiden financierde zichzelf met £1.933.235 aan belastinginkomsten (1912). Het grotere maar onderontwikkelde noordelijke protectoraat inde in hetzelfde jaar £274.989 en moest jaarlijks £250.000 aan subsidies van de Britten ontvangen. (Deze economische structuur bestaat in principe nog steeds.)
In tegenstelling tot het Noorden stuurden ouders in het Zuiden hun kinderen indien mogelijk naar Groot-Brittannië of de VS voor onderwijs. De westers georiënteerde opgeleide elite is vandaag de dag nog steeds een vormend onderdeel van de Nigeriaanse samenleving in het zuiden. De grote instroom van digitaal competente mensen voor de (Brits opgeleide en westers georiënteerde) presidentskandidaat Peter Obi en de 5 van de 7 Afrikaanse tech unicorns die in 2024 vanuit (het zuiden van) Lagos opereren, bewijzen dat er in dit opzicht niet veel veranderd is sinds 1912.

#### "Indirect Rule" - koloniale heerschappij met behoud van sociale structuren
Lugard was een meester in efficiënte machtsstructuren. Hij was de bedenker, theoretische pionier en beoefenaar van "Indirect Rule", waarbij de bestaande machtsstructuren, wetten en tradities in de koloniën grotendeels intact werden gelaten en in het koloniale systeem werden geïntegreerd. (Indirecte heerschappij werd toegepast door de Britten in protectoraten en door het Duitse koloniale systeem, terwijl de Fransen, Belgen en Portugezen bijvoorbeeld de prekoloniale structuren ontmantelden en vervingen door direct koloniaal bestuur). Lugard vertrouwde daarbij op de bestaande traditionele machtsstructuren, of wat hij dacht dat ze waren. De emirs van het noorden behielden hun erfelijke titels en functies, spraken recht volgens de sharia, hadden de politiemacht om deze wet uit te voeren, inde belastingen voor de Britten en voerde uiteindelijk de Britse richtlijnen uit. In ruil daarvoor versterkten de Britten hun macht, waardoor de feodale heersstructuren in het noorden van Nigeria nog decennialang in stand werden gehouden en gesubsidieerd.
De poging om dit systeem in het zuiden af te dwingen had wisselend succes. In de Yoruba-regio in het zuidwesten konden de Britten aansluiting vinden bij bestaande of voormalige koninkrijken en hun grenzen. Omdat er in het zuidoosten echter geen hiërarchische of zelfs feodale structuren bestonden waardoor de Britten indirect konden regeren, benoemden ze "Warrant Chiefs" met de bevoegdheid om op te treden als lokale vertegenwoordigers van het Britse bestuur onder hun volk. De Britten realiseerden zich echter niet dat in sommige delen van Afrika het concept van "chiefs" of "koningen" niet bekend was. Bij de Igbo bijvoorbeeld werden beslissingen genomen door middel van lange debatten en algemene consensus. De nieuwe bevoegdheden van de Warrant Chiefs leidden tot een ongekende uitoefening van macht en gezag in prekoloniale tijden. De Warrant Chiefs gebruikten hun macht ook om rijkdom te vergaren ten koste van hun onderdanen. De Warrant Chiefs waren corrupt, arrogant en daarom gehaat.

#### Etnische benaderingen in het leger
Vanaf het begin maakte het Britse koloniale bewind gebruik - en versterkte - de verschillen tussen de aanwezige etnische groepen om zich aan elke partij aan te bieden als een machtsbehoudende factor en om met relatief weinig militaire uitgaven (4200 Britse soldaten) de oversized kolonie te kunnen controleren. Het zuiden werd gedomineerd door onderwijs, economie en beschaving, terwijl het noorden werd gedomineerd door het leger, feodalisme en islamitische tradities. Terwijl de officiersfuncties werden bezet door Britten, werden de dienstplichtigen, onderofficieren en hogere onderofficiersfuncties (sergeanten) uitsluitend bezet door Nigerianen uit het noorden, omdat deze werden beschouwd als "krijgersvolkeren" (bijv. Sikhs, Brahmanen) in overeenstemming met een wijdverspreide etnische doctrine die sinds 1857 in India werd toegepast. Nigeria bleef dus in veel opzichten verdeeld in de noordelijke en zuidelijke protectoraten en de kolonie Lagos.
Over Lugard zegt historicus K. B. C. Onwubiko: "Zijn systeem van indirecte heerschappij, zijn vijandigheid tegenover geschoolde Nigerianen in het zuiden en zijn onderwijssysteem voor het noorden, dat erop gericht was alleen de zonen van stamhoofden en emirs op te leiden tot schriftgeleerden en tolken, tonen aan dat hij een van de Britse aartsimperialisten was."

#### Eerste Wereldoorlog
In augustus 1914 viel een Brits-Nigeriaanse militaire eenheid Kameroen aan. Na 18 maanden gaf de Duitse Keizerlijke Schutztruppe zich over aan een superieure troepenmacht van Britten, Nigerianen, Belgen en Fransen. Sommige Duitse eenheden konden ontsnappen naar het Spaanse en dus neutrale Rio Muni (het huidige Equatoriaal Guinea).

### Tijd tussen de wereldoorlogen

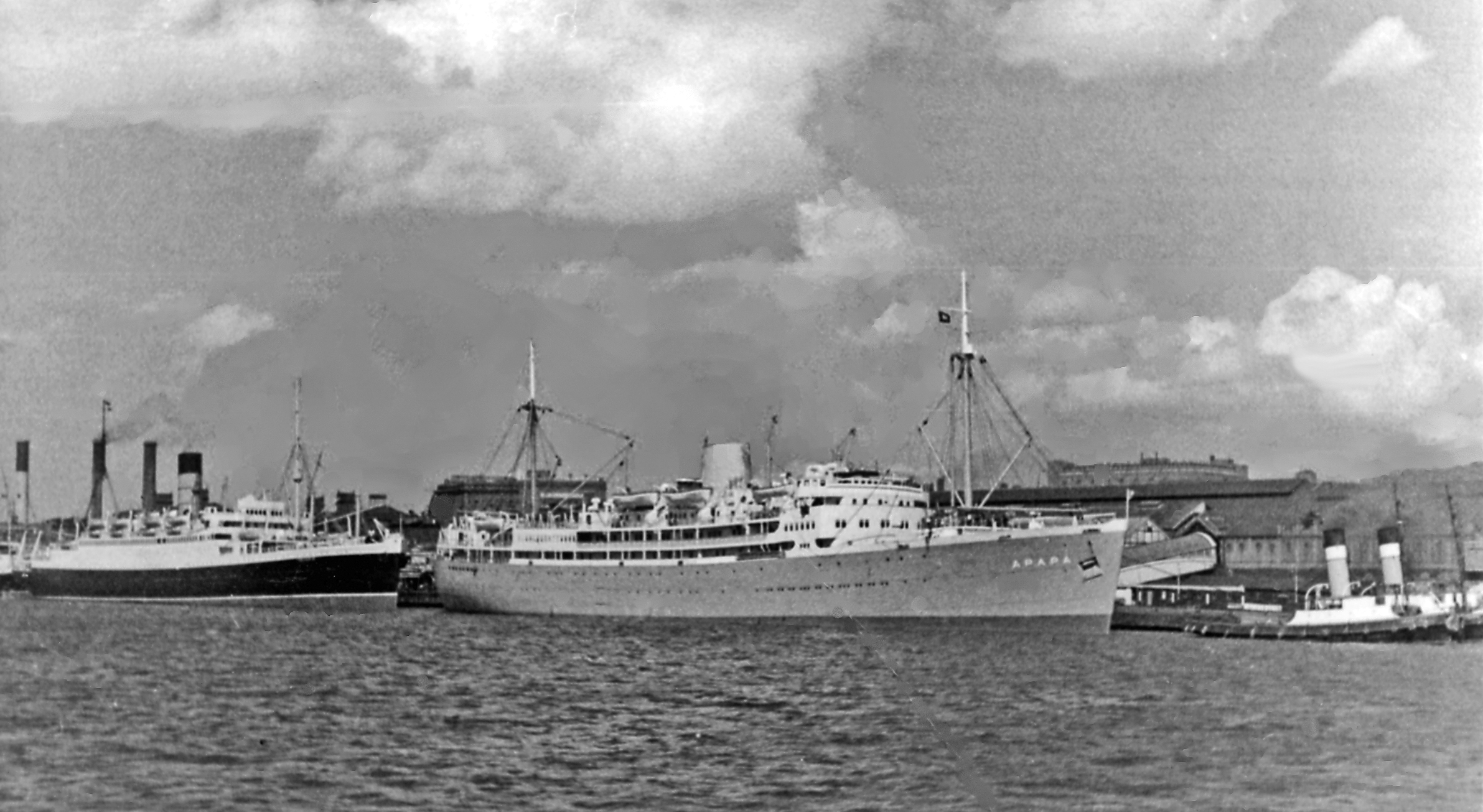
Poststoomschip MS Apapa in dienst tussen Liverpool en Lagos/Calabar/Fernando Po (foto uit 1950)

In het Verdrag van Versailles werd de Duitse kolonie Kameroen verdeeld tussen de Britten en Fransen als een vertrouwensgebied van de Volkenbond. In 1920 werd het westelijke deel van de voormalige Duitse kolonie Kameroen administratief bij Brits Nigeria gevoegd als mandaatgebied van de Volkenbond onder de naam Brits Kameroen.
Tot de jaren 1950 onderhield de kolonie Nigeria voornamelijk contact met Groot-Brittannië door middel van postschepen. Eens per maand meerde een poststoomschip van de Elder Dempster Company uit Liverpool aan in de hoofdstad Lagos/Apapa en in Calabar/Port Harcourt. Dit waren afwisselend de MS Apapa en zijn zusterschip, de MS Accra. Naast brieven, pakjes en kranten vervoerden ze ook vracht en ongeveer 100 passagiers en maakten ze stops in Gambia, Sierra Leone, Liberia en de Gold Coast (Ghana) Op deze manier vonden koloniale ambtenaren, officieren van het koloniale leger, zakenreizigers en globetrotters hun weg naar de West-Afrikaanse kolonies van het Gemenebest of terug naar huis. De reis van Liverpool naar Nigeria (Lagos/Apapa of Calabar) duurde ongeveer 14 dagen.

#### Clifford, gouverneur en "ontwikkelingshelper"

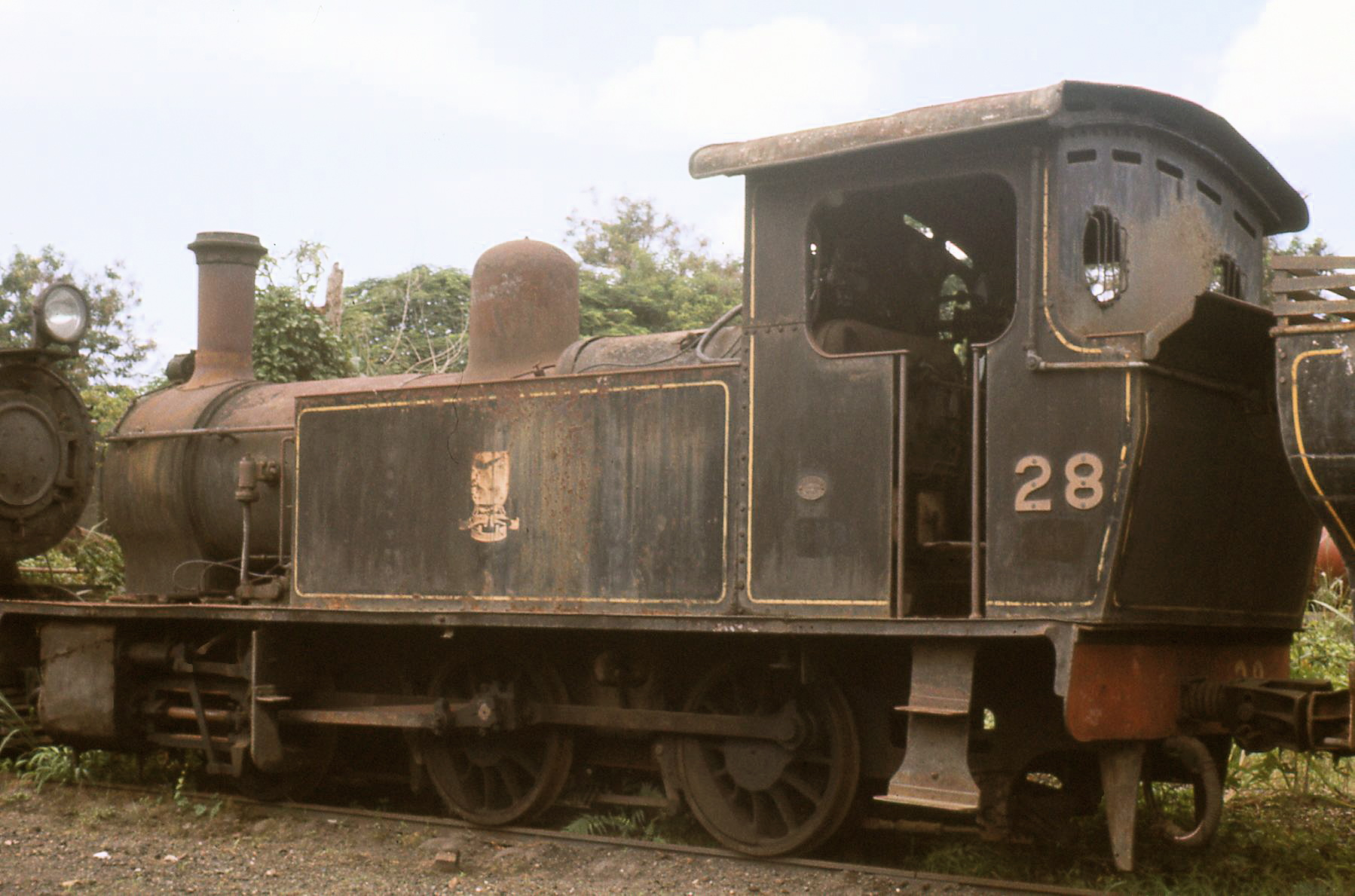
0-6-0 stoomlocomotief in Lagos (foto uit 1974)

De opvolger van Lugard (1919-1925), Sir Hugh Clifford, was een uitgesproken tegenstander van Lugards opvattingen en zag zijn rol niet in de efficiënte werking van een machtsapparaat, maar in de ontwikkeling van het land. Hij intensiveerde de onderwijsinspanningen in het zuiden en stelde herhaaldelijk aan het Colonial Office in Londen voor om de macht van de absolutistische emirs die in het noorden regeerden te beperken - wat werd afgewezen. Dit verdiepte de feitelijke verdeeldheid van het land nog verder.
Het concept van de "uitbuiting" van de Afrikaanse kolonies door de Europeanen was niet van toepassing op elk aspect van het leven in Nigeria. De spoorwegmaatschappij betaalde haar lokale werknemers bijvoorbeeld salarissen op Europees niveau. Dit was te danken aan de activiteiten van de goed georganiseerde vakbond van spoorwegarbeiders, maar ook aan concurrerende werkgevers - die graag geschoolde arbeiders zoals draaibankbedieners of lassers wegkaapten. Afgestudeerden van de middelbare school konden een opleiding tot machinist of technicus volgen in de beroepsopleidingsprogramma's van de Nigeriaanse Spoorwegen. Tijdens deze opleiding werden de leerlingen betaald en ontvingen ze een jaarsalaris van £380 - £480 (vanaf 1935, in de geldwaarde van vandaag ongeveer 38 - 48.000 euro, aanzienlijk meer dan het gemiddelde Nigeriaanse inkomen vandaag). De spoorwegmaatschappij had speciaal voor de beroepsstudenten in Lagos een afgedankte maar nog steeds werkende 0-6-0 stoomlocomotief ter waarde van £4 miljoen (in de geldwaarde van vandaag) ter beschikking gesteld, waarmee ze konden leren hoe deze werkte.

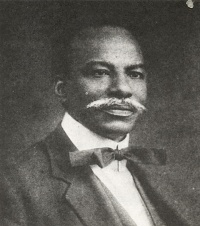
Herbert Macaulay, uitgever en Nigeria's eerste partijleider

In 1922 stelde Clifford de Wetgevende Raad in. De vier gekozen leden kwamen uit Lagos (3) en Calabar (1). De Wetgevende Raad vaardigde wetten uit voor de kolonie en het Zuid-Nigeriaanse Protectoraat. Het keurde ook de jaarlijkse begroting voor het hele land goed. De vier gekozen leden waren de eerste Afrikanen die in een parlementair orgaan in Brits West-Afrika werden gekozen. De Clifford Constitutie leidde dan ook tot de vorming van politieke partijen in Zuid-Nigeria. Herbert Macaulay, eigenaar van de eerste krant in Brits West-Afrika, "Lagos Daily News", en kleinzoon van Samuel Ajayi Crowther (zie hierboven), richtte in 1923 de eerste Nigeriaanse politieke partij op - de Nigeria National Democratic Party. Het bleef de sterkste partij bij de verkiezingen tot 1939. Tot de jaren 1950 bleven de rechterlijke macht, democratie, politieke partijen, massamedia en vakbonden echter voornamelijk een zaak van het zuiden, terwijl in het noorden regionale prinsen, de emirs, absolutistisch bleven regeren en recht spraken.

#### Graeme Thomson, de gouverneur als hoofdaccountant
Ondertussen was het duidelijk geworden dat kolonies noch "winstgevend" waren in de zin van de hierboven beschreven marginale nutstheorie, noch de oplossing waren voor het probleem van krimpende markten ("Lebensraum", zie hierboven). In plaats daarvan bleef Nigeria het geld van de belastingbetaler opslokken, ondanks investeringen die in totaal meerdere miljarden bedroegen (zoals de meeste Afrikaanse kolonies) en die nauwelijks ten goede kwamen aan de economie van het moederland. De nieuwe gouverneur Graeme Thomson voerde daarom in 1925 harde bezuinigingsmaatregelen in, waaronder massale ontslagen en de invoering van directe belastingen. - Dit "boekhoudkundige" koloniale beleid was in overeenstemming met de opvattingen van het Londense Colonial Office in die tijd. Het jaarverslag van het Colonial Office over de kolonie Nigeria leest als een jaarverslag van een moderne onderneming, waarin de winst- en verliesrekeningen van de afzonderlijke divisies (palmolie, cacao, katoen, steenkool, spoorwegnet, havens, etc.) afzonderlijk worden gekwantificeerd en toegelicht zoals in een controlerend verslag.
De geplande belasting op vrouwelijke markthandelaren, de ondiplomatieke houding van Graeme Thomson en het impopulaire systeem van Warrant Chiefs (zie hierboven) leidden in 1929 tot de "Vrouwenoorlog" onder de Igbo's. De boerinnen vernietigden tien inheemse rechtbanken tegen december 1929, toen de troepen de orde in de regio herstelden. Daarnaast werden de huizen van stamhoofden en medewerkers van de inheemse rechtbanken aangevallen, Europese fabrieken geplunderd, gevangenissen aangevallen en gevangenen vrijgelaten. 55 vrouwen werden gedood door de koloniale troepen. Toch leidde de Vrouwenoorlog van 1929 tot fundamentele hervormingen in het Britse koloniale bestuur. De Britten schaften het systeem van "Warrant Chiefs" af in 1934 en herzagen de aard van het koloniale bestuur. Verschillende koloniale bestuurders veroordeelden het heersende administratieve systeem en stemden in met de oproep tot dringende hervormingen. In plaats van het oude systeem van Warrant Chiefs werden tribunalen ingevoerd die rekening hielden met het inheemse bestuurssysteem dat voor de koloniale overheersing had geheerst.

#### 1930 tot 1939
In 1933 werd de Lagos Youth Movement - later de Nigerian Youth Movement - opgericht en nam een meer uitgesproken standpunt in voor onafhankelijkheid dan de NNDP. In 1938 riep de NYM op om Nigeria de status van Brits dominion te geven, waardoor het op gelijke voet kwam te staan met Australië of Canada. In 1937 sloot Nnamdi Azikiwe zich aan bij de NYM, die verbannen was uit Ghana/Gold Coast wegens opruiende activiteiten en die uitgever en hoofdredacteur werd van de West African Pilot en vader van de Nigeriaanse populaire journalistiek. In 1938 protesteerde de NYM tegen het cacaokartel, dat de aankoopprijzen van de boeren kunstmatig laag hield. In 1939 werd de NYM de sterkste partij bij de verkiezingen in Lagos en Calabar (elders werden geen verkiezingen gehouden).
In augustus 1934 had het spoorwegnet zijn maximale uitbreiding bereikt nadat de laatste investeringsprojecten waren voltooid en voordat de lijn Minna-Baro werd wegbezuinigd. Het omvatte 2.851 km spoor met een spoorbreedte van 106,7 cm ("Cape gauge") en 214 km met een spoorbreedte van 76,2 cm. Hiermee was het Nigeriaanse spoorwegnet het langste en meest complexe in West- en Centraal-Afrika. In 1916 verbond een 550 m lange spoorbrug over de rivier de Niger en in 1934 een brug over de rivier de Benue de regionale spoorwegnetwerken. In 1934 waren er 179 hoofdspoorlocomotieven en 54 rangeerlocomotieven in gebruik. In 1937 werkten 14.000 Nigerianen en Britten bij de Nigeriaanse Spoorwegen, waaronder 2.000 in de twee onderhouds-, reparatie- en trainingswerkplaatsen in Lagos en Enugu. Het spoorvervoer werd efficiënt gecoördineerd met het zeevervoer. Reizigers van poststoomschepen konden aan boord gaan van de "Boat Express" die in de haven van Apapa in Lagos stond te wachten en Kano in het uiterste noorden van Nigeria binnen 43 uur bereiken in slaap- en restauratierijtuigen.
In 1931 werd de invloedrijke Nigeriaanse Bond van Leraren opgericht onder voorzitter O. R. Kuti (de vader van Fela Kuti). Nigeria's eerste industriële vakbond, de spoorwegvakbond, werd ook opgericht in 1931 door draaibankoperator Michael Imoudu. In 1939 werden vakbonden bij decreet toegestaan door het koloniale bestuur, maar Imoudu werd gearresteerd in 1943. De vakbond van spoorwegarbeiders werd beschouwd als de meest militante vakbond in Nigeria. Imoudu bleef onder huisarrest tot 1945.
In 1937 vermeldde het koloniale rapport voor Nigeria de winst uit Nigeria op een niet indrukwekkende 56.000 pond (5,5 miljoen pond in het geld van vandaag). De onderliggende winst- en verliesrekening bevatte echter niet de personeelskosten voor 4200 militairen en enkele duizenden koloniale ambtenaren. De koloniale economie was dus al een "verliesgevende post" in Nigeria 20 jaar voor de beslissing van premier Macmillan om onafhankelijkheid te verlenen aan de Afrikaanse kolonies.

### Tweede Wereldoorlog

#### Zinken van beide postschepen naar Nigeria
Op 26 juli 1940 werd een van de twee postschepen die Nigeria met de koloniale mogendheid verbond, de MS Accra, voor de kust van Ierland tot zinken gebracht door de onderzeeër U-34. Er kwamen 24 mensen om het leven. 24 mensen kwamen om het leven.
Op 15 november 1940 werd het zusterschip op dezelfde route, de MS Apapa, tot zinken gebracht door een Duitse FW 200 Condor op weg naar huis voor de kust van Ierland. 26 mensen verloren het leven. Een identiek schip kreeg dezelfde naam en nam dezelfde route dienst over (zie foto hierboven).

#### Operatie Postmeester
In 1942 speelde Nigeria een rol in "Operation Postmaster". Op avontuurlijke wijze veroverden Britse speciale agenten uit Lagos Italiaanse en Duitse bevoorradingsschepen voor onderzeeërs in de Zuid-Atlantische Oceaan op het nabijgelegen maar Spaanse en dus neutrale eiland Bioko en brachten ze naar de thuishaven Lagos. Het incident - waarbij geen schoten werden gelost - leidde er bijna toe dat Franco's Spanje aan de zijde van het Derde Rijk en fascistisch Italië de oorlog inging.

#### Rantsoenering, prijscontrole, landbouwschade, onderwijsoffensief
Al in 1939 werd de Nigeria Supply Board opgericht om de productie van rubber en palmolie, die belangrijk werden geacht voor de oorlogsinspanning, te bevorderen ten koste van de voedselproductie. De invoer van landbouwproducten werd beperkt.
Vanaf 1942 mochten boeren alleen rijst, maïs, bonen enz. verkopen aan overheidsinstellingen en tegen een zeer lage prijs in het kader van het "Pullen Scheme" zodat de Britse eilanden, die afgesneden waren van het vasteland, tegen lage kosten van voedsel konden worden voorzien. Deze prijscontrole motiveerde boeren echter om hun producten helemaal niet te verkopen of om ze op de zwarte markt te verkopen. Anderen namen misschien hun toevlucht tot het verbouwen van ongereguleerde, d.w.z. oneetbare, producten. De Nigeriaanse landbouw, die al te lijden had gehad onder de Europese inkoopkartels (van bedrijven zoals Unilever, Cadbury, Hershey's en Nestlé) en de Grote Depressie, werd opnieuw belemmerd in zijn ontwikkeling. In december 1942 werden consumptiegoederen gerantsoeneerd. (Rantsoenering zou duren tot 1948.) Het transport van rijst van Abeokuta naar het nabijgelegen Lagos werd strafbaar gesteld.
Als "positief" gevolg van de Tweede Wereldoorlog leidde het koloniale bestuur in deze periode op grote schaal oorlogskritische geschoolde arbeidskrachten op, zoals technici, elektriciens, verpleegkundigen, timmerlieden en kantoorpersoneel. Er werden nieuwe havens en - voor het eerst - vliegvelden gebouwd.

#### Regimenten Nigeria, opmars naar Ethiopië

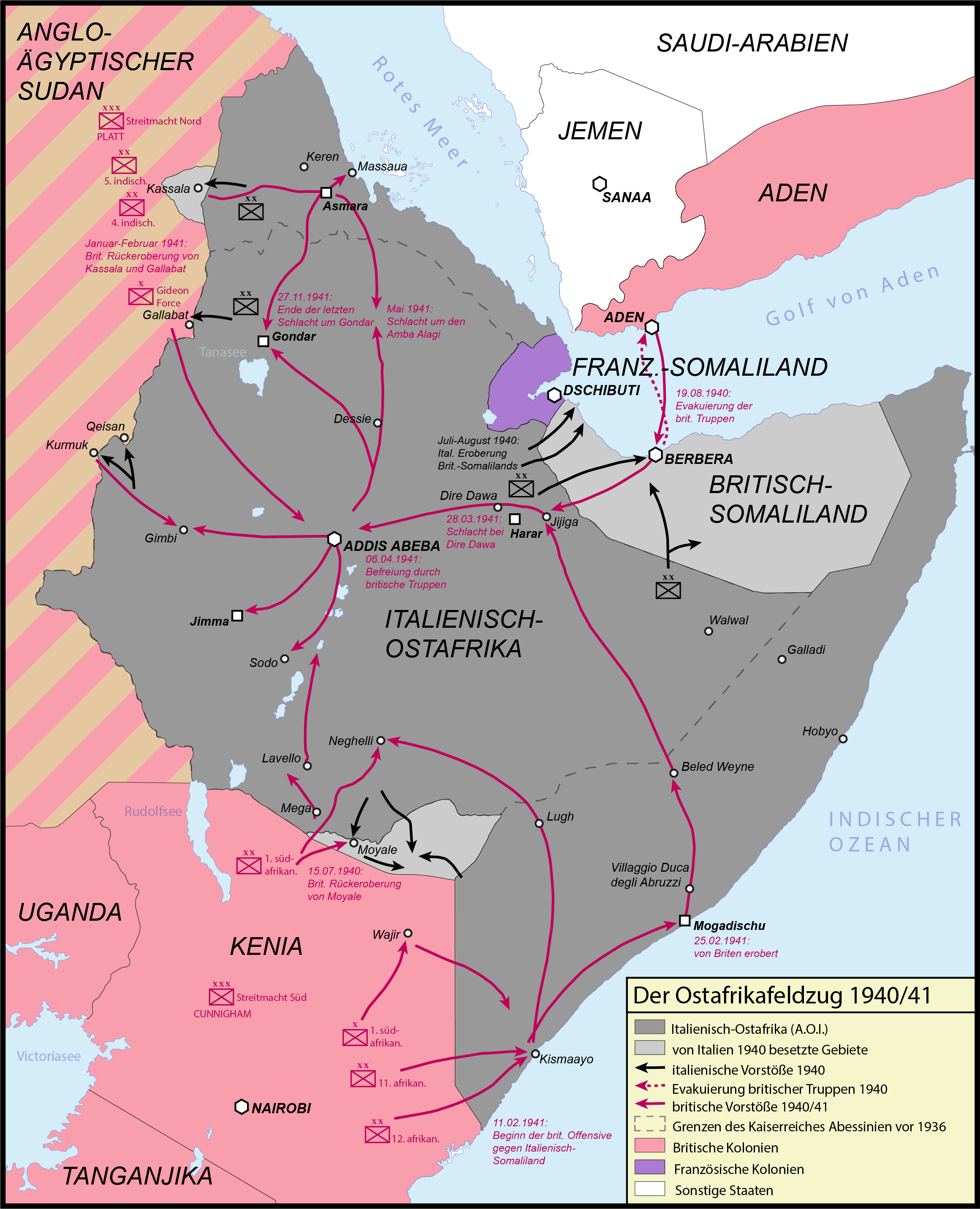
Opmars van Brits-Afrikaanse troepen in de Oost-Afrikaanse campagne 1941 (duitstalig)

Tijdens de oorlog dienden 45.000 Nigeriaanse soldaten in de Britse strijdkrachten in Afrika en Zuidoost-Azië. Nigeriaanse regimenten vormden de meerderheid van de 81ste en 82ste West-Afrikaanse Divisies van het Britse leger. Deze divisies vochten in Palestina, Marokko, Sicilië en Birma. Nigeriaanse soldaten vochten ook in India.
Drie bataljons van het Nigeria Regiment vochten in de Ethiopische campagne tegen fascistisch Italië. Op 26 maart 1941 rukten twee gemotoriseerde compagnieën van het Nigeria Regiment binnen 10 dagen 930 km op van Kenia naar Daghabur in het door Mussolini gecontroleerde Ethiopië. Op 26 maart veroverde het Nigeria Regiment Harar bij Djibouti na een opmars van 1600 km in 32 dagen. Dit was op dat moment de snelste militaire opmars in de wereldgeschiedenis. De opmars verdeelde ook het fascistische controlegebied in Oost-Afrika. In hun overhaaste terugtocht lieten de Italiaanse troepen ook belangrijke munitie- en voedseldepots achter. Addis Abeba werd op 6 april door de Geallieerden veroverd. De Ethiopische campagne werd het eerste grote succes van de Geallieerden tegen de Asmogendheden, niet in het minst dankzij de "blitzkrieg" van het Nigeria Regiment. In slechts een paar dagen verloor Italië Oost-Afrika (1,9 miljoen km2), een gebied dat groter was dan het huidige Polen, Wit-Rusland, Oekraïne en de Baltische staten samen (1,3 miljoen km2).

#### Ideeën uit India over onafhankelijkheid

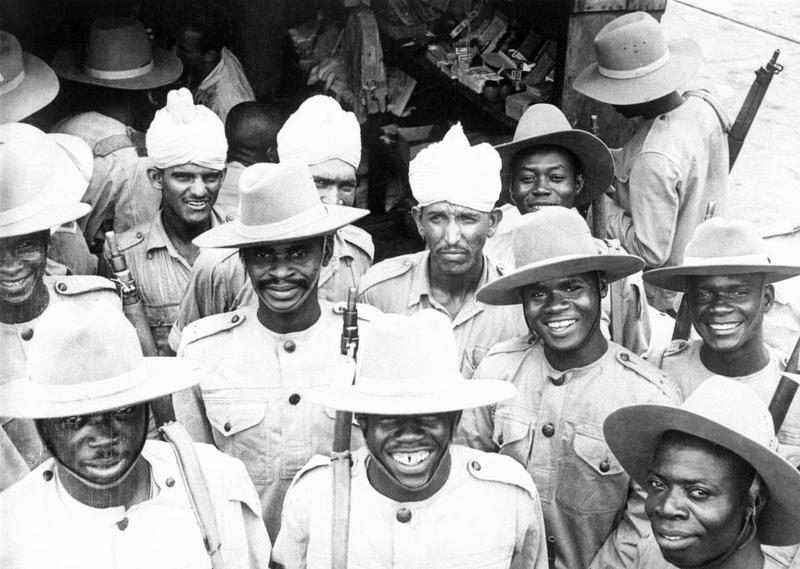
Het Nigeriaanse regiment bij aankomst in India

Voor de Geallieerden vochten 600.000 "zwarte" vrijwilligers uit Afrika, aan wie dezelfde wapenbroederschap was beloofd als aan hun meer lichtgetinte kameraden. Desondanks kregen ze minder soldij dan hun Europese of Aziatische strijdmakkers. Lijfstraffen (geseling) waren ook nog steeds een disciplinaire straf, uitsluitend voor zwarte soldaten. In Noord-Nigeria is het niet noodzakelijkerwijs mogelijk om te spreken van "vrijwillige" rekruten, aangezien de plaatselijke stamhoofden contingenten "vrijwilligers" kregen voorgeschreven als onderdeel van de Indirecte Overheersing. De absolutistische heersers hielden niet noodzakelijk rekening met de vrijwillige aard van de troepen toen ze hen beschikbaar stelden voor dienst aan het front. Tijdens de oorlog kwam geen van de bevelvoerende officieren van het Nigeriaanse Korps uit Nigeria. (De eerste Nigeriaanse officieren ontvingen hun brevetten aan het einde van de oorlog).
De Nigeriaanse soldaten kunnen zich nauwelijks onbewust geweest zijn van de tegenstrijdigheid tussen hun realiteit en de gepropageerde Britse interpretatie dat ze Afrika wilden beschermen tegen de Duitse en Italiaanse kolonisatie. Bovendien vochten de Nigeriaanse troepen al enkele jaren samen met hun Indische kameraden en was er in hun thuisland al een sterke en mediagenieke onafhankelijkheidsbeweging tegen de Britse koloniale overheersing onder leiding van Mahatma Gandhi. (India werd slechts 22 maanden na de Tweede Wereldoorlog onafhankelijk.) De uitwisseling van ideeën met de naar onafhankelijkheid strevende Indiërs droeg vrijwel zeker bij aan het feit dat de Nigeriaanse soldaten in januari 1946 uit Birma terugkeerden met compleet nieuwe ideeën over een onafhankelijk Nigeria, maar met minder geduld.
In zijn overwinningsspeech noemde de commandant van de troepen in Birma, Sir William Slim, de Nigeriaanse troepen helemaal niet.

### Naoorlogse periode, de weg naar onafhankelijkheid
Tijdens de Tweede Wereldoorlog was het aantal Nigeriaanse vakbondsleden verzesvoudigd tot 30.000, waarvan de meerderheid spoorwegarbeiders en mijnwerkers in Enugu waren. Een algemene staking van spoorwegarbeiders voor hogere lonen en voor de vrijlating van gevangen vakbondsleden zoals Michael Imoudu (zie hierboven) maakte in 1945 duidelijk dat het vorige koloniale bestuur vervangen moest worden door een nieuwe, nationale regeringsvorm.

#### Etnisch gekarakteriseerd partijlandschap

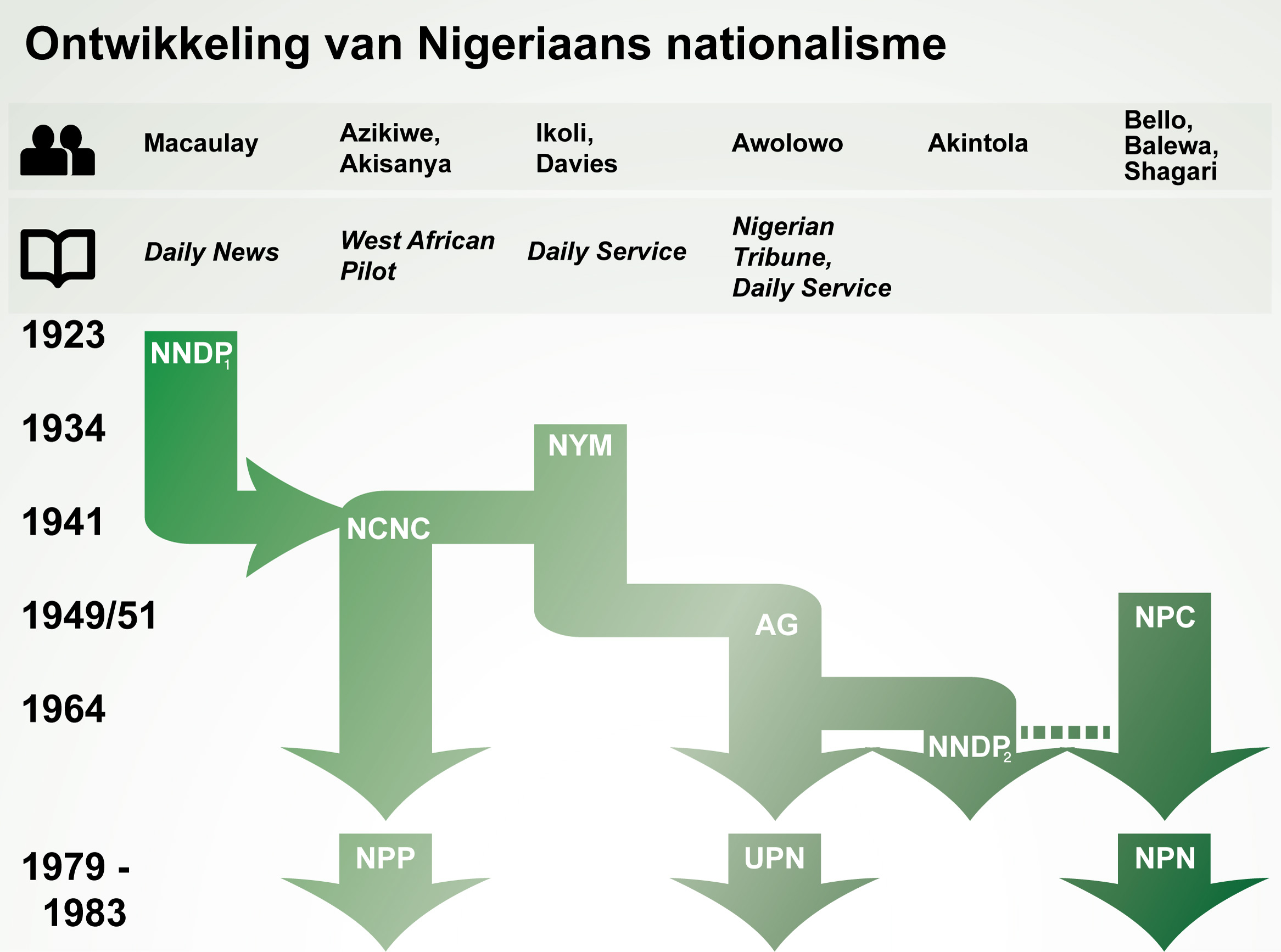
Nigeriaanse partijen, invloedrijke persoonlijkheden, geassocieerde media

De Britse regering voerde snel na elkaar nieuwe grondwetten in voor Nigeria (1946, 1950, 1954 en 1957). De drie regio's kregen vergaande zelfbeschikking met eigen parlementen en regeringen. Deze zouden een centrale regering oprichten voor douanezaken, gemeenschappelijk buitenlands beleid en defensie. In deze federatie van slechts drie deelstaten werd het politieke proces natuurlijk meer een conflict dan een samenwerking. De dominante politieke partijen waren dan ook georganiseerd langs etnische lijnen:
- het Northern Peoples Congress (NPC) vertegenwoordigde de gelijknamige noordelijke Nigerianen, vooral de Hausa, en werd geleid door een van de hoogste edelen van het noorden, Ahmadu Bello,
- de National Council of Nigeria and the Cameroons (NCNC) vertegenwoordigde de Igbo in het zuidoosten na de dood van Herbert Macaulay onder leiding van journalist Nnamdi Azikiwe, en
- de Action Group (AG) vertegenwoordigde de Yoruba in het zuidwesten en had Obafemi Awolowo als partijleider.

In 1952 werden de regionale parlementen gekozen; voor de Noordelijke staat was dit de eerste vrije verkiezing in zijn geschiedenis. Zoals verwacht wonnen alle drie de partijen een meerderheid in hun respectievelijke staten en etnische groepen, waarbij Bello, Azikiwe en Awolowo minister-president werden van hun respectievelijke staten. De regeringen van het Noorden, Zuid-Westen en Zuid-Oosten stuurden elk grondwettelijk drie ministers naar de centrale regering in Lagos. Dienovereenkomstig werden de staatsinkomsten ook verdeeld volgens een bevolkingsaandeel dat werd vastgesteld bij de eerste volkstelling van Nigeria in 1953 (voordien waren er alleen schattingen).
Het precaire evenwicht hield slechts stand met de Britten als "tipje aan de weegschaal", maar voor de ontluikende natie Nigeria, zonder de Britten, was het slechts een voorstadium dat zou duren tot een van de drie etnische groepen zich niet langer voldoende vertegenwoordigd voelde in de federatie. De voornaamste kandidaat hiervoor was het noorden van Nigeria en tijdens de rellen in Kano in mei 1953 was afscheiding een duidelijke mogelijkheid. Veel Hausa en Fulani verkozen een aparte staat met een moslimmeerderheid boven het geplande heel-Nigeria. Dit kwam ook door de jurisprudentie in het noorden. In de jaren 1950 werd het burgerlijk recht en het strafrecht in het noorden van Nigeria nog steeds uitgeoefend door emirs (d.w.z. door de erfelijke adel, niet door opgeleide juristen) in overeenstemming met de Sharia-wetgeving. Voor de noordelijke Nigerianen was het nauwelijks aanvaardbaar dat dit rechtssysteem in de toekomst een hogere instantie zou krijgen in de vorm van het Hooggerechtshof, waarin ook niet-moslims en academisch geschoolde experts zonder adellijke titel vertegenwoordigd zouden zijn.
Aan de andere kant had het zuiden van Nigeria het "arme" noorden in elk fiscaal jaar sinds 1914 meegefinancierd (dit is niet veranderd tot 2024) en zelfs de meest fervente voorstanders van een noordelijke staat durfden de noodzakelijke belastingverhogingen niet aan hun achterban te slijten. Het financieringsdilemma vertraagde aanvankelijk verdere inspanningen voor zo'n aparte noordelijke staat en verhinderde deze uiteindelijk.

#### Ontdekking van olie in het zuidoosten
In januari 1956 werd het eerste olieveld in Nigeria ontdekt, het Oloibiri olieveld in het zuidoosten van het land.
De nieuwe conservatieve regering in het Verenigd Koninkrijk onder leiding van Harold Macmillan pleitte sinds 10 januari 1957 voor een snellere dekolonisatie in het Britse Rijk, na het debacle in de Suezcrisis en met het oog op de hoge kosten van het verliesgevende koloniale systeem.
Op 30 augustus 1957 werd de voormalige minister van Transport Abubakar Tafawa Balewa de eerste premier van de (zwakke) centrale regering van Nigeria.

#### Een (te) late afscheid van etnische opvattingen

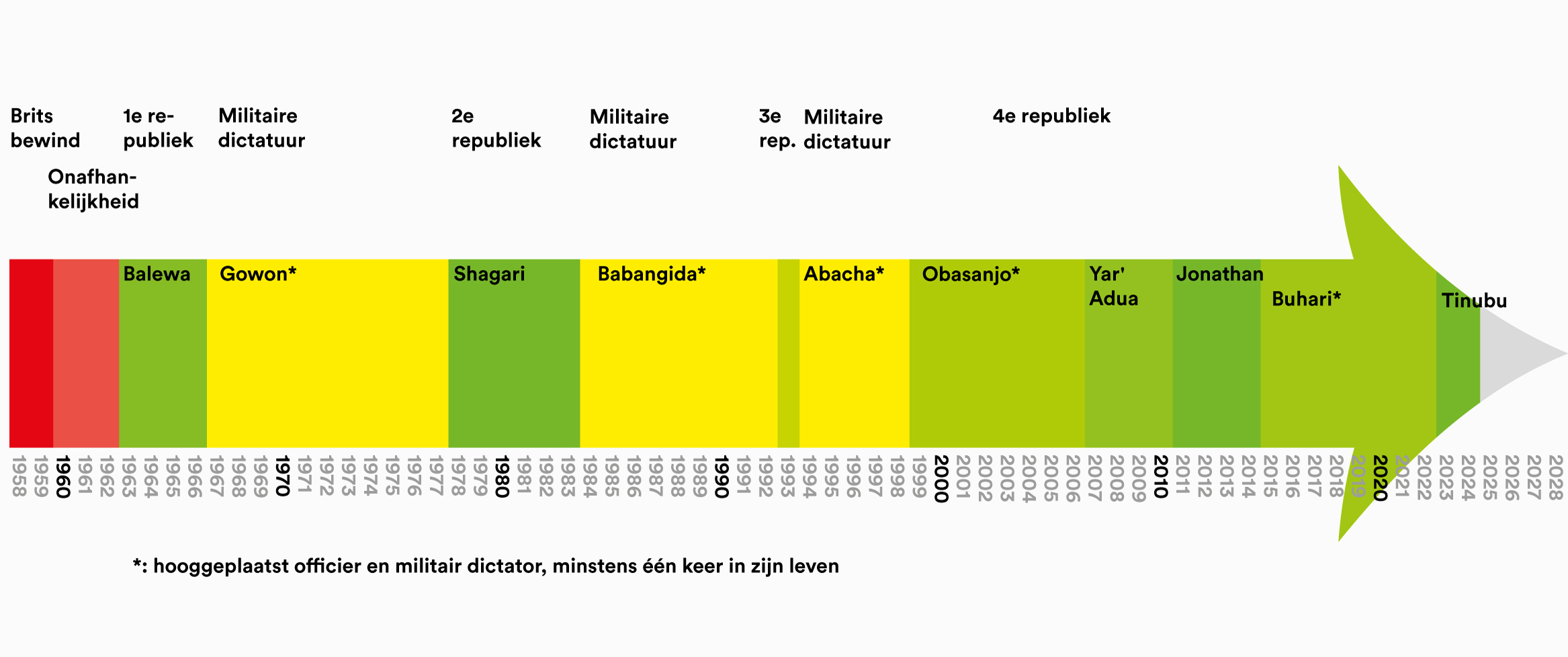
Geschiedenis na 1958; rood: Britse overheersing, groen: democratie; geel: dictatuur; namen: Regeringsleiders met ten minste 3 jaar in functie

Vanaf 1958 rekruteerde het Nigeriaanse leger niet langer uitsluitend mannen uit het noorden, zoals voorheen, maar uit het hele land. In de jaren die volgden, betekende dit dat het vooral officierskandidaten uit het zuiden waren die de talrijke functies van de vertrekkende Britse officieren vervulden, omdat zij over het algemeen beter opgeleid waren. Dit botste met de oudere officieren die geleerd hadden dat hun volk (Hausa, Fulani, Kanuri) tot de "krijgersvolkeren" behoorde en dat vertegenwoordigers van de zuidelijke etnische groepen Yoruba en Igbo geen recht hadden op de nieuwe functies - Dit conflict zou de aanleiding zijn voor de Biafra-oorlog in 1966.
Eind 1959 werd het eerste volledig Nigeriaanse parlement gekozen. De partijen, die zichzelf voornamelijk zagen als vertegenwoordigers van etnische groepen of regio's, wonnen op basis van hun bevolkingssterkte. Het Northern Peoples Congress won 148 van de 312 zetels in het Huis van Afgevaardigden en vormde een coalitie met verschillende minderheidspartijen om een absolute meerderheid te behalen.
Op 1 oktober 1960 werd Nigeria onafhankelijk verklaard door een wet van het Britse parlement en toegelaten tot de Verenigde Naties.

### Conclusies over de Britse koloniale heerschappij
In 2022 beweerde de sociaal-politieke activist Deji Adeyanju dat Nigeria veel beter af was onder de buitenlandse koloniale machthebbers dan onder de nieuwe machthebbers die enkel geïnteresseerd zouden zijn in het plunderen van elke sector van de economie van het land. Voor sommige Nigerianen komt het koloniale tijdperk vandaag inderdaad over als een tijdperk waarin rechtschapen koloniale ambtenaren het land bestuurden, buitenlanders in Nigeria investeerden en geld nog iets waard was. Het Britse koloniale bestuur had inderdaad onmenselijke gebruiken zoals mensenoffers, godsoordelen, het doden van tweelingen, enz. uitgebannen (zie hierboven), de kolonie degelijk bestuurd en was beter vergeleken met het onafhankelijke Nigeria. In een enquête in oktober 2023 over de prestaties van Nigeria na de onafhankelijkheid antwoordde 47% van de Nigerianen "geen" of helemaal niet (16% noemde democratie als een prestatie).
Om de "Reus van Afrika" onder controle te houden en deels vanwege etnische opvattingen, had de Britse koloniale regering wel de etnische en sociale groepen in het land decennialang zeer ongelijk behandeld. In het noorden waren absolutistische feodale systemen, en tot 1936 zelfs slavensystemen, financieel en militair gesteund, terwijl in het zuiden omstandigheden waren gecreëerd die de Europeanen daar in ieder geval niet al te vreemd voorkwamen. Bovendien werd er, net als in Franstalige landen, een in het moederland opgeleide bovenklasse opgevoed die neerkeek op andere landgenoten. In slechts een paar jaar tijd zou deze balanceeract alle koloniale investeringen en ontwikkelingsinspanningen in het nu onafhankelijke Nigeria ongedaan maken.

## Onafhankelijkheid, Eerste Republiek, Biafra

### De Eerste Republiek (1960/1963 tot 1966)

Vlag van onafhankelijk Nigeria

Op 1 oktober 1960 werd Nigeria volledig onafhankelijk van het Verenigd Koninkrijk op basis van een federale grondwet, met drie grote staten met een zwakke centrale regering. NCNC-voorzitter Nnamdi Azikiwe verving de koloniale gouverneur-generaal James Wilson Robertson in november 1960 en Elizabeth II bleef voorlopig staatshoofd. Het land telde in dat jaar 44,9 miljoen inwoners.
De NPC en NCNC bleven de regeringspartijen, terwijl de AG nu in de oppositie zat. In deze AG, de Yoruba-partij, woedde een bittere machtsstrijd tussen Obefemi Awolowo, die een socialistische koers voorstond en de banden met de Sovjet-Unie wilde aanhalen, en de conservatieve premier van het zuidwesten, Samuel Akíntọ́lá, die de samenwerking met de Noordelijke Partij (NPC) wilde verbeteren. Dit interne partijconflict liep zo hoog op dat de centrale regering onder Balewa in mei 1962 de noodtoestand in het zuidwesten moest afkondigen. Akíntọ́lá richtte uiteindelijk een nieuwe partij op, de NNDP, die de omstreden verkiezingen van 1964 zou winnen in een alliantie met de NPC. Vanaf dat moment werd Akíntọ́lá in zijn regio gezien als een plaatsvervanger van het achterlijke en feodale noorden, wat hem in 1966 het leven zou kosten.
Op 1 juni 1961 kreeg Nigeria na een referendum de "Noord-Kameroenen", een door moslims gedomineerde strook land aan de grens met Kameroen. De overwegend christelijke inwoners van de Zuid-Kameroenen (grenzend aan Biafra) kozen tegen het door moslims gedomineerde en instabiele Nigeria en voor aansluiting bij het door christenen gedomineerde Kameroen. Beide "Kameroenen" stonden eerder onder VN-bestuur; het schiereiland Bakassi bleef omstreden.
Nigeria kreeg een nieuwe grondwet in 1963. Nigeria werd een republiek. Het Britse regeringssysteem werd behouden. Abubakar Tafawa Balewa bleef premier en de Britse gouverneur van de koningin Nnamdi Azikiwe werd president.
In 1964 werd een nieuw Huis van Afgevaardigden gekozen. De electorale alliantie van de NPC en NNDP won 198 van de 312 zetels. De Yoruba en Igbo (die het leeuwendeel van de belastinginkomsten genereerden) zaten nu in de oppositie, terwijl de Hausa/Fulani de politiek en de lagere rangen van het leger tot aan de rang van sergeant domineerden. Hun noordelijke staat was groter dan de grens tussen de drie belangrijkste etnische groepen of tussen de overheersende denominaties van de Islam en het Christendom deed vermoeden. De "federale staat van de noordelijke regio" omvatte daarom niet alleen de moslim Hausa en Fulbe (die politiek gezien in de gunst stonden, maar nauwelijks meer dan een kwart van de bevolking uitmaakten), maar ook aanzienlijke minderheden van christenen, aanhangers van natuurreligies, Yoruba, Igbo en andere minderheden zoals de Tiv. Toen de politiek en militair dominante noordelijke staat, die chronisch geld tekort kwam, in datzelfde jaar een "speciale belasting" (jizyah) wilde opleggen aan de christelijke bewoners zoals de Tiv, braken er rellen uit in de getroffen regio. Er vielen 4000 doden. Je moest je afvragen hoeveel levens er verloren zouden gaan als bijvoorbeeld de veel talrijkere Igbo in opstand zouden komen en het niet om een "speciale belasting" zou gaan, maar om de lucratieve oliehandel in Igboland.
In het zuidwesten verergerde de onrust in 1965 omdat de verkiezingsuitslag vervalst of het resultaat van intimidatie leek te zijn en de regering de door de staat gegarandeerde producentenprijzen voor cacao onmiddellijk na de verkiezingen had gehalveerd. Er waren brandstichtingen en plunderingen. Tientallen politieke tegenstanders werden opgespoord in plaatsen als Ekiti of Ijebu-Ode (beide niet ver van Lagos), overgoten met benzine en in brand gestoken ("Operatie Wetie"). Criminele bendes beheersten de straten. Tegen het einde van 1965 verkeerde het zuidwesten in een staat van complete anarchie.
Op 1 mei 1965 ging Sir Christopher Welby-Everard, de Chef van de Generale Staf van Nigeria en de laatste Britse officier uit de koloniale tijd, met pensioen. Hij werd opgevolgd door Johnson Agulyi-Ironsi, een ervaren officier, voormalig militair attaché in Londen en commandant van de VN-beschermingsmacht in Congo in 1964.

### Coup en contracoup (1966)
Op 15 januari 1966 pleegden zes majoors, waaronder vijf Igbo, een staatsgreep (etniciteit zou de komende jaren voor alle hoofdrolspelers relevant zijn). De officieren waren ongeveer 27 jaar oud, waren in 1959-61 in Groot-Brittannië benoemd met onderscheidingen op Sandhurst en Aldershot en erkenden, niet zonder reden, de achterlijkheid en anarchie van het land waar ze naar terugkeerden. De samenzweerders vermoordden 22 vooraanstaande politici, ministers en militaire officieren, waaronder regeringsleider Balewa en de premiers van het Noorden en Zuidwesten, Bello en Akíntọ́lá. Onder de 22 slachtoffers was slechts één Igbo, hoewel de coupplegers volgens latere verklaringen geen etnische doelen nastreefden, maar het hart wilden treffen van een achtergebleven staat die door het Noorden werd gedomineerd.
Na de gewelddadige dood van premier Balewa in afwezigheid van president Azikiwe, een Igbo, droeg president Orizu, een Igbo, de regeringsmacht over aan legerleider Agulyi-Ironsi, ook een Igbo. Met zijn eerste decreet schafte hij de grondwet en de persvrijheid af en ontbood hij het parlement. De overgebleven ministers werden gedwongen ontslag te nemen en vanaf dat moment regeerde het staatshoofd door middel van orders van zijn staf. Ironsi schafte de drie federale staten af en maakte van Nigeria voor het eerst een eenheidsstaat: een land waarin alle wetten, alle belastingen enz. overal gelijk van toepassing waren, zonder regionale verschillen. Nigeria werd als het ware gedwongen om via richtlijnen vooruitgang te boeken. Dit werd onvermijdelijk slecht ontvangen in het achtergebleven noorden. Bovendien was de militaire regering terughoudend om actie te ondernemen tegen Igbo's die betrokken waren bij de staatsgreep. Ironsi was zelf Igbo en gebruikte de hoger opgeleide Igbo in het noorden om de zogenaamd progressieve beslissingen van de centrale regering ter plaatse uit te voeren. Voor andere etnische groepen moet het hebben geleken alsof de Igbo het land wilden overnemen.
Het Nigeriaanse leger bestond in 1966 echter niet voornamelijk uit majoors uit het zuidoosten met een Britse Sandhurst-opleiding, maar, net als in de tijd van Lugard, voornamelijk uit mannen en sergeanten uit het noorden met een zeer beperkte opleiding. Op 29 juli 1966 pleegden soldaten een staatsgreep in Abeokuta in het zuidwesten en vermoordden Agulyi-Ironsi, die op bezoek was in het nabijgelegen Ibadan. In het hele land braken pogroms uit tegen de Igbo, waarbij volgens bronnen 30.000 slachtoffers vielen, voornamelijk kinderen. In deze situatie benoemden de coupplegers luitenant-kolonel Yakubu ("Jack") Gowon tot de nieuwe militaire en staatsleider en voerden ze het federalisme opnieuw in. Gowon behoorde tot geen van de drie overheersende etnische groepen en stond voor de taak om de drie uiteenlopende delen van zijn land en etnische groepen bij elkaar te houden en een einde te maken aan de pogroms. Onder deze omstandigheden leek het onwaarschijnlijk dat het bewind van Yakubu Gowon relatief lang zou duren - negen jaar. In deze periode vond echter een van de ergste humanitaire rampen van de moderne tijd plaats: de Biafra-oorlog.

### Burgeroorlog (1967-1970), Biafra

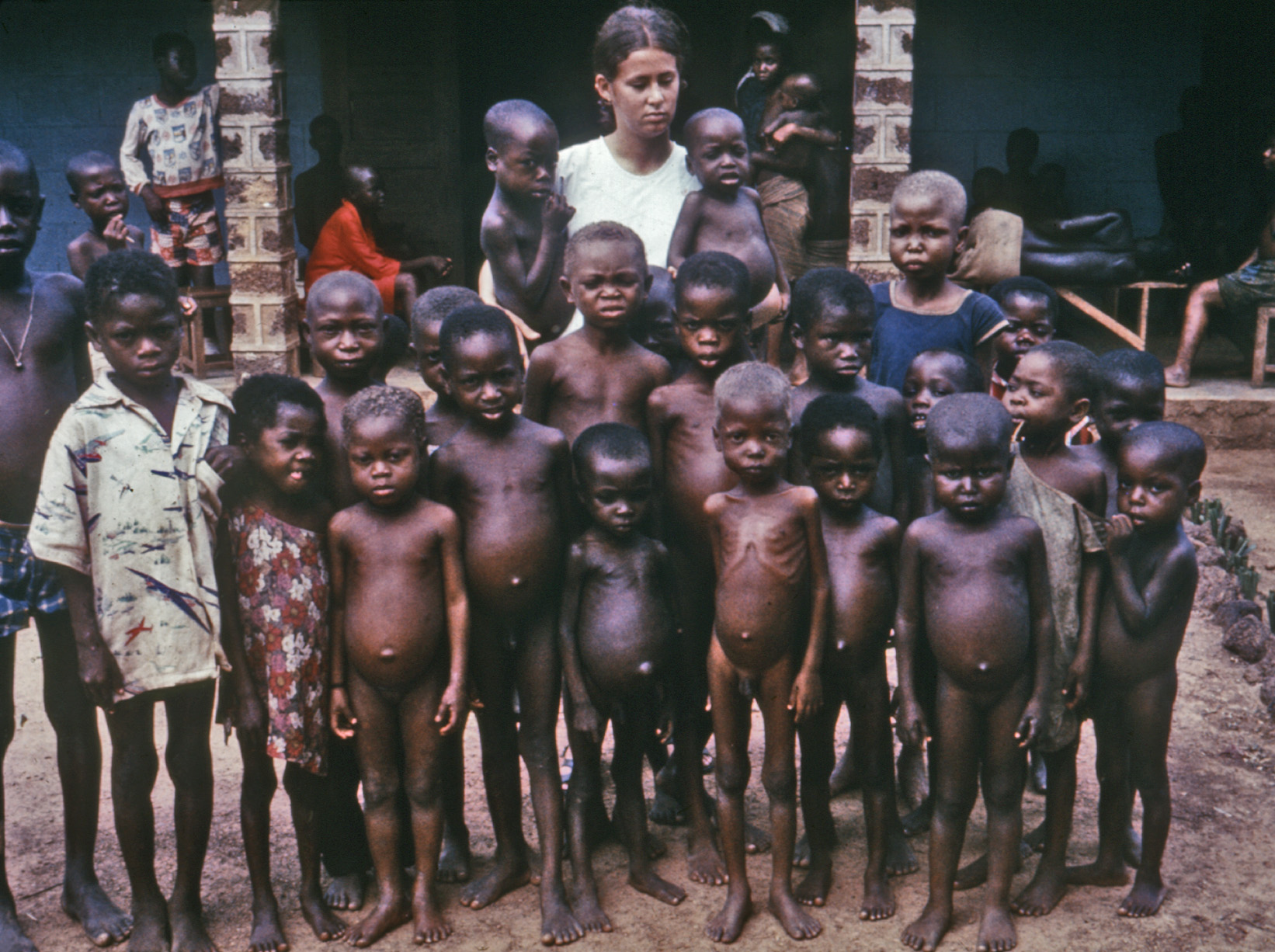
Kinderen met hongeroedeem tijdens de Biafra-oorlog

In september 1966 bereikten de pogroms tegen de Igbo hun hoogtepunt. Naar schatting 1 miljoen Igbo vluchtten vanuit het hele land naar het zuidoosten, waar ze dachten veilig te zijn.
In mei 1967 riep de gouverneur van de oostelijke regio, luitenant-kolonel Emeka Ojukwu, deze uit tot een onafhankelijke staat, de "Republiek Biafra." Na deze onafhankelijkheidsverklaring vielen de resterende Nigeriaanse strijdkrachten Biafra op 6 juli 1967 aan bij Garkem. Nigeria was slecht voorbereid op deze situatie door de liquidatie van leidende officieren tijdens de vorige staatsgrepen. Als gevolg hiervan konden de Biafraanse strijdkrachten in augustus 1967 westwaarts oprukken naar Benin City. Biafra werd belegerd en van de handel afgesneden zonder dat beide partijen in staat waren om beslissende militaire bewegingen te maken. Pas in december 1969 rukte kolonel Obasanjo met 30.000 troepen op naar Umuahia, waardoor Biafra in tweeën werd gedeeld. Hiermee was de oorlog beslist. De vijandelijkheden eindigden uiteindelijk na 30 maanden in januari 1970.
Frankrijk, Egypte, de Sovjet-Unie, Groot-Brittannië, Israël en anderen waren achter de schermen nauw betrokken bij de burgeroorlog. Groot-Brittannië en de Sovjet-Unie waren de belangrijkste militaire steunpilaren van de Nigeriaanse regering, waarbij Nigeria vertrouwde op luchtsteun van Egyptische piloten van Gamal Abdel Nasser, terwijl Frankrijk en Israël de Biafranen steunden. De Congolese regering onder president Joseph-Désiré Mobutu nam al vroeg een standpunt in over de afscheiding van Biafran door de Nigeriaanse federale regering krachtig te steunen en duizenden soldaten te sturen om de afscheidingsbewegingen te bestrijden.
De regio Biafra, die al een ongekende vluchtelingenstroom te verwerken had gekregen, was door de handelsblokkade niet meer in staat om haar inwoners te voeden. Schattingen van het aantal doden door honger en oorlogshandelingen tijdens de burgeroorlog lopen uiteen van één tot drie miljoen. Foto's van uitgehongerde kinderen in Biafra gingen de wereld rond en kenmerkten het beeld van postkoloniaal Afrika.

## De Gowon-dictatuur (1966-1975)

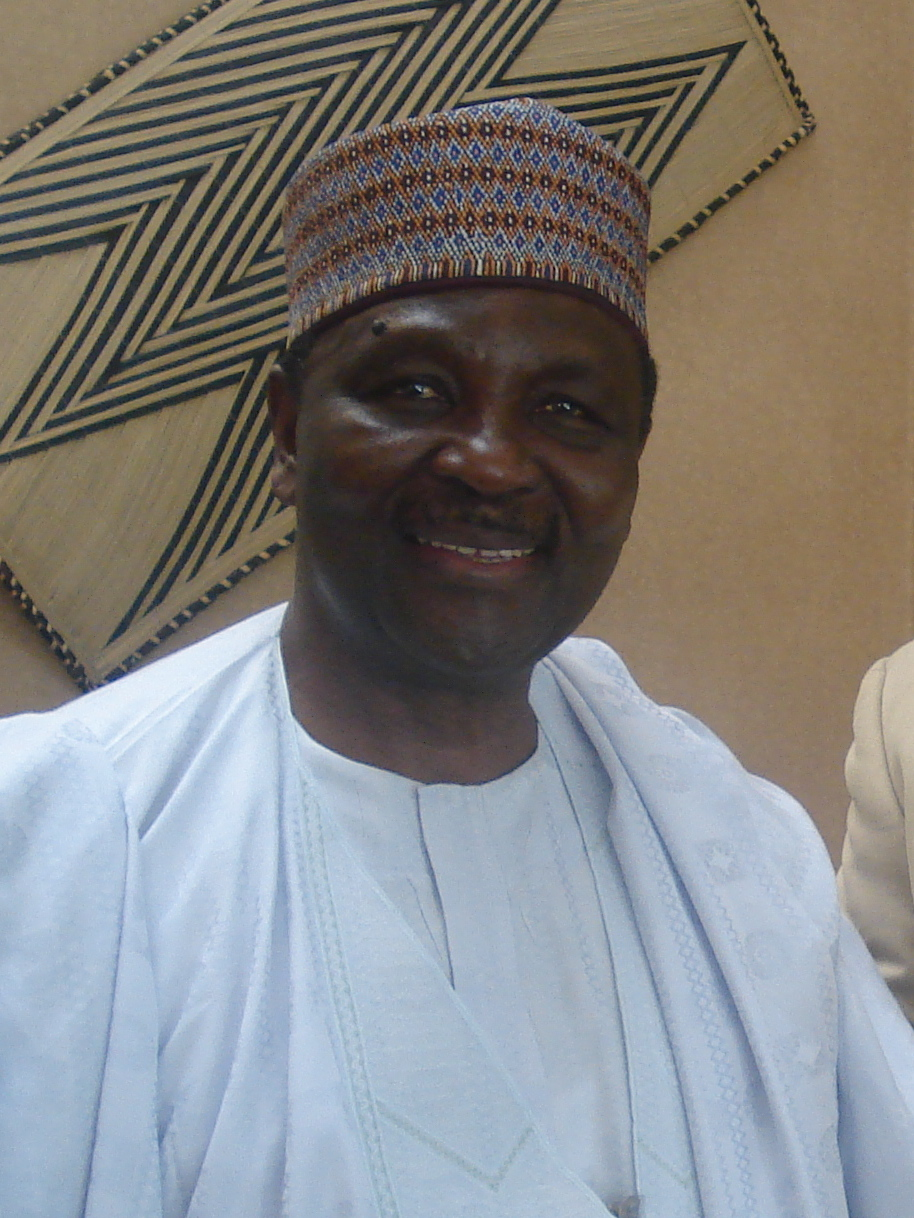
Yakubu Gowon, dictator tijdens de Biafra-oorlog

De federale regering kon de opstandelingen in Biafra slechts met veel moeite verslaan. Dat het uiteindelijk toch lukte, was vooral te danken aan de officieren Murtala Muhammed en Olusegun Obasanjo, die een paar jaar later zelf dictators werden na de val van Gowon.
In 1967 breidde Gowon het aantal federale staten in Nigeria uit tot twaalf. Met deze strategische zet blokkeerde hij de realistische kans op de oprichting van een aparte staat voor zowel het zuidoosten als het noorden, won hij de minderheden (waartoe hij zelf behoorde en die 30% van de Nigeriaanse bevolking uitmaken) en ontnam hij, door het handig trekken van de grenzen van de federale staten, de Igbo de controle over zowel de oliebronnen als de zeehavens. Dit veranderde het federale karakter van Nigeria fundamenteel, maar het bleef federaal.
In 1971 sloot Nigeria, dat eerder in zijn ontwikkeling was belemmerd door aankoopkartels voor cacao of palmolie, zich aan bij de OPEC, waarschijnlijk het machtigste producentenkartel in de geschiedenis van de mensheid. De inkomsten uit de oliehandel werden gegenereerd door het staatsoliebedrijf NNPC en kwamen volgens de theorie ten goede aan de bevolking in de vorm van lage belastingen en hoge overheidsuitgaven. In de praktijk hadden de afwezigheid van andere, vergelijkbaar sterke economische sectoren, het gebrek aan controle op de geldstromen door het parlement of de media en het bestaande vriendjespolitiek echter een heel ander effect op de Nigeriaanse samenleving.
Tot 1960 werden belangrijke beslissingen in Nigeria genomen door het koloniale kantoor in Whitehall of door een koloniale administratie waarvan de ambtenaren over het algemeen geen bloed- of aanverwanten waren van de lokale onderdanen en dus als onpartijdig konden worden beschouwd, afgezien van elke betrokkenheid bij het cacaokartel. Met de olie-inkomsten waren nu veel grotere sommen geld gemoeid en de nieuwe leiders gaven er de voorkeur aan om contracten zo te gunnen dat ze hun regio, hun dorp en hun familie ten goede kwamen - eerder dan volgens aanbestedingscriteria. De sociale beperkingen die in koloniale dorpen in West-Afrika nog verstandig of relatief onschuldig waren, leidden in de nieuwe situatie tot grootschalige corruptie, verduistering en fraude. Hoewel Gowon zelf nooit betrokken was bij de corrupte praktijken, werd hij er vaak van beschuldigd dat hij de activiteiten van zijn medewerkers en kennissen door de vingers zag. Kranten berichtten over omkoping en nepotisme. Diefstal en verduistering in ziekenhuizen en weeshuizen maakten het Nigeriaanse publiek woedend. Medicijnen die door ambtenaren tegen de volle prijs werden geïmporteerd, waarvan de houdbaarheidsdatum al lang was verstreken, toonden aan dat de betrokkenen ook onverschillig stonden tegenover mensenlevens.
Nigeria kende een dynamische economische boom tijdens de oliecrisis van 1974, die vooral inflatie veroorzaakte, en werd in 1975 geconfronteerd met een afnemende vraag en massale werkloosheid. Tijdens deze jaren kende het noorden ook de ergste droogte sinds 1914. Het nationaliseringsdecreet van dictator Gowon uit 1972 sloot veel sectoren van de Nigeriaanse economie voor alle buitenlandse investeringen en verbood buitenlandse deelname die verder ging dan een minderheidsbelang in verschillende andere sectoren. Dit decreet bleek nadelig voor investeringen in de Nigeriaanse economie.
Bovendien raakte de voorheen efficiënte administratie opgeblazen en werd zelfs met eenvoudigere taken overbelast. Het wanbeheer in de regering van Gowon culmineerde in de beruchte "cement armada" in de zomer van 1975, toen de haven van Lagos overvol was met honderden schepen die cement probeerden te lossen. Vertegenwoordigers van de Nigeriaanse regering hadden contracten getekend met 68 verschillende internationale leveranciers om in één jaar in totaal 20 miljoen ton cement aan Lagos te leveren, ook al kon de haven maar één miljoen ton vracht per jaar aan. De slecht opgestelde cementcontracten bevatten liggeldclausules die zeer gunstig waren voor de leveranciers, waardoor de rekening torenhoog opliep terwijl de schepen in de haven wachtten om te lossen (of zelfs terwijl ze in hun thuishavens wachtten op toestemming om naar Nigeria te vertrekken). De Nigeriaanse regering besefte pas hoe groot haar fout was toen de haven van Lagos zo overbelast raakte dat basisleveringen niet langer gegarandeerd konden worden. Hun pogingen om de cementcontracten te annuleren en een noodembargo in te stellen op alle binnenkomende schepen, hielden het land jarenlang bezig met rechtszaken over de hele wereld, waaronder een uitspraak van het Amerikaanse Hooggerechtshof in 1983.
Door de onrust van de Tweede Wereldoorlog en de dreigende onafhankelijkheid van Nigeria werd de infrastructuur, zoals het spoorwegnet, niet meer uitgebreid en niet meer onderhouden na het uitbreken van de Biafra-oorlog in 1966. Het spoorwegsysteem van Nigeria raakte steeds meer in verval (dit geldt ook voor de spoorwegnetwerken van andere West-Afrikaanse landen na hun onafhankelijkheid). Expertise ging verloren, opleidingsinstituten kregen geen geld meer en staakten hun activiteiten. (Pas in 2009 begon Nigeria met Chinese hulp voor miljarden euro's met het renoveren en leggen van nieuwe sporen (zie Nigerian Railway Corporation), maar het land zal in 2024 nog steeds nauwelijks meer dan de koloniale lijnlengte exploiteren).
Schandalen en het overduidelijke wanbeleid veroorzaakten ontevredenheid binnen het leger. Op 29 juli 1975, terwijl Gowon een OAE-top in Kampala bijwoonde, kondigde een groep officieren onder leiding van kolonel Joe Nanven Garba zijn omverwerping aan.

## De dictatuur van Murtala Muhammed (1975-1976)

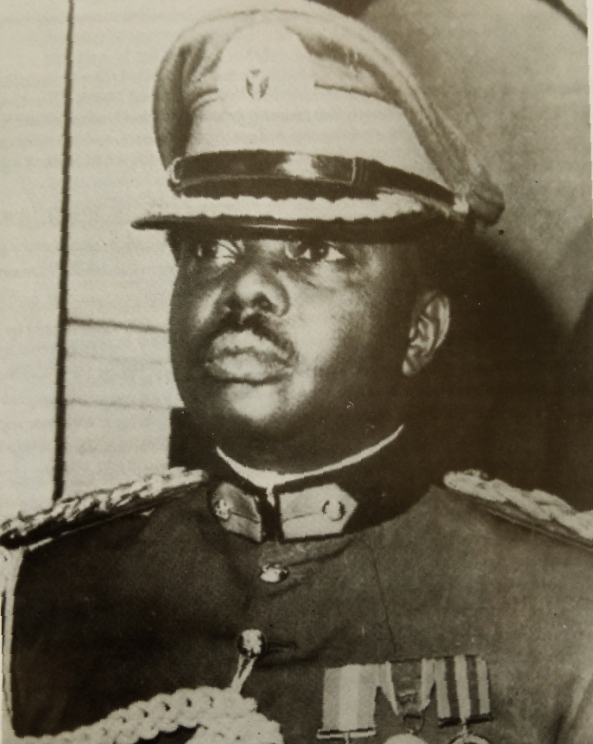
Murtala Muhammed

Murtala Muhammed nam de macht over als het nieuwe militaire staatshoofd. Hij werd beschouwd als briljant en moedig, maar ook onvoorspelbaar en onstuimig. Murtala Muhammed nam ook de controle over van de twee grootste kranten in het land - Daily Times en New Nigerian.
Murtala Muhammed nam ook de controle over van de twee grootste kranten in het land - Daily Times en New Nigerian; alle media in Nigeria stonden nu onder controle van de staat. Hij nam ook de controle over van de resterende staatsuniversiteiten.
In korte tijd kreeg het beleid van Murtala Muhammed brede steun onder de bevolking en zijn vastberadenheid maakte van hem een volksheld. Zijn zeer populaire maar impulsieve stijl van regeren en zijn vaak op televisie uitgezonden toespraken met de frequente toevoeging "met onmiddellijke ingang" leverden hem echter ook kritiek op van de topambtenaren van het land. Door zijn ad-hocverklaringen waren zijn ambtenaren vaak onvoorbereid, misten ze details en hadden ze niet de financiële middelen om zijn ideeën uit te voeren.
Kort na zijn machtsovername realiseerde Muhammed zich dat de overheidsinkomsten daalden door de lage olieproductie. De wereldwijde vraag naar olie was ingestort, reserveonderdelen waren duurder geworden en de arbeidskosten waren gestegen. Als gevolg daarvan had de militaire regering niet genoeg geld om het Nigeriaanse ontwikkelingsplan voor 1975 uit te voeren.
Murtala Muhammed voerde vervolgens een drastische stroomlijning door van het opgeblazen en inefficiënte ambtenarenapparaat ("Operatie Deadwood"). Meer dan 10.000 overheidsmedewerkers werden ontslagen zonder overgangsvoordelen. Talloze ambtenaren werden berecht wegens corruptie en een militaire gouverneur werd geëxecuteerd wegens ambtsmisbruik. Vanwege de drastische aard van de zuivering werden er echter beschuldigingen geuit dat er ook persoonlijke rekeningen werden vereffend in het proces van het stroomlijnen van het ambtenarenapparaat.
Op 13 februari 1976 reed Muhammed naar zijn werk in zijn ongepantserde Mercedes-Benz 230.6 en zonder begeleiding van lijfwachten of iets dergelijks. Kort na 8 uur 's ochtends reed zijn auto langzaam door het beruchte Lagos verkeer toen een groep soldaten uit een naburig benzinestation kwam, het voertuig in een hinderlaag lokte en de ongewapende Muhammed vermoordde. Dit was onderdeel van een poging tot staatsgreep door luitenant-kolonel Dimka, die wegens verraad werd geëxecuteerd op 15 mei 1976. Muhammed's opvolger was de stafchef van het Opperste Hoofdkwartier, Olusegun Obasanjo, die aan een moordaanslag was ontsnapt door een geval van persoonsverwisseling. Het Murtala Muhammed International Airport in Lagos is vernoemd naar de nog steeds populaire militaire heerser, die ook (onjuist) de "Nigeriaanse Kennedy" wordt genoemd.

## De dictatuur van Obasanjo (1976-1979)
Olusegun Obasanjo vormde een driemanschap met twee andere generaals en voerde de algemene repressie op. Het bekendste voorbeeld is waarschijnlijk de inval in het huis van muzikant Fela Kuti, waarbij vrouwelijke familieleden werden verkracht en zijn moeder - Funmilayo Ransome-Kuti, een gerespecteerde vrouwenrechtenactiviste en vakbondsvrouw - uit een raam werd gegooid, waarbij ze dodelijk werd verwond. Vakbondsactiviteiten werden beperkt. Dimka en 37 van zijn strijdmakkers werden geëxecuteerd[169].
Obasanjo riep snel een commissie bijeen om een nieuwe grondwet op te stellen, naar het voorbeeld van het Amerikaanse systeem. Nog voor er een resultaat was, verhoogde Obasanjo het aantal federale staten tot 19. Het ontwerp van de nieuwe grondwet leek in grote lijnen op de huidige Nigeriaanse grondwet en somde de positie van het staatshoofd en het hoofd van de regering op. De machtige positie van de president werd in evenwicht gehouden door twee kamers. De grondwet werd afgekondigd in september 1978. De vijf partijen die hun eigen presidentskandidaten stelden in de verkiezingen van 1979 toonden minder visie dan het bovengenoemde comité en richtten zich - net als in de Eerste Republiek, maar tegen de uitdrukkelijke wens van Obasanjo in - voornamelijk op het vertegenwoordigen van etnische groepen. Ondanks de afgelopen 20 jaar en een overleefde burgeroorlog was het nieuwe partijlandschap tot op zekere hoogte een kopie van het oude.
- De NPN vertegenwoordigde de noordelijke Nigerianen en nam zo de erfenis van de NPC over,
- de NPP vertegenwoordigde het zuidoosten (net als de hierboven genoemde NCNC, opnieuw met voorzitter Azikiwe) en
- de UPN vertegenwoordigde het zuidwesten (zoals de hierboven genoemde AG, opnieuw met voorzitter Awolowo).

Zo won elke partij met meer dan 80% in de staat waar ze de meerderheid van de bevolking vertegenwoordigde. De etnische groep met het grootste aandeel in de Nigeriaanse bevolking - nog steeds de Noord-Nigerianen - won de verkiezingen met zijn partij en leverde de nieuwe president, Alhaji Shehu Shagari. Dus nog voor ze begonnen was, had de Tweede Republiek al te kampen met hetzelfde probleem als de Eerste Republiek: een partijlandschap dat gevormd was langs etnische lijnen in plaats van ideologische of programmatische standpunten.

## De Tweede Republiek (1979-1983), President Shagari

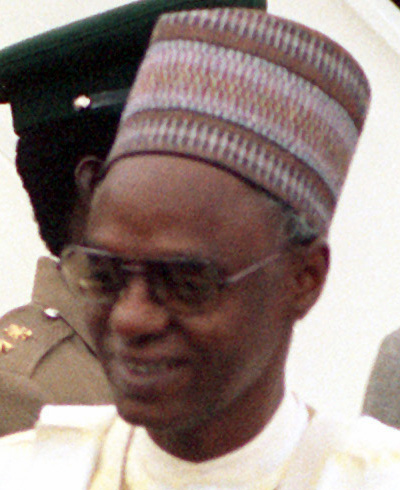
Shehu Shagari, president tijdens de Tweede Republiek

Op 1 oktober 1979 werd Shehu Shagari beëdigd als de eerste president en opperbevelhebber van de Federale Republiek Nigeria. Omdat zijn partij, de NPN, nauwelijks meer dan 35% van de zetels in de Senaat en het Huis van Afgevaardigden had, vormde Shagari een coalitie met de NPP, die bij de parlementsverkiezingen de op twee na sterkste partij was geworden. Deze coalitie had een kleine meerderheid in beide kamers.
Shagari zette in op grootschalige industrie en, in de landbouw, op de "Groene Revolutie", die overeenkwam met de stand van de wetenschap in die tijd: voorkeur voor grote boerderijen, intensief gebruik van kunstmest en pesticiden, gebruik van machines, boren naar diep grondwater, enz. De Groene Revolutie wordt vandaag (2024) nogal kritisch bekeken.
Eerste steenlegging voor de Ajaokuta staalfabriek
In 1980 legde Shagari de eerste steen voor de staalfabriek van Ajaokuta, die gebouwd zou worden door een staatsbedrijf uit de Sovjet-Unie in de buurt van de rivier de Niger en de ertsmijn van Itakpe. In 1991 was 98% van de staalfabriek, die gebouwd zou worden volgens Sovjetnormen, d.w.z. op zeer grote schaal, gebouwd. In 1991 was de Sovjet-Unie echter uiteengevallen, de wereldvraag naar staal was ongunstig veranderd en de technologie had zich verder ontwikkeld. De staalfabriek werd niet voltooid en was in 1994 nog steeds niet operationeel - wat volgens Russische Wikipedia-artikelen over het onderwerp volledig te wijten was aan Nigeria. Ajaokuta werd gezien als een schoolvoorbeeld van mislukte ontwikkelingshulp in West-Afrika. In 2017 waren echter 40 van de 43 fabrieken geleidelijk in bedrijf genomen. In 2024 produceerde Ajaokuta Steel ongeveer een zesde van de hoeveelheid staal die in het Verenigd Koninkrijk wordt geproduceerd. Drie andere staalfabrieken uit het Shagari-tijdperk in Jos, Oshogbo en Katsina lijken niet meer actief te zijn.
Bouw van sociale woningen
Shagari begon met de bouw van 200.000 sociale woningen in het hele land, waarvan er 25.000 werden voltooid tijdens zijn ambtstermijn. Een studie uit 2017 van de Nnamdi Azikiwe Universiteit in Awka bekritiseerde het gebrek aan planning (de voltooide flats waren niet aangesloten op water, elektriciteit, riolering of transport of stonden in een gebied waar geen vraag was naar nieuwe woningen). De nieuwe flats werden vaak nooit bewoond, werden niet beheerd en raakten al snel in verval. Shagari's opvolgers gingen niet door met het voltooien van de resterende flats, die ook in verval raakten.
Deportatie van West-Afrikaanse immigranten
In januari 1983 besloot Shagari om West-Afrikaanse immigranten te deporteren onder het motto "Ghana moet weg!" in het licht van een economische neergang. Naar schatting 2 miljoen Ghanezen moesten het land plotseling en kwaadwillig verlaten, met achterlating van het grootste deel van hun bezittingen. Voorlopige tassen en koffers werden het symbool van de gedwongen exodus (ze worden vandaag de dag nog steeds "Ghana-tassen" genoemd). Het is niet zonder een zekere ironie dat de sociale en economische ontwikkeling in Ghana na 1983 veel gunstiger zou zijn dan in Nigeria en dat Nigerianen van hun kant werk en inkomen zouden zoeken in Ghana.
Economisch isolement
Shagari reageerde op de dalende olieprijzen en de daaruit voortvloeiende economische malaise door importvergunningen te beperken en douanerechten te verhogen. Hij wees samenwerking met het Internationaal Monetair Fonds af.
Onderwijs, vrouwenemancipatie, milieukwesties
Onder Shagari verbeterde het onderwijssysteem in Nigeria. Er werden bijvoorbeeld een aantal universiteiten opgericht. Hij bevorderde ook de deelname van vrouwen aan het politieke leven. Hij benoemde vrouwen in veel functies.
Herverkiezing
Net als bij de Eerste Republiek behaalde de Noordelijke Partij na een paar jaar regeren een absolute meerderheid in het parlement en had ze geen coalitiepartners meer nodig.
Shagari's strijd tegen corruptie, Generaal Buhari
Hoewel Shehu Shagari is vrijgesproken van persoonlijke betrokkenheid bij corrupte praktijken, werd de Tweede Republiek geplaagd door beschuldigingen van corruptie, waaronder beschuldigingen van verkiezingsfraude bij de verkiezingen van 1983. In zijn tweede ambtstermijn deed Shagari pogingen om de corruptie te beteugelen door middel van het nieuwe ministerie van Nationale Begeleiding onder Yusuf Maitama Sule, dat alleen voor dit doel werd opgericht. Er werd een nieuw programma geïntroduceerd met de naam Ethische Revolutie, waarvan een van de initiatieven de beroemde "oorlog tegen de indiscipline" was, gelanceerd onder generaal Muhammadu Buhari. Het ministerie was slechts drie maanden in functie voordat een staatsgreep op 31 december 1983 Buhari tot alleenheerser maakte.

## Buhari (1983-1985) en Babangida (1985-1992), twee ongelijke dictators

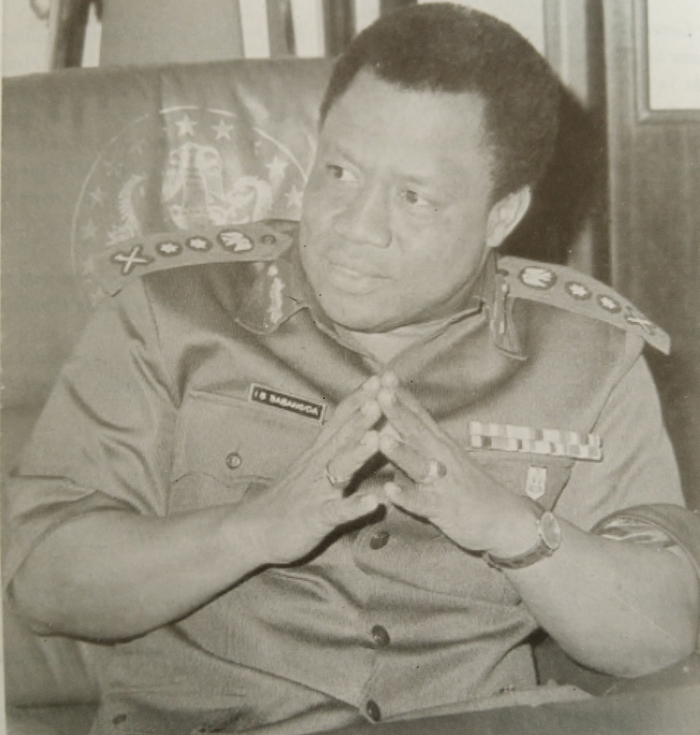
Dictator Babangida

De inauguratie van Muhammadu Buhari werd over het algemeen gezien als een positieve ontwikkeling. Buhari beloofde hervormingen, maar zijn regering deed het weinig beter dan die van zijn voorganger. Generaal Buhari werd in 1985 omvergeworpen door een militaire staatsgreep onder leiding van generaal Ibrahim Babangida. Buhari zou 30 jaar later tot president worden gekozen, in de Vierde Republiek en nu democratisch gezuiverd.
Babangida was vooruitziender dan de vorige militaire leiders van Nigeria, versoepelde de staatscontrole over de pers en liet een aantal gevangenen vrij. Hij werd echter geconfronteerd met dezelfde economische problemen als Buhari en dezelfde ontevredenheid in het land.
Babangida kreeg al snel een reputatie als slimme politicus. Hij vroeg de Nigeriaanse burgers of hun land een financieel hulppakket van miljarden dollars van het Internationaal Monetair Fonds (IMF) moest accepteren. Toen het Nigeriaanse volk, zoals hij had verwacht, weigerde het pakket te accepteren, schortte Babangida de besprekingen met het IMF op. Hij bood de Nigerianen toen zijn eigen economische herstelprogramma aan - dat veel van de harde maatregelen bevatte die het IMF had voorgesteld - en overtuigde de Nigerianen om het te accepteren. Als gevolg van dit programma kreeg Nigeria leningen van banken en won het aan economische geloofwaardigheid in Westerse landen.
Volgens Forbes heeft Babangida kort voor de Tweede Golfoorlog twaalf miljard US dollar aan ongeplande inkomsten ("oil windfall") in eigen zak gestoken (de olieprijs sprong in 1990 binnen enkele weken van 15 naar 41,15 USD/vat en kelderde daarna naar de oude waarde). Dit geld is echter nooit teruggevonden. De door Forbes berekende extra winst van 12 miljard USD zou alleen gerealiseerd zijn als Nigeria het volledige jaarlijkse productievolume van 630 miljoen vaten precies op 27 september 1990 had verkocht. USD zou alleen gerealiseerd kunnen zijn als Nigeria het volledige jaarlijkse productievolume van 630 miljoen vaten precies op 27 september 1990 op de wereldmarkt had verkocht tegen de jaarlijkse hoge prijs van USD 41/vat - 19 meer dan het officieel opgegeven jaarlijkse gemiddelde van USD 22/vat (630 miljoen vaten × USD 19/vat = USD 11,97 miljard).[183] Dit is onwaarschijnlijk gezien de traagheid van het staatsoliebedrijf NNPC en het gebrek aan informatie achteraf voor de betrokkenen. Babangida gaf in 2022 commentaar op de bovenstaande beschuldigingen dat hij en zijn medewerkers "heiligen" waren. Dit verhaal moet net zo voorzichtig worden geëvalueerd als de berekening van Forbes.
In december 1991 werd het centraal gelegen Abuja de hoofdstad.
In 1986 werd de Nobelprijs voor Literatuur toegekend aan de Nigeriaanse schrijver Wole Soyinka, "die het drama van het bestaan portretteert in een breed cultureel perspectief en met poëtische ondertonen." Soyinka is de eerste donkergekleurde Nobelprijswinnaar uit Afrika die niet won in de categorie "vrede".
Het Babangida-regime zorgde voor de oprichting van een staatsveiligheidsapparaat; het overleefde twee couppogingen. Generaal Mamman Vatsa en majoor Gideon Orkar werden geëxecuteerd en de kritische journalist Dele Giwa werd vermoord. In 1989 beloofde Babangida de overgang naar de Derde Nigeriaanse Republiek. Babangida overleefde de couppoging van 1990 en stelde de beloofde terugkeer naar de democratie uit tot 1992.

### Conclusie
Babangida's intelligentie kan niet worden ontkend en zijn buitenlands en economisch beleid kwam Nigeria ten goede. Het veiligheidsapparaat en de geheime dienst die hij oprichtte zijn misschien begrijpelijk gezien het lot van de militaire heerser Murtala Mohammed - die ongewapend en zonder lijfwacht werd neergeschoten in een ongepantserde limousine in 1976 - maar het ging verder dan de vitale bescherming van de president en schuwde politieke moord niet. Babangida creëerde zo de instrumenten waarmee zijn opvolger Abacha Nigeria naar het donkerste tijdperk na de burgeroorlog leidde.

## De Derde Republiek (1993) - de democratie die nooit begon
Voor de parlementsverkiezingen van 1992 vormde dictator Babangida een tweepartijenstelsel met de Sociaal-Democratische Partij en de Nationale Republikeinse Conventie. Voor het eerst waren beide partijen niet langer vertegenwoordigers van etnische groepen of geografische regio's, maar stonden ze voor hun eigen programma.
De presidentsverkiezingen van 1993 werden gewonnen door Moshood Abiola van de Sociaal Democratische Partij. Babangida verklaarde de verkiezingen echter ongeldig, wat leidde tot massale protesten van de burgerbevolking die het land wekenlang verlamden. In augustus 1993 kwam Babangida eindelijk zijn belofte na om de macht over te dragen aan een burgerregering, maar pas nadat hij Ernest Shonekan had aangesteld als hoofd van de interim nationale regering.

## De dictatuur van Abacha (1993-1998)
De overgangsregering van Shonekan, de kortste in de politieke geschiedenis van het land, werd in 1993 omvergeworpen door een staatsgreep onder leiding van generaal Sani Abacha. Dit was de zevende Nigeriaanse staatsgreep in minder dan 30 jaar en ook (vanaf 2024) de laatste militaire omverwerping in het land.

### Absolute macht, schrikbewind

Sani Abacha

In tegenstelling tot eerdere militaire dictators in Nigeria zoals Gowon, Murtala, Obasanjo of Buhari, kan Abacha alleen maar beschreven worden als een schrikbewind.
Na het ontbinden van de regering en het parlement in november 1993, benoemde hij zichzelf ook tot opperrechter in september 1994 en verkreeg zo de absolute macht. Abacha stelde een persoonlijke veiligheidsmacht samen van 3.000 man, getraind in Noord-Korea. De Nigeriaanse politie werd op grote schaal omgeschoold. De staat trad meedogenloos op tegen vermeende politieke tegenstanders.
In 1995 werden de schrijver en burgerrechtenactivist Ken Saro-Wiwa en acht andere beklaagden (de Ogoni-negen) geëxecuteerd in Port Harcourt na een spectaculair showproces dat leidde tot gewelddadige internationale protesten. Nigeria werd met onmiddellijke ingang uit het Gemenebest van Naties gezet. De winnaar van de presidentsverkiezingen in 1993, Moshood Abiola, werd gearresteerd en stierf onder onverklaarbare omstandigheden, in elk geval door gebrek aan medische zorg na vier jaar in de gevangenis. De voormalige stafchef van het leger Shehu Musa Yar'Adua werd ook gearresteerd - ook hij stierf in de gevangenis. De voormalige militaire heerser Olusegun Obasanjo werd ook gearresteerd wegens verraad en beschuldigd van het plannen van een staatsgreep samen met generaal Oladipo Diya. Nobelprijswinnaar Wole Soyinka werd bij verstek beschuldigd van hoogverraad. Zelfs het fatale vliegtuigongeluk van Sani Abacha's oudste zoon Ibrahim op 17 januari 1996 en de daaropvolgende moorden op familieleden van de 14 andere slachtoffers van het ongeluk zouden op bevel van de dictator zijn uitgevoerd; deze geruchten werden versterkt door het feit dat Abacha de 15 lichamen niet vrijgaf.

### Afdaling naar een narcostaat
Abacha's gebrek aan medewerking aan anti-drugsoperaties leidde tot de herhaalde intrekking van de Amerikaanse anti-drugscertificaten onder Sectie 481 van de Foreign Assistance Act (FAA) tijdens zijn vijfjarige ambtstermijn. Hierdoor werd Nigeria officieel een narcostaat. De VS stemde tegen Nigeria in zes multilaterale ontwikkelingsbanken en weigerde Nigeria enige bijstand te verlenen in het kader van de FAA en de Arms Control Export Act. Rechtstreekse vluchten van de VS naar Nigeria bleven verboden uit veiligheidsoverwegingen.

### Verduistering van staatsfondsen, de "Abachabuit"
Onder Abacha bereikte de verduistering van overheidsgelden epische proporties en staat bekend als de "Abachabuit". Abacha's nationale veiligheidsadviseur, Alhaji Ismaila Gwarzo, diende valse financieringsaanvragen in voor de nationale veiligheid, die Abacha goedkeurde. De fondsen werden meestal in contanten of reischeques van de Centrale Bank van Nigeria naar Gwarzo gestuurd, die ze naar Abacha's huis bracht. Naar schatting 1,4 miljard dollar in contanten werd op deze manier overhandigd.
In een lijst van de tien meest zelfverrijkende staatshoofden, stonden Abacha en zijn familie op de vierde plaats. Ze zouden tussen de 1 en 5 miljard dollar hebben verduisterd.
Op 7 augustus 2014 kondigde het Amerikaanse Ministerie van Justitie aan dat er 480 miljoen dollar in beslag was genomen van de Nigeriaanse regering, het grootste bedrag in de geschiedenis van het land. Het Civil Asset Recovery Fund van Jersey ontdekte meer dan 267 miljoen dollar aan fondsen die zouden zijn witgewassen via het Amerikaanse banksysteem en gestort op een rekening in Jersey (210 miljoen pond). Het Amerikaanse Ministerie van Justitie, de rechtbanken van Jersey en de Nigeriaanse overheid maakten een civielrechtelijke verbeurdverklaring van de fondsen, die tussen deze landen verdeeld zal worden.

## Democratisering en federalisme 1998, de IV. Republiek
Dictator Abacha stierf plotseling in 1998 na het innemen van stimulerende middelen. Zijn opvolger Abdulsalami Abubakar (niet te verwarren met vicepresident Atiku Abubakar) voerde een grondwet in die tien jaar eerder was opgesteld en voorzag in vrije verkiezingen. Nigeria, dat voorheen centraal werd bestuurd, werd een federale republiek. Een federale regeringsvorm is vandaag de dag (vanaf 2024) nog steeds een zeldzaamheid in Afrika (zie kaart in het artikel over "Federalisme").
Voor de periode na 1999 kan de invloed van digitale media in Nigeria nauwelijks genoeg benadrukt worden. 90% van de Nigerianen bezat een mobiele telefoon / smartphone in 2022 en is dus niet alleen verbonden met landgenoten, maar ook met Nigerianen in het buitenland en met de (op zijn minst Angelsaksische) internetwereld. Dit heeft blijvende en steeds nieuwe effecten op politiek en cultureel vlak. Artikelen en gespecialiseerde literatuur over Nigeria na 1999 kunnen de dynamische ontwikkeling van het land nauwelijks volgen en moeten met een overeenkomstig voorbehoud worden gelezen. Zo vermeldt het CIA Factbook in 2003 (gebaseerd op het bescheiden Nigeriaanse netwerk van vaste lijnen) dat slechts 0,3% van de Nigerianen een telefoon heeft - een volledig achterhaalde voorstelling van zaken ondanks de paar jaar die verstreken zijn. Dit hoofdstuk probeert daarom bronnen te gebruiken die zo actueel en lokaal mogelijk zijn.

### Parlements- en presidentsverkiezingen 1999
Na de dood van Abacha bloeide het politieke leven in het land op en werden er talloze nieuwe partijen gevormd. Drie daarvan waren sterk genoeg om de verkiezingen te doorstaan: de conservatief-liberale Democratische Volkspartij (PDP), de liberale Alliantie voor Democratie (AD) en de conservatieve All Peoples' Party (APP) - de laatste twee partijen vormen de kern van de huidige (februari 2024) regeringspartij "All Progressives", de PDP zit sinds 2015 in de oppositiebanken.
Van januari tot maart 1999 werd een reeks verkiezingen gehouden om gemeenteraadsleden, gemeenteraadsleden, leden van het federale parlement en het deelstaatparlement en de respectieve gouverneurs te kiezen. De presidentsverkiezingen vonden plaats in februari en werden nauwlettend gevolgd door internationale waarnemers. De winnaar was Olusegun Obasanjo van de PDP, die van 1976 tot 1979 als staatshoofd al de laatste overgang van een militair bewind naar democratie had geleid.

### Het Obasanjo tijdperk (1999 tot 2007)

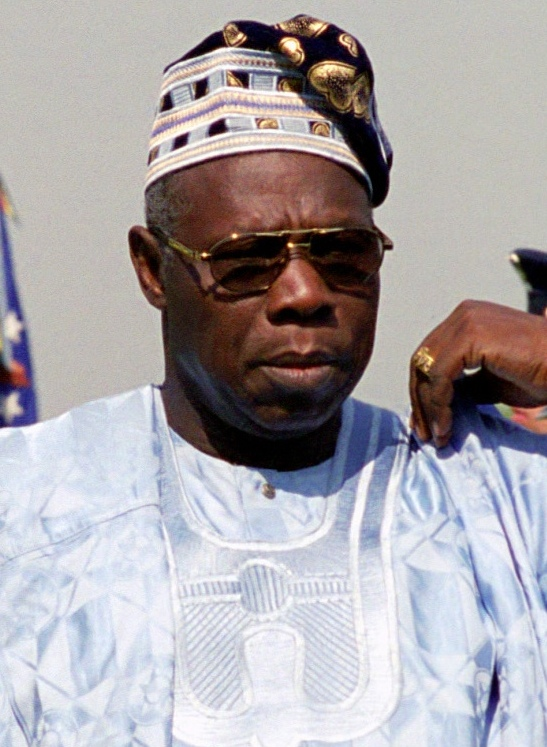
Olusegun Obasanjo, eerste president van de IVe Republiek

Op 29 mei 1999 droeg Abubakar de macht over aan de winnaar van de presidentsverkiezingen van 1999, de voormalige militaire heerser generaal Olusegun Obasanjo, als president van Nigeria. Obasanjo had onder dictator Abacha in de gevangenis gezeten. Obasanjo's verkiezing luidde het begin in van de Vierde Nigeriaanse Republiek, die tot vandaag (2024) heeft geduurd, waarmee een einde kwam aan een 39-jarige periode van kortstondige democratieën, militaire coups en tegencoups.

#### Eerste ambtstermijn
Op 29 mei werd hij beëdigd als de eerste president van de Vierde Republiek en in dezelfde maand werd een grondwet aangekondigd. Het volk, dat de langdurige en crisisgevoelige militaire regimes beu was, en de internationale gemeenschap juichten de regeringswisseling toe.
Beveiliging van de macht
In de eerste maanden van zijn presidentschap ontsloeg Obasanjo ongeveer 200 militaire officieren, waaronder alle 93 die een politieke functie bekleedden, waardoor een staatsgreep door ervaren officieren minder waarschijnlijk werd. Hij verplaatste ook het Ministerie van Defensie van Lagos naar Abuja en zorgde ervoor dat het onder directere controle van de regering kwam te staan.
Actief buitenlands beleid
De IV. Republiek kon de schade van de Abacha-dictatuur herstellen door een actief buitenlands beleid. In oktober 2001 richtten de Nigeriaanse president Olusegun Obasanjo, de Zuid-Afrikaanse president Thabo Mbeki en de Algerijnse president Abd al-Aziz Bouteflika het Nieuwe Partnerschap voor de Ontwikkeling van Afrika, of NEPAD, op, dat tot doel heeft de groei, ontwikkeling en deelname van Afrika aan de wereldeconomie te versterken. Tijdens Obasanjo's eerste termijn namen de vrijheden van de Nigerianen toe; de persvrijheid liet voor het eerst weer toe om kritiek te leveren op de president.

#### Tweede termijn
Obasanjo werd in 2003 herkozen in een turbulente verkiezing met gewelddadige etnische en religieuze ondertonen.
In zijn tweede termijn zorgde Obasanjo voor de uitbreiding van de Nigeriaanse politiemacht.
In oktober 2005 betaalde de regering Obasanjo alle schulden terug (in ruil voor een korting) in het kader van de Club van Parijs.
Geschil over het Bakassi-schiereiland
Obasanjo werd ook geconfronteerd met de oplossing van een lopend grensgeschil met buurland Kameroen over het eigendom van het Bakassi schiereiland, een olierijk gebied met nauwe culturele banden met beide landen. Volgens een uitspraak van het Internationaal Gerechtshof uit 2002 werd erkend dat het gebied aan Kameroen toebehoorde. Ondanks binnenlandse protesten conformeerde Obasanjo zich in 2006 aan de uitspraak van het Hof, deed afstand van zijn aanspraken op het schiereiland en trok zijn troepen terug.
Op 12 juni 2006 tekende Obasanjo het Greentree-akkoord met de Kameroense president Paul Biya, waarmee het grensgeschil over het Bakassi-schiereiland formeel werd beëindigd. Zelfs toen de Nigeriaanse Senaat een resolutie aannam waarin de terugtrekking van Nigeriaanse troepen van het Bakassi-schiereiland illegaal werd verklaard, gaf Obasanjo het bevel om door te gaan zoals gepland. Op 14 augustus 2008 werd het schiereiland volledig overgedragen aan Kameroen.
Conflict in de Nigerdelta
Demonstraties tegen het oliebeleid van de regering en de hoge benzineprijzen stonden al langer op de agenda in Nigeria. Ook de inwoners van de Nigerdelta protesteerden tegen de activiteiten van de oliemaatschappijen in hun gebied, die volgens hen het land uitbuitten en te weinig van hun winst teruggaven. De protesten gingen in 2006 over in gecoördineerde militante acties: Werknemers van oliemaatschappijen werden ontvoerd en raffinaderijen en pijpleidingen werden beschadigd. Rebellen probeerden de olieproductie te verstoren en zo de bedrijven economische schade toe te brengen. De meest actieve van deze militante groepen was de Beweging voor de Emancipatie van de Nigerdelta (MEND). In 2008 kondigde de beweging een eenzijdig staakt-het-vuren af en accepteerde een amnestieprogramma dat in 2009 door de regering was voorgesteld.
Het etnische geweld over de controle van het olieproducerende Niger Delta-gebied en de opstand in het noordoosten gingen door. Conflicten tussen moslims en christenen in de deelstaat Plateau waren voor Obasanjo aanleiding om in mei 2004 de noodtoestand af te kondigen, de deelstaatregering te schorsen en een militaire regering van zes maanden te installeren. Obasanjo was grotendeels in staat om de diplomatieke schade die was veroorzaakt door de Abacha-dictatuur te herstellen door een actief buitenlands beleid (bijvoorbeeld door weer lid te worden van het Gemenebest).

#### Plannen voor een derde ambtstermijn
Obasanjo probeerde de grondwet te wijzigen om een derde ambtstermijn mogelijk te maken - een proces dat in andere Afrikaanse landen in de regio vaak de overgang naar een nieuwe dictatuur inluidt. Dit leidde tot spanningen met het parlement en met vicepresident Atiku Abubakar. In een autobiografie van Condoleezza Rice wordt beweerd dat de toenmalige Amerikaanse president George W. Bush Obasanjo uiteindelijk overtuigde om van deze plannen af te zien. Vandaag de dag (2024) geeft Obasanjo op een eigenzinnige manier commentaar op de Nigeriaanse politiek.

#### Conclusie
Hoewel de verkiezingen die Obasanjo aan de macht brachten en hem een tweede termijn gunden, werden veroordeeld als onvrij en oneerlijk, boekte Nigeria aanzienlijke vooruitgang in democratisering. Het feit dat het parlement de president met succes een derde termijn kon ontzeggen ondanks zijn invloed op het leger en de veiligheidstroepen, is een bewijs van het versterkte parlementarisme in Nigeria na 2000.
De federalistische structuur van de grondwet van 1999 met 37 deelstaten van ongeveer gelijke grootte, een Senaat met drie senatoren uit elke deelstaat en een blokkerende minderheid van minstens 13 deelstaten bij de presidentsverkiezingen moet gezien worden als een geluk bij een ongeluk gezien de talrijke etnische groepen en de religieuze verdeeldheid van het land. Sindsdien heeft elke presidentskandidaat in zijn eigen belang benadrukt dat hij niet alleen zijn eigen etnische groep/religie vertegenwoordigt, maar alle Nigerianen.

### Het tijdperk Yar'Adua (2007 tot 2010)

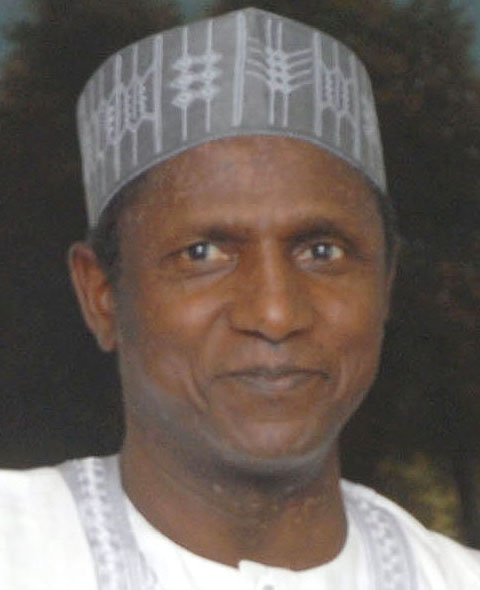
Umaru Yar'Adua

Omdat Obasanjo zich niet meer kandidaat mocht stellen voor de presidentsverkiezingen van 2007, deed Umaru Yar'Adua mee als moslimkandidaat voor de PDP. Umaru Yar'Adua was de broer van Obasanjo's plaatsvervanger tijdens zijn tijd als militaire dictator.
Umaru Yar'Adua won met een duidelijke meerderheid en werd op 29 mei 2007 beëdigd als nieuwe president. Internationale waarnemers veroordeelden de verkiezingen, die ontsierd werden door onregelmatigheden en verkiezingsfraude, scherp. De internationale gemeenschap, die de Nigeriaanse verkiezingen had geobserveerd om een vrij en eerlijk proces te bevorderen, veroordeelde deze verkiezingen als ernstig gebrekkig. Vertrekkend president Olusegun Obasanjo erkende fraude en andere "tekortkomingen" in de verkiezingen, maar verklaarde dat het resultaat in overeenstemming was met de opiniepeilingen. In een nationale televisietoespraak in 2007 voegde hij eraan toe dat als Nigerianen niet tevreden waren met de overwinning van zijn zelfgekozen opvolger, ze de optie hadden om over vier jaar opnieuw te stemmen. De gezondheid van Yar'Adua zou deze optie echter al snel overbodig maken.
In 2009 werden tijdens Yar'Adua's ambtstermijn rechtszaken tegen Royal Dutch Shell en Brian Anderson, het hoofd van Shell's Nigeriaanse dochteronderneming, op grond van het Amerikaanse Alien Tort Statute buitengerechtelijk geschikt. Shell blijft aansprakelijkheid ontkennen.

### Het tijdperk Jonathan (2010-2015)

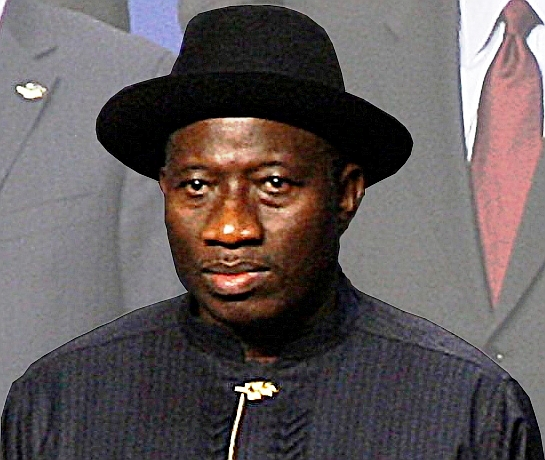
President Goodluck Jonathan (2010-2015)

Yar'Adua overleed op 5 mei 2010. 3 maanden eerder was vicepresident Goodluck Jonathan al beëdigd als opvolger van Yar'Adua, die ernstig ziek was en in het buitenland werd behandeld.
Voor de rest van zijn ambtstermijn waren zijn prioriteiten het oplossen van de energieproblemen van het land en het voortzetten van de vredesonderhandelingen met de rebellen in de Nigerdelta.
Jonathan kwam als winnaar uit de presidentsverkiezingen. De tweede plaats ging naar voormalig generaal en staatshoofd Muhammadu Buhari, die 32 procent van de stemmen kreeg. De internationale media meldden dat de verkiezingen soepel verliepen, in tegenstelling tot eerdere verkiezingen.
Successen tegen ebola en in de entertainmentindustrie
Jonathans ambtstermijn werd gekenmerkt door een succesvolle strijd tegen ebola en een economisch herstel dat Nigeria tot de belangrijkste economische macht in Afrika maakte. De filmpromotie van de regering Jonathan voor producties van hoge kwaliteit creëerde een eigen commercieel succesvolle filmindustrie ("Nollywood"), die alleen kan worden vergeleken met de VS en India ("Bollywood").
Strijd tegen Boko Haram
Aan de debetzijde van de balans staat daarentegen de terreurgolf van Boko Haram, die in 2014 200 schoolmeisjes ontvoerde in Chibok en de onmacht van de Nigeriaanse staat benadrukte (ongeveer 100 van de meisjes zijn in 2024 nog steeds vermist).
Jonathan, die tijdens de verkiezingscampagne van 2014 werd bekritiseerd omdat hij niet genoeg had gedaan om Boko Haram te bestrijden, vroeg de buurlanden Benin, Kameroen, Tsjaad en Niger om steun. Er werd een regionaal leger opgezet met troepen uit Nigeria en de genoemde landen en er werd een offensief ingezet tegen de terroristen. De strijd tegen Boko Haram boekte aanzienlijke vooruitgang, met strijdkrachten die grote gebieden heroverden die eerder in handen waren van de terreurgroep.
Draconische wet tegen homo's
De "Same Sex Marriage Prohibition Act" ondertekend door Jonathan in 2014 is een van de meest repressieve, draconische wetten ter wereld tegen holebi's en tegen mensen die door de Nigeriaanse rechterlijke macht als hun "sponsors" kunnen worden gezien.
Verduistering van staatsfondsen, deselectie
Jonathans ambtsperiode wordt echter vooral gekenmerkt door verduistering - het verduisteren van staatsfondsen. De Nigeriaanse staat zou hierdoor 20 miljard US dollar hebben verloren. De hoge mate van corruptie was een doorslaggevende factor in de presidentsverkiezingen van 2015, waar oppositiekandidaat Muhammadu Buhari als winnaar uit de bus kwam. De verkiezingen waren oorspronkelijk gepland voor half februari, maar werden vervolgens zes weken uitgesteld door de Nigeriaanse verkiezingscommissie, omdat het geweld van Boko Haram op dat moment een obstakel vormde voor de verkiezingen in het noordoosten.
De afzetting van Jonathan is (vanaf 2024) het enige geval in de IVe Republiek waarin Nigeriaanse kiezers weigerden een zittende president te herkiezen. Jonathans partij, de PDP, verloor de macht na 16 jaar aan de macht te zijn geweest. Van Jonathan kan tenminste gezegd worden dat hij zijn verkiezingsnederlaag zonder klagen toegaf.

### Het tijdperk Buhari (2015 tot 2024)

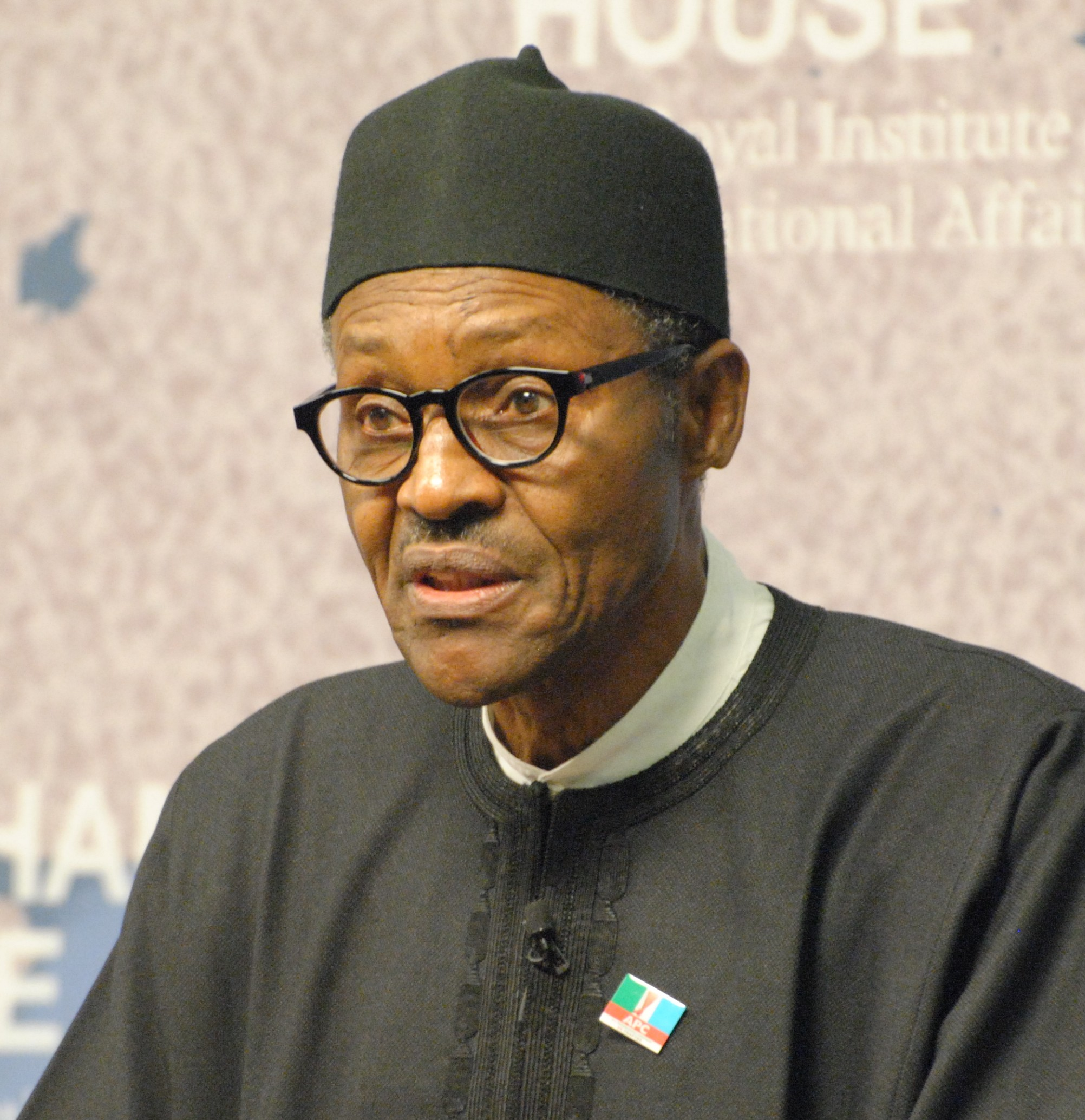
Muhammadu Buhari (2015-2023)

Sinds de Tweede Republiek wordt Buhari gezien als de eerlijke man van de Nigeriaanse politiek, als zuinig, maar ook als een vertegenwoordiger van de noordelijke belangen. Zijn partij, de "All Progressives", werd pas kort voor zijn verkiezing in 2015 gevormd uit een fusie van vier oppositiepartijen. De verkiezingen, die de toen 72-jarige Buhari bij zijn vierde poging won, werden door waarnemers als eerlijk beschreven. In 2019 werd Buhari gekozen voor een tweede en laatste ambtstermijn en de Progressieve Partij is tot op de dag van vandaag (2024) de regerende partij. Tijdens Buhari's twee ambtstermijnen konden ze het aantal afgevaardigden, senatoren en gouverneurs geleidelijk verhogen. Het Buhari-tijdperk (vanaf 2024) wordt gekenmerkt door een dynamisch structuurbeleid, economische diversificatie, successen tegen Boko Haram en een afnemende perceptie van corruptie, maar ook door een snelle toename van gewapende criminaliteit en politieaanvallen. Terwijl de Covid-19 pandemie vanaf 2020 geen rol speelde bij de jonge Nigeriaanse bevolking, werd Nigeria, als 's werelds grootste tarwe-importeur, in 2022 bijzonder hard getroffen door het tarwetekort als gevolg van de Russische invasie in Oekraïne en de daaruit voortvloeiende stijging van de broodprijzen.

## Anticorruptiemaatregelen
Een van de anticorruptiemaatregelen die Buhari beloofde bij de verkiezingen van 2015 was de schorsing van de opperrechter van Nigeria, Walter Onnoghen. Uit onderzoek van de Code of Conduct Bureau (CCB, een soort ethische raad) en klachten van een burgerinitiatief was gebleken dat Onnoghen geheime rekeningen aanhield en inkomende inkomsten niet aangaf. Nadat Onnoghen in januari 2019 niet was verschenen op twee dagvaardingen van de CCB, werd hij door Buhari geschorst. Onnoghen vermeed afzetting door de Nigeriaanse Senaat (vergelijkbaar met de Duitse Bondsraad) door ontslag te nemen. In december 2019 werd de procureur-generaal, Mohammed Bello Adoke, bij verstek veroordeeld voor corruptie en later uitgeleverd door buurland Niger. In juli 2020 werd de voorzitter van de onderzoekscommissie tegen corruptie (EFCC), Ibrahim Magu, gearresteerd voor corruptie - niet zonder ironie. In december 2020 werd hij gevolgd door de voorzitter van de Pension Taskforce, Abdulrasheed Maina, en een senator - Aangezien corruptie in het geheim plaatsvindt en een emotioneel beladen onderwerp is, is een objectieve beoordeling moeilijk. In tegenstelling tot de verkiezingen van 2015 zagen de Nigerianen in de peilingen van 2022 corruptie niet langer als het belangrijkste politieke thema, maar plaatsten ze het achter "misdaadbestrijding", "economie" en "energievoorziening". Deze verbetering wordt niet weerspiegeld in de Corruption Perception Index (CPI) - in plaats daarvan is deze beoordeling van Nigeria door 11 internationale ngo's sinds 2015 met meerdere punten verslechterd.
Structuurbeleid met Chinese hulp
De regering-Buhari heeft als geen andere regering wegen, havens, bruggen en spoorwegen gerenoveerd en herbouwd. De bouw en winstgevende exploitatie van de Lagos-Ibadan standaardspoorlijn sinds mei 2021 en de Tweede Nigerbrug bij Onitsha en de Lekki Super Post-Panamax containerhaven, die beide in december 2022 werden voltooid, verdienen een speciale vermelding. De regering-Buhari is erin geslaagd verwerkende industrieën aan te trekken of op te zetten voor grondstoffen zoals ruwe olie en rijst (bv. de Dangote-raffinaderij, de Imota-rijstmolen). Grote Nigeriaanse ondernemers zoals Aliko Dangote (cement), Innocent Chukwuma (Innoson, autofabricage) en Stella Chinyelu Okoli (Emzor Pharma) brengen hun activa niet langer naar het buitenland, maar investeren ze in eigen land. - Aanvankelijk werden de meeste structurele verbeteringen gefinancierd en uitgevoerd als PPP-projecten in het kader van de toegenomen betrokkenheid van de Volksrepubliek China in Afrika via de staatsbedrijven CCECC en CHEC, terwijl westerse landen nauwelijks deelnamen aan dergelijke projecten[249]. Toen de Nigeriaans-Chinese onderhandelingen over verdere projecten in 2021 mislukten, slaagde bouwminister Fashola er echter in om via de Britse Standard Chartered Bank in korte tijd financiering te regelen voor twee nieuwe spoorwegprojecten. Nigeria is het enige land ten zuiden van de Sahara dat in 2024 meer kilometers spoor in gebruik heeft dan in het koloniale tijdperk en een van de weinige landen ter wereld dat zijn spoorwegnet elk jaar uitbreidt in plaats van sporen te sluiten.
Successen tegen Boko Haram
De strategie van Buhari tegen Boko Haram is effectief gebleken, ondanks enkele tegenslagen. De terroristische militie werd al in 2016 verdreven uit de belangrijkste steden in het geteisterde noorden. De situatie verbeterde begin 2022, toen Boko Haram, waarvan de milities het noorden van Nigeria jarenlang hadden geterroriseerd en hele regio's hadden verwoest, grotendeels werd ontbonden. 40.000 Boko Haram-strijders gaven zich over, terwijl de splintergroep ISWAP actief blijft. Daarnaast wordt Nigeria sinds 2019 getroffen door een golf van criminaliteit en welig tierend politiegeweld.
Ondanks de politieke stabiliteit werd de veiligheidssituatie in Nigeria als onvoldoende beschouwd. 68% van de Nigerianen voelde zich "niet veilig" in hun land volgens een enquête van het opinieonderzoeksinstituut NOI-Polls in mei 2022. 77% kent geen hulplijnnummer voor noodgevallen.
Volgens de bovenstaande enquête vrezen Nigerianen beroofd te worden (24%) of ontvoerd te worden (ook 24%), slachtoffer te worden van gewapende bandieten of beroofd te worden (beide 8%) of gewond te raken in het conflict tussen herders en boeren (ook 8%). Daarna volgen "rituele moorden" (4%) en "Boko Haram" (3,5%).
Militante groeperingen in de Nigerdelta
De regering-Buhari was in staat om militante groeperingen in de Nigerdelta tijdelijk te kalmeren door middel van "bewakingscontracten" en bijbehorende betalingen. Critici zien dit als een moderne aflaathandel of het subsidiëren van criminelen. Zie het betreffende hoofdstuk.
Buitenlands beleid
In november 2022 schrapte het Amerikaanse ministerie van Buitenlandse Zaken Nigeria (en India) van de lijst van "schurkenstaten" (Countries of Particular Concern). Dit gebeurde tegen het protest van de christelijk-conservatieve US Commission on International Religious Freedom (USCIRF) in verband met aanvallen van criminelen op christelijke missionarissen in het islamitische noorden van Nigeria. Nigeria werd in 2018 door toenmalig president Trump en zijn minister van Buitenlandse Zaken Tillerson op de genoemde lijst geplaatst met een woordkeuze die hier niet geciteerd kan worden.